# Località bandiere blu in Italia (2017)
Elenco delle 163 località italiane insignite della bandiera blu dalla FEE per l'anno 2017.

## Distribuzione
| Regione               | Spiagge bandiera blu | Differenza rispetto al 2016 |
| --------------------- | -------------------- | --------------------------- |
| Liguria               | 27                   | 2                           |
| Toscana               | 19                   | Stabile                     |
| Marche                | 17                   | Stabile                     |
| Campania              | 15                   | 1                           |
| Puglia                | 11                   | Stabile                     |
| Sardegna              | 11                   | Stabile                     |
| Trentino-Alto Adige   | 10                   | 5                           |
| Abruzzo               | 8                    | 2                           |
| Lazio                 | 8                    | Stabile                     |
| Veneto                | 8                    | Stabile                     |
| Sicilia               | 7                    | 1                           |
| Calabria              | 7                    | 2                           |
| Emilia-Romagna        | 6                    | 1                           |
| Molise                | 2                    | 1                           |
| Friuli-Venezia Giulia | 2                    | Stabile                     |
| Basilicata            | 2                    | Stabile                     |
| Piemonte              | 2                    | Stabile                     |
| Lombardia             | 1                    | Stabile                     |
| Totale                | 163                  | 11                          |

## Dettaglio località

### Piemonte
| N. | Provincia            | Spiaggia                  |
| -- | -------------------- | ------------------------- |
| 1  | Verbano-Cusio-Ossola | Cannero Riviera: - Lido   |
| 2  | Verbano-Cusio-Ossola | Cannobio: - Spiaggia Lido |

### Lombardia
| N. | Provincia | Spiaggia                                           |
| -- | --------- | -------------------------------------------------- |
| 3  | Brescia   | Gardone Riviera: - Spiaggia Lido - Spiaggia Casinò |

### Trentino-Alto Adige

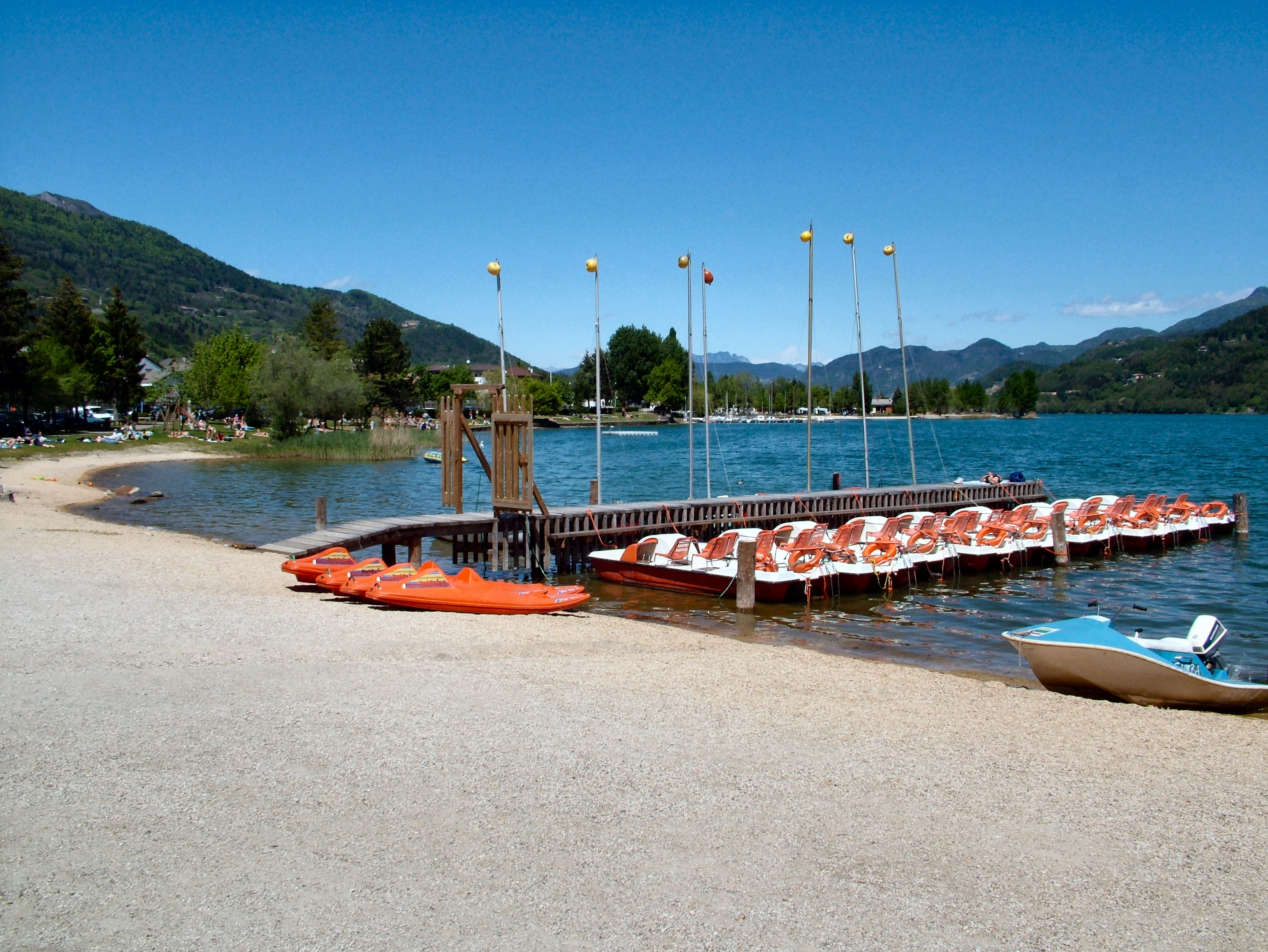
La spiaggia di Calceranica al Lago

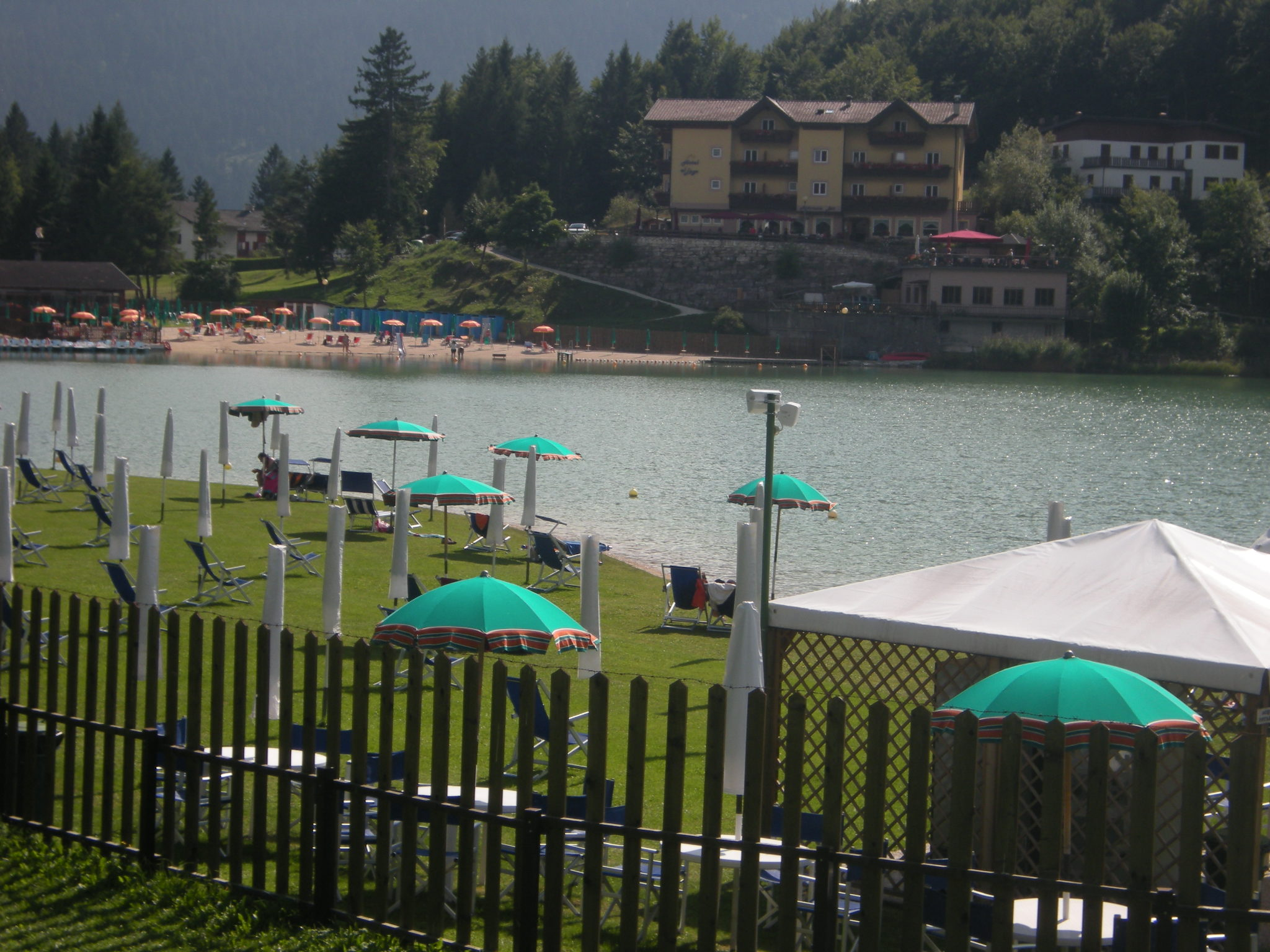
La spiagge sul lago di Lavarone

| N. | Provincia | Spiaggia                                                  |
| -- | --------- | --------------------------------------------------------- |
| 4  | Trento    | Bedollo: - Località Piazze                                |
| 5  | Trento    | Baselga di Piné: - Spiaggia Lido - Alberon - Bar Spiaggia |
| 6  | Trento    | Pergine Valsugana: - San Cristoforo                       |
| 7  | Trento    | Levico Terme: - Spiagge di Levico                         |
| 8  | Trento    | Caldonazzo: - Lido/Spiaggetta                             |
| 9  | Trento    | Calceranica al Lago: - Alle Barche/Al Pescatore/Riviera   |
| 10 | Trento    | Tenna: - Spiaggia di Tenna                                |
| 11 | Trento    | Lavarone: - Lido Bertoldi/Lido Marzari                    |
| 12 | Trento    | Sella Giudicarie: - Spiaggia Roncone                      |
| 13 | Trento    | Bondone: - Porto Camarelle                                |

### Liguria

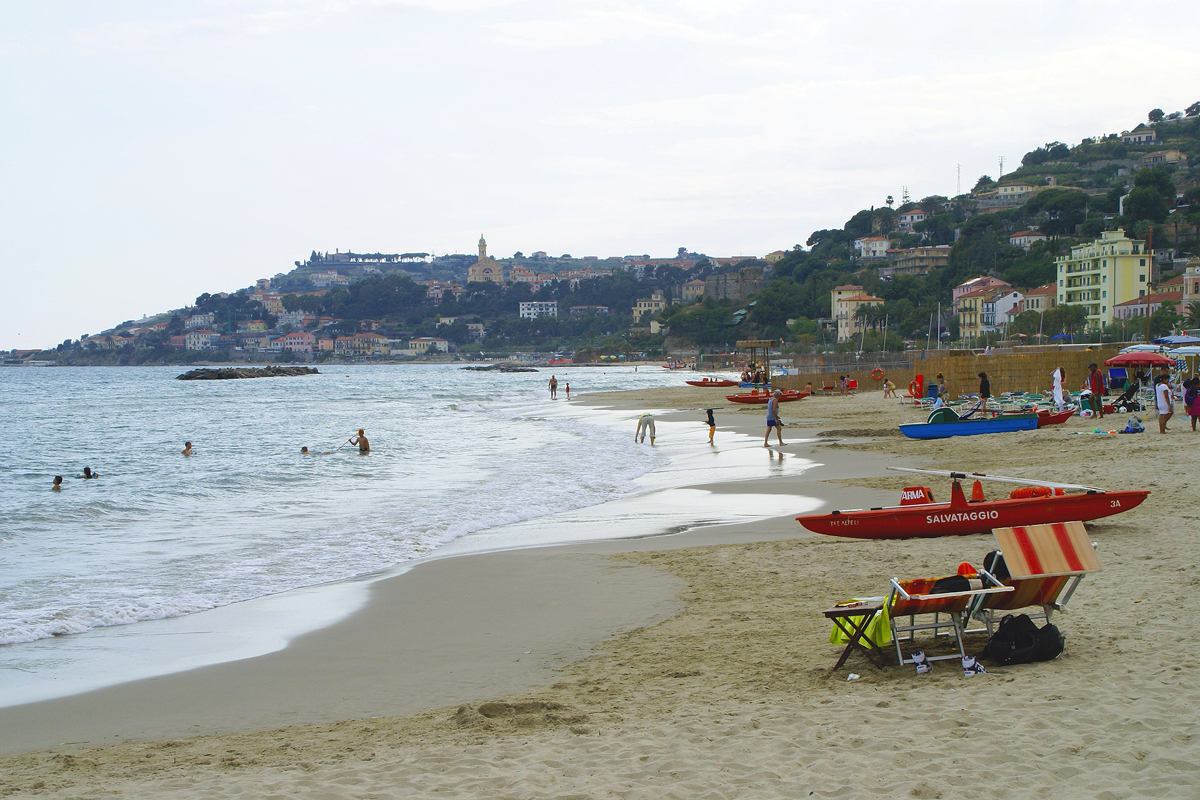
La spiaggia di Arma di Taggia

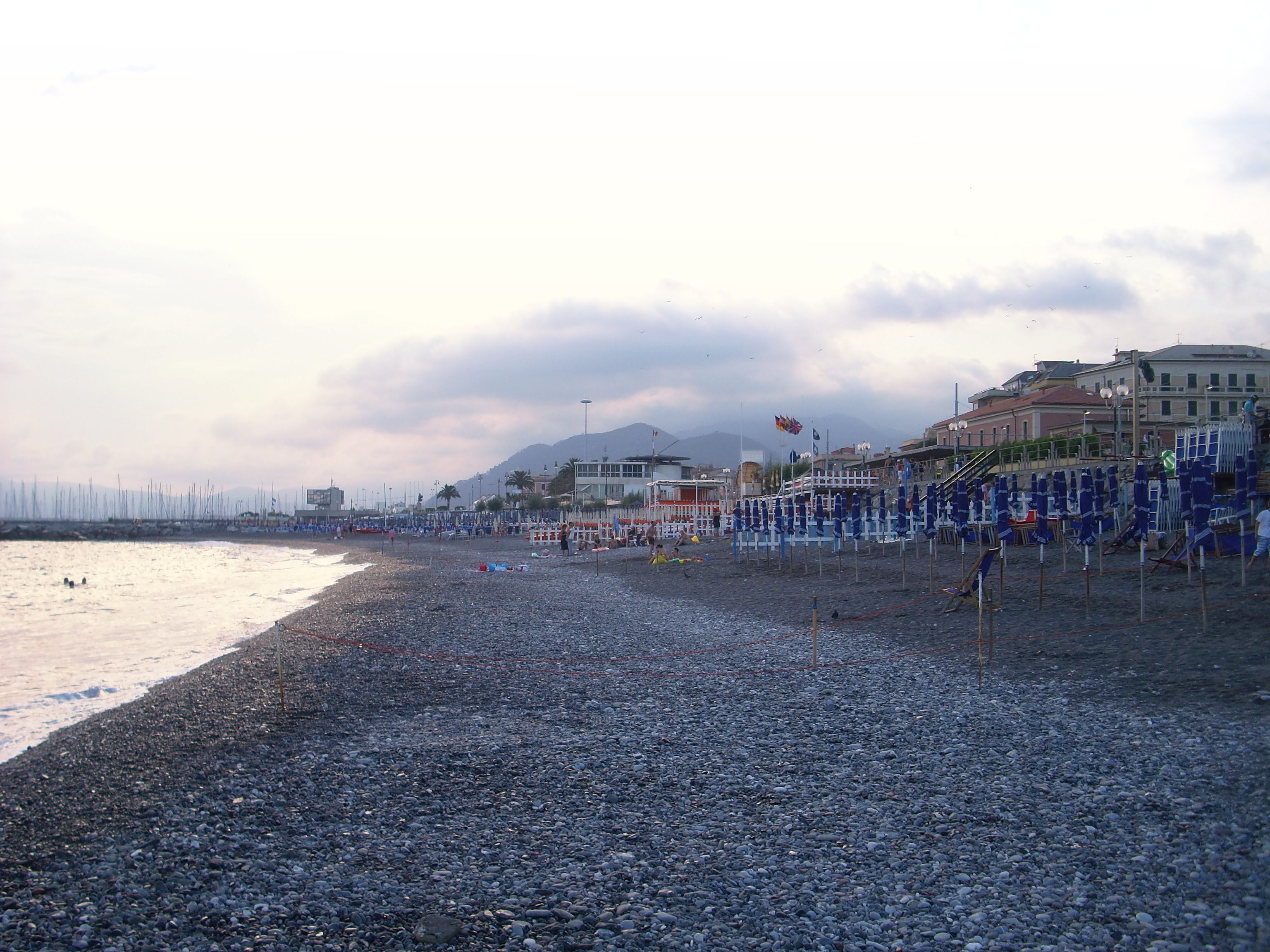
La spiaggia di Lavagna

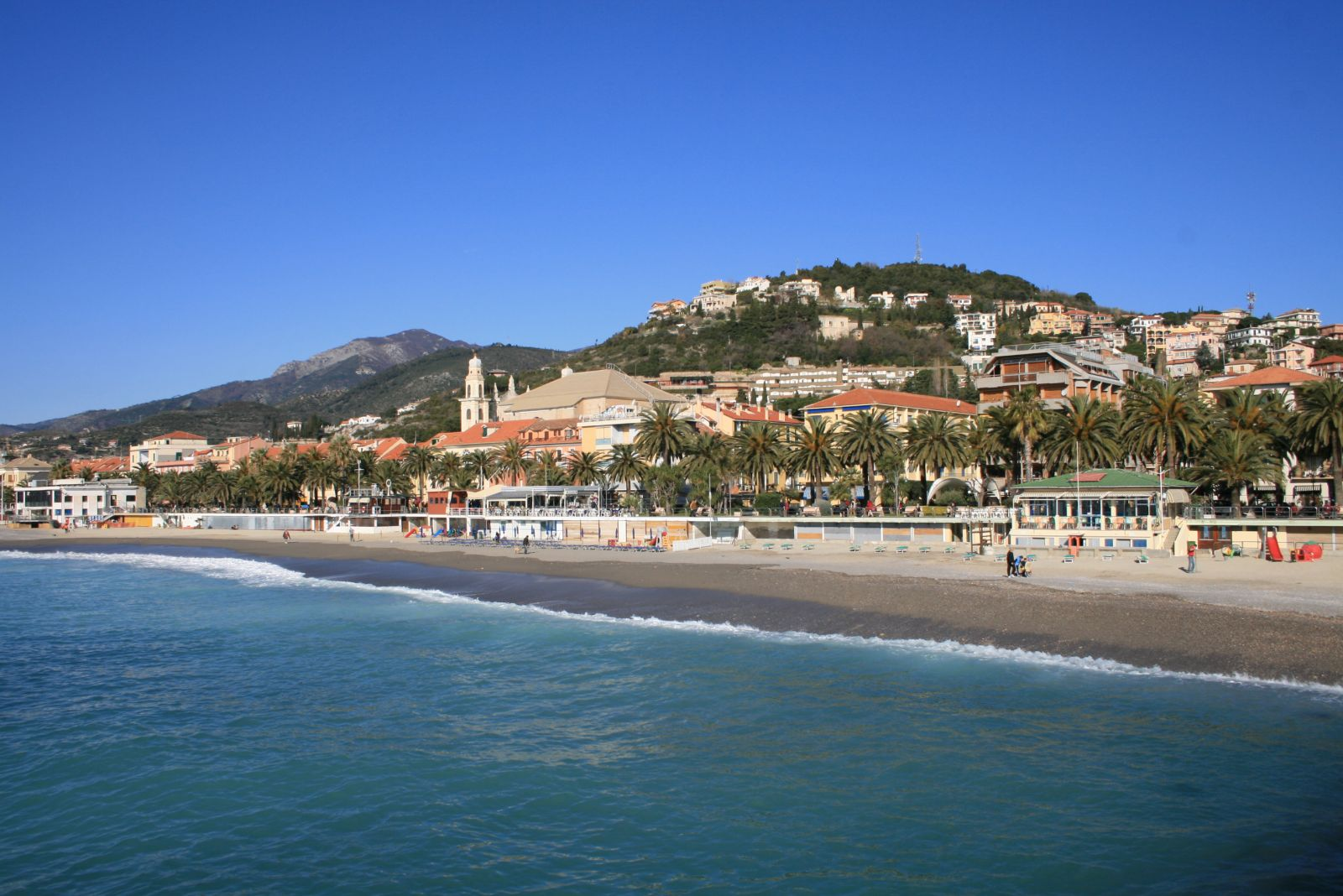
La spiaggia a Pietra Ligure

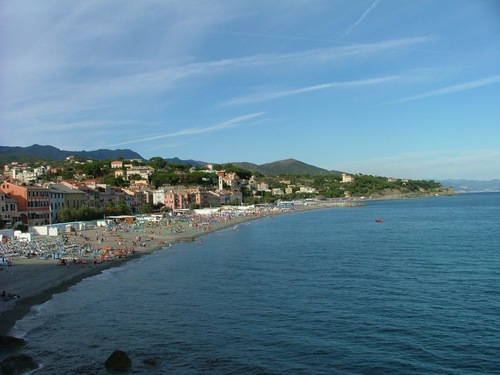
La spiaggia di Celle Ligure

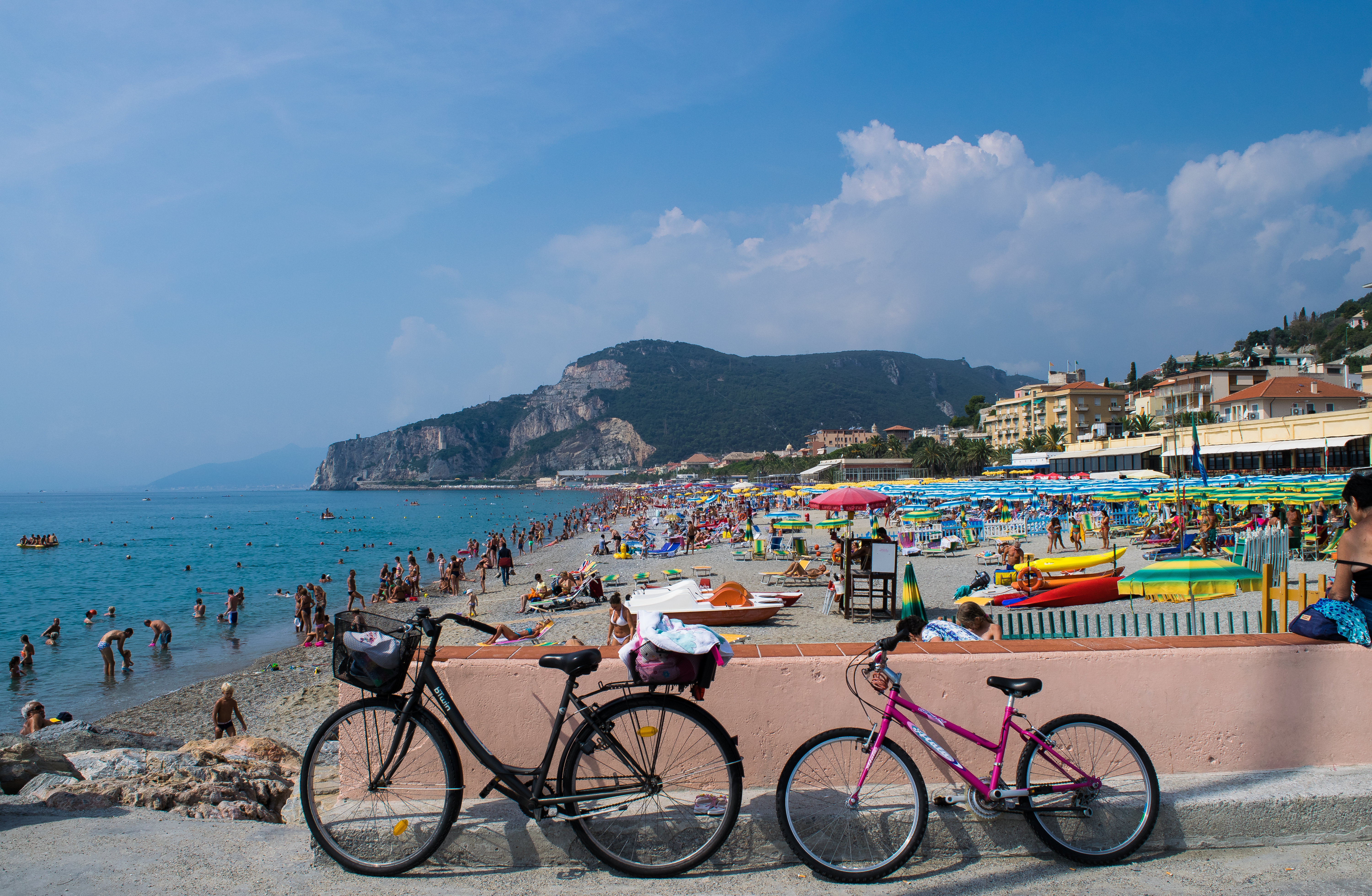
La spiaggia di Finale Ligure

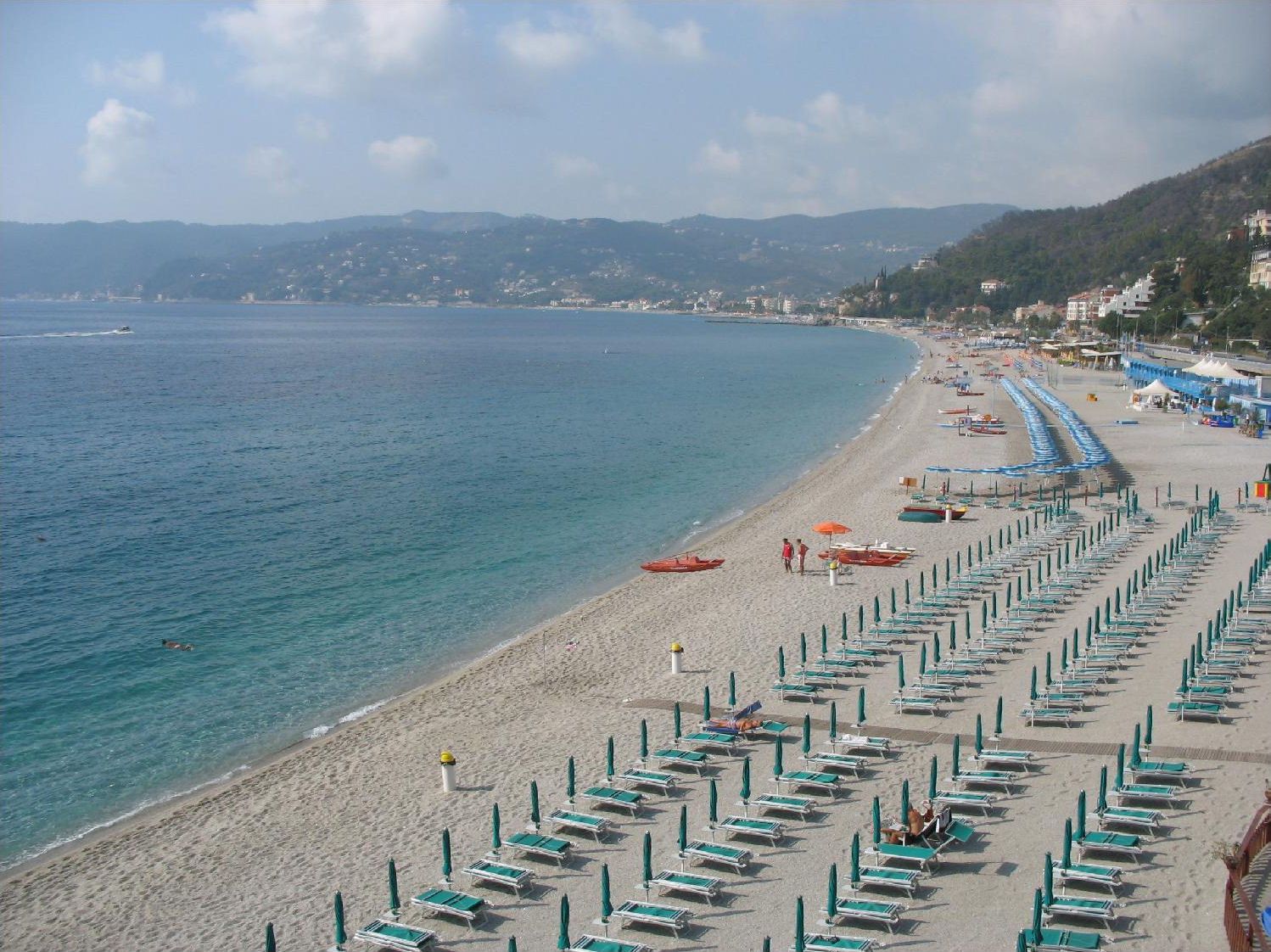
La spiaggia di Bergeggi

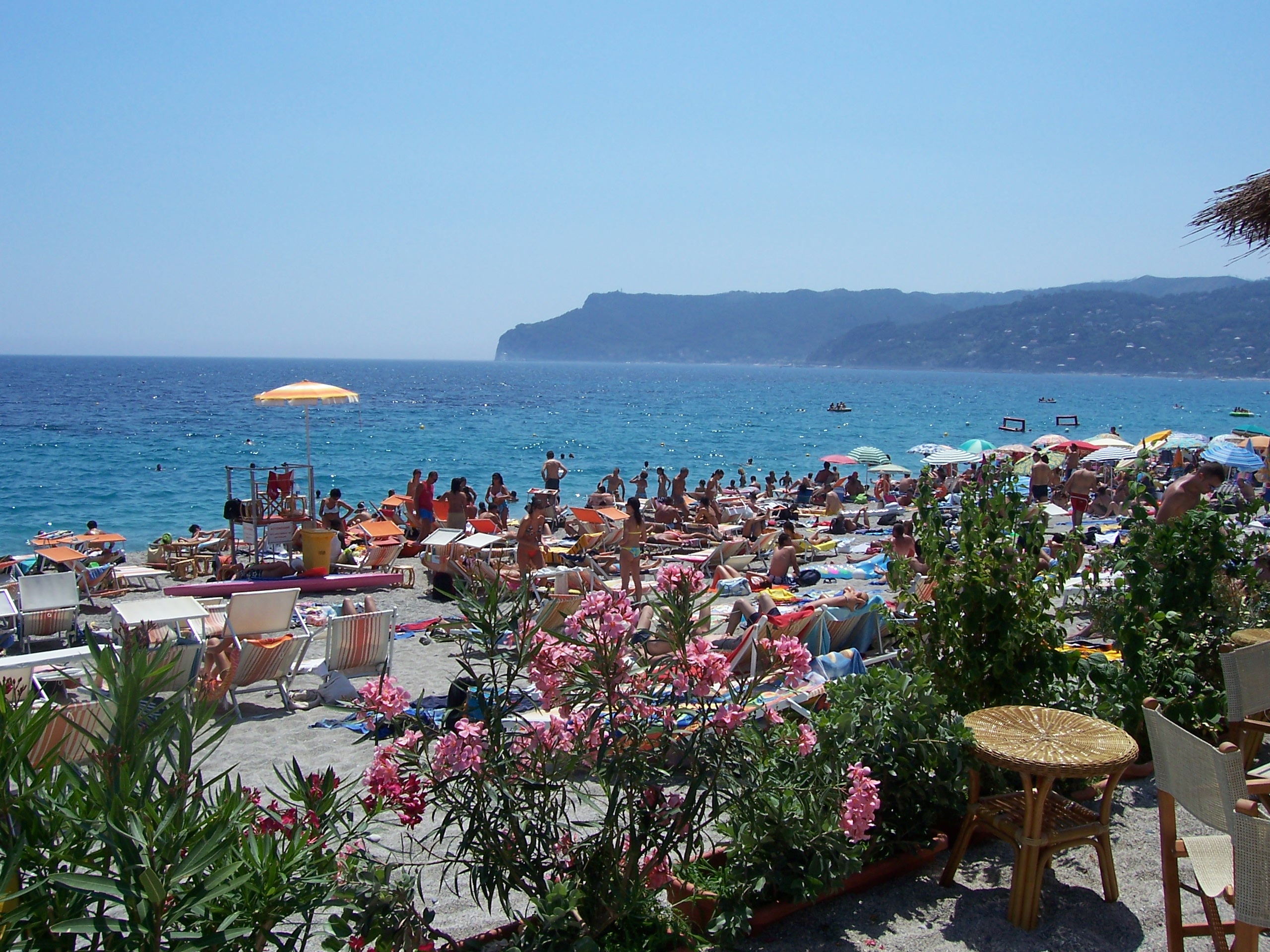
La spiaggia di Spotorno

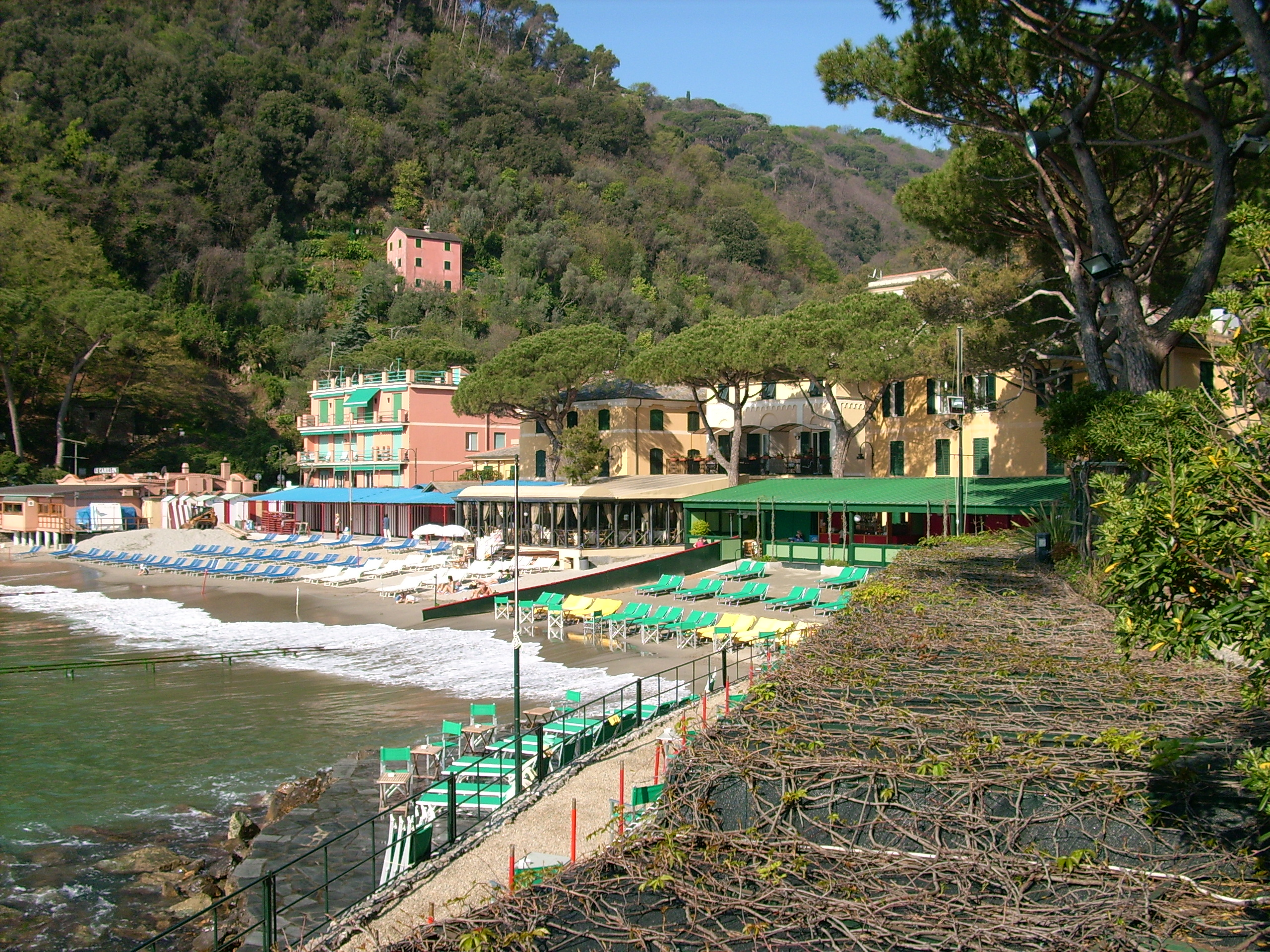
Una spiaggia a Paraggi, Santa Margherita Ligure

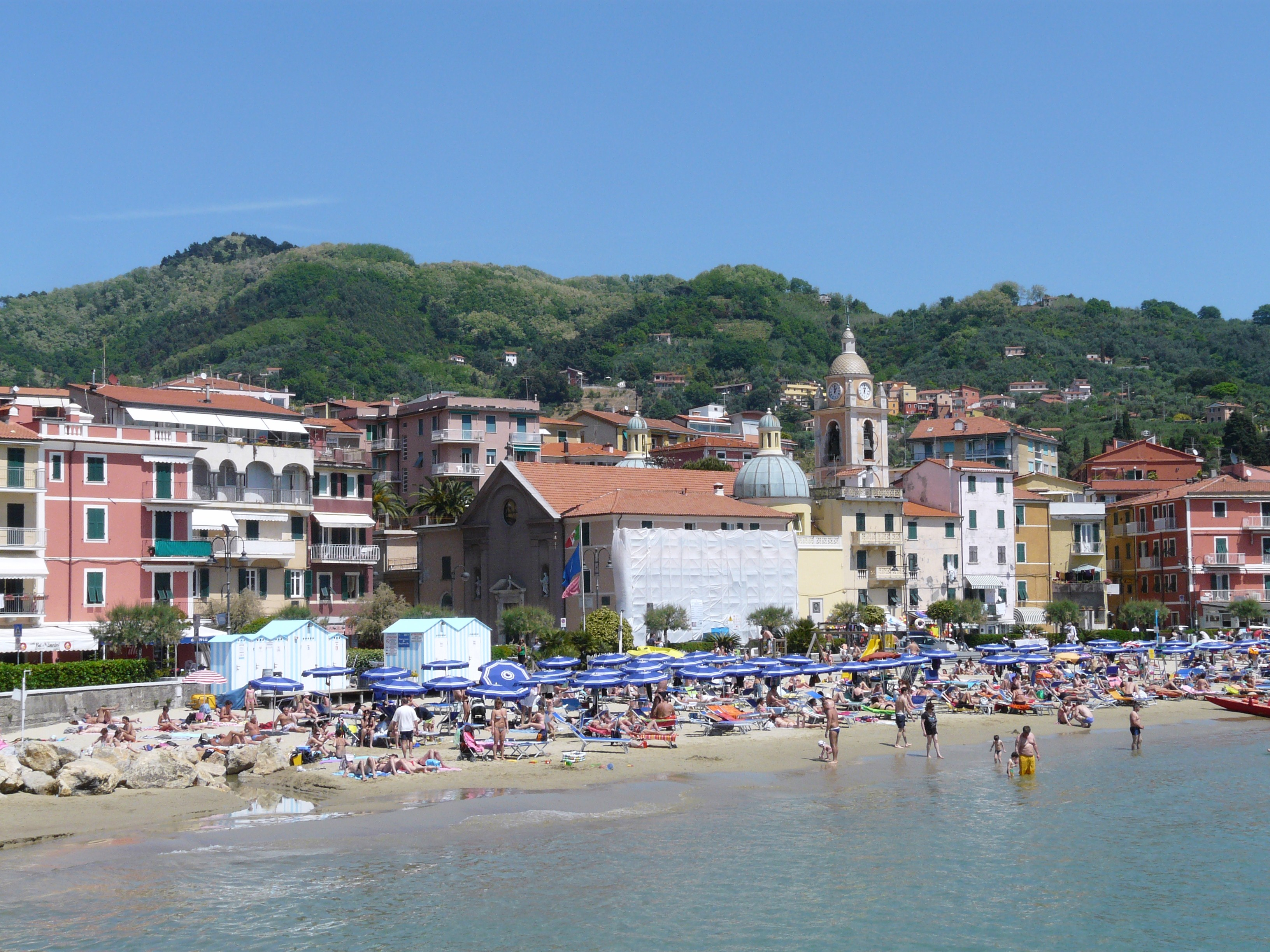
La spiaggia di San Terenzo a Lerici

| N. | Provincia | Spiaggia |
| -- | --------- | --- |
| 14 | Imperia   | Bordighera: - Zona Ovest di Capo Sant'Ampelio - Zona Est di Capo Sant'Ampelio                                                              |
| 15 | Imperia   | Taggia: - Arma di Taggia |
| 16 | Imperia   | Santo Stefano al Mare: - Baia Azzurra - Il vascello                                                                                        |
| 17 | Imperia   | San Lorenzo al Mare: - U Nostromu/Prima Punta - Baia delle Vele                                                                            |
| 18 | Savona    | Ceriale: - Litorale |
| 19 | Savona    | Borghetto Santo Spirito: - Litorale |
| 20 | Savona    | Loano: - Spiaggia Levante Porto - Spiaggia di Ponente                                                                                      |
| 21 | Savona    | Pietra Ligure: - Ponente |
| 22 | Savona    | Finale Ligure: - Spiaggia di Malpasso/Baia dei Saraceni - Finalmarina - Finalpia - Spiaggia del Porto - Varigotti - Castelletto San Donato |
| 23 | Savona    | Noli: - Capo Noli/Zona Vittoria/Zona Anita/Chiariventi                                                                                     |
| 24 | Savona    | Spotorno: - Lido |
| 25 | Savona    | Bergeggi: - Il Faro - Villaggio del Sole                                                                                                   |
| 26 | Savona    | Savona: - Fornaci |
| 27 | Savona    | Albissola Marina: - Lido |
| 28 | Savona    | Albisola Superiore: - Lido |
| 29 | Savona    | Celle Ligure: - Levante - Ponente |
| 30 | Savona    | Varazze: - Arrestra - Ponente Teiro - Levante Teiro - Piani d'Invrea                                                                       |
| 31 | Genova    | Camogli: - Spiaggia Camogli Centro/Levante - San Fruttuoso                                                                                 |
| 32 | Genova    | Santa Margherita Ligure: - Scogliera Pagana - Punta Pedale - Paraggi - Zona Milite Ignoto                                                  |
| 33 | Genova    | Chiavari: - Zona Gli Scogli |
| 34 | Genova    | Lavagna: - Lungomare |
| 35 | Genova    | Moneglia: - Centrale - La Secca - Levante                                                                                                  |
| 36 | La Spezia | Framura: - Fornaci (Spiaggia Confine Deiva Marina) - Spiaggia la Vallà Apicchi                                                             |
| 37 | La Spezia | Bonassola: - Lato Est e Lato Ovest |
| 38 | La Spezia | Levanto: - Spiaggia Est "La Pietra" - Ghiararo                                                                                             |
| 39 | La Spezia | Lerici: - Venere Azzurra - Lido - San Giorgio - Eco del Mare - Fiascherino - Baia Blu - Colombo                                            |
| 40 | La Spezia | Ameglia: - Fiumaretta |

### Toscana

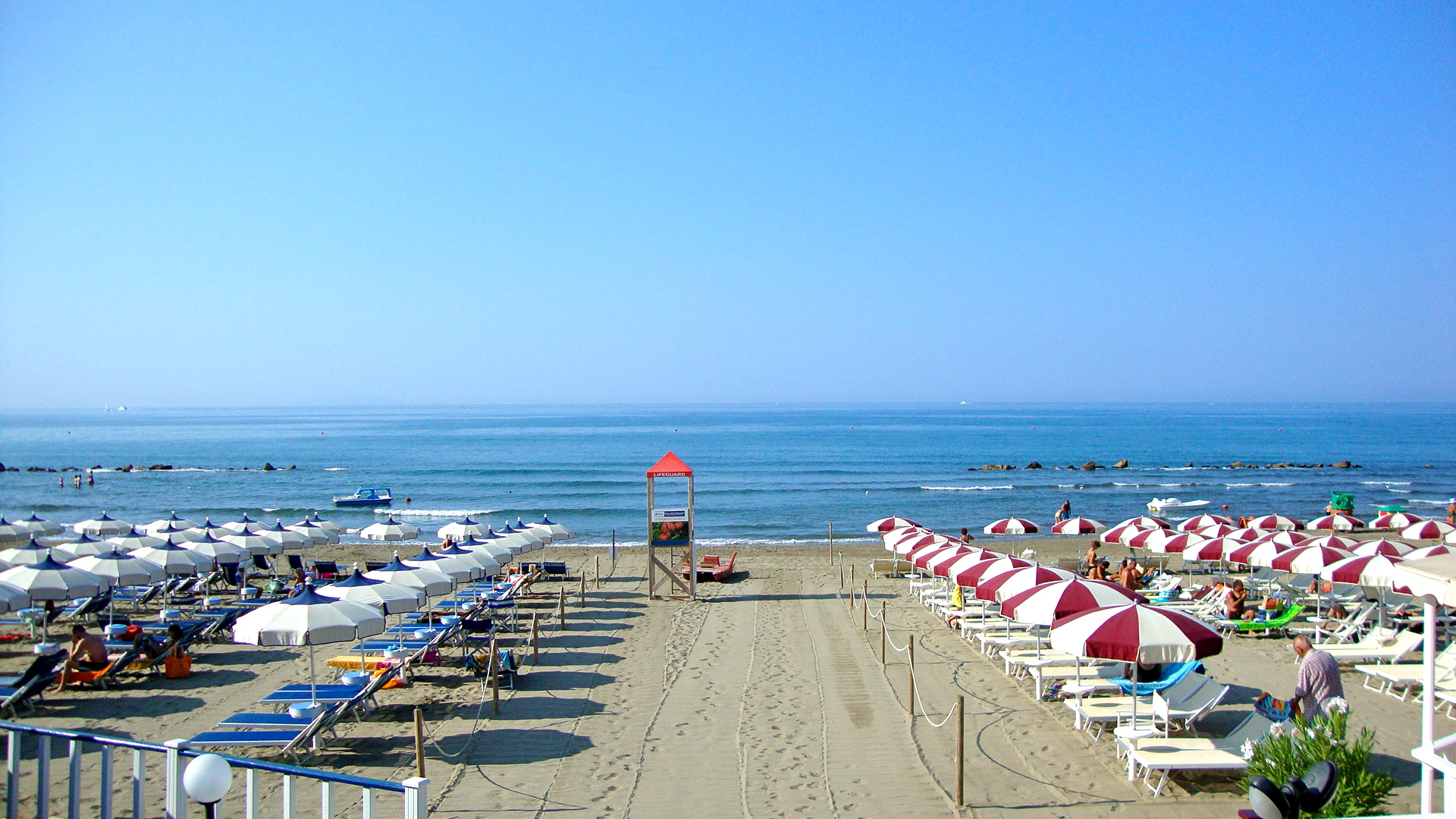
La spiaggia a Castiglione della Pescaia

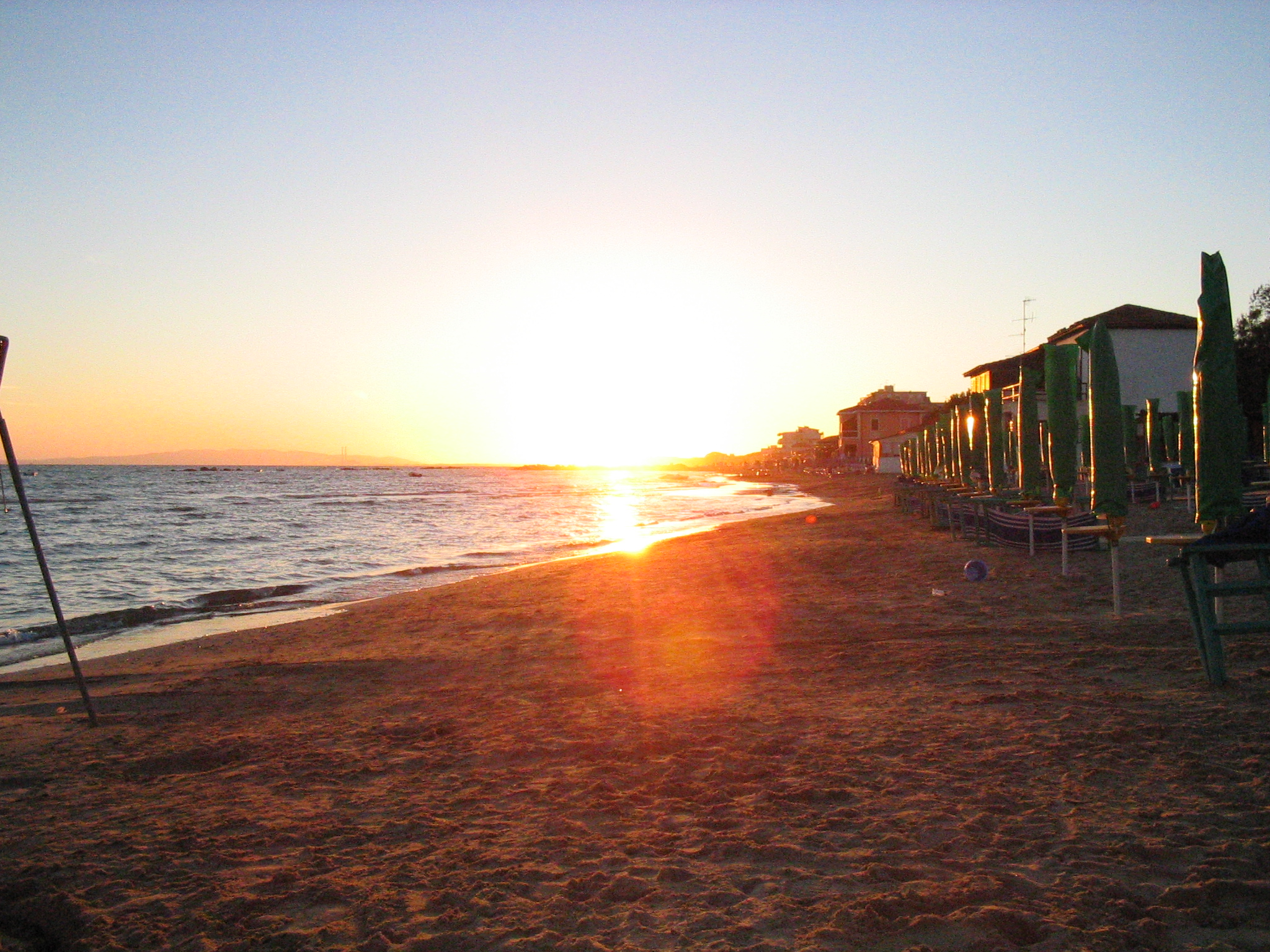
La spiaggia a Follonica

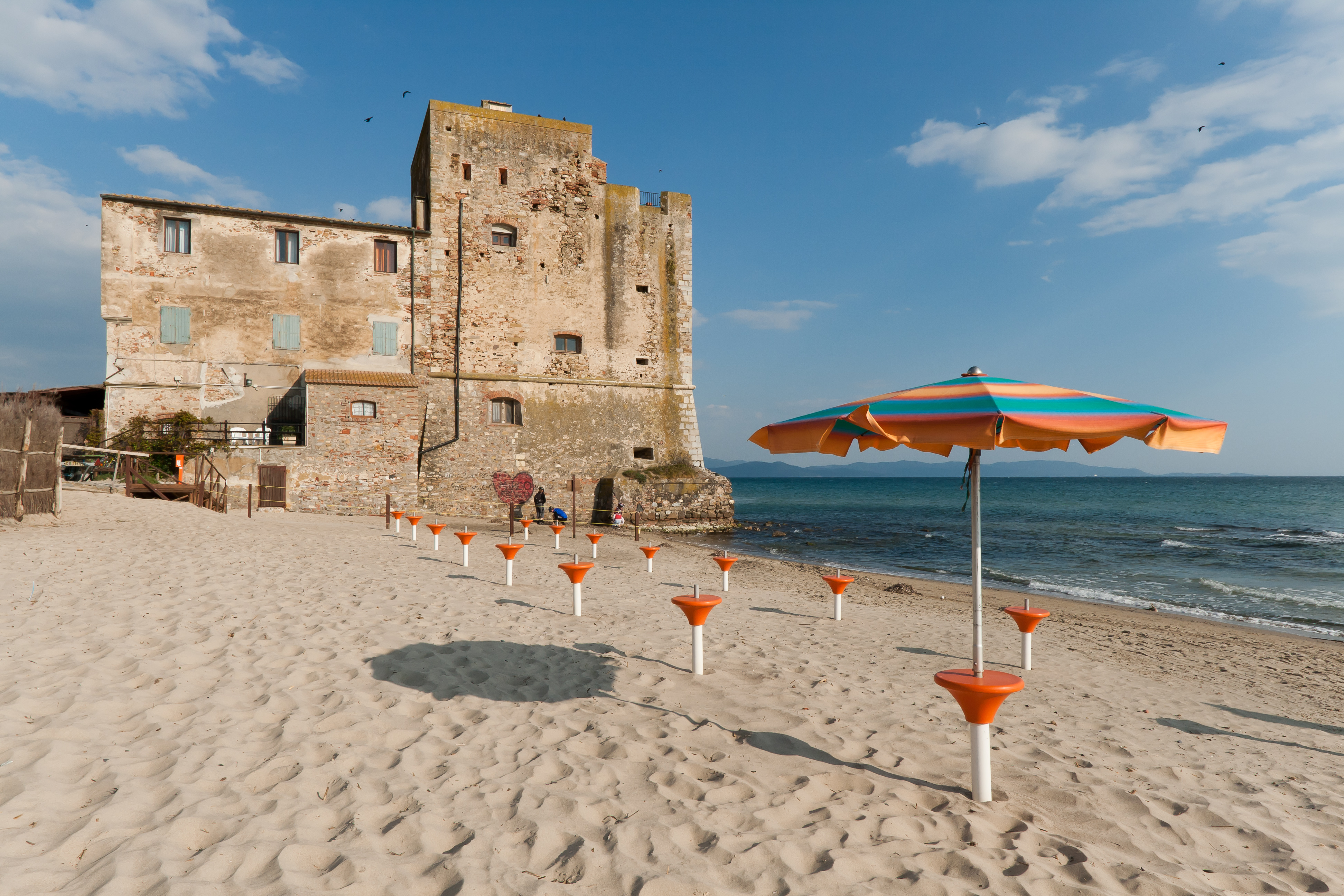
La spiaggia della Sterpaia e la Torre Mozza a Piombino

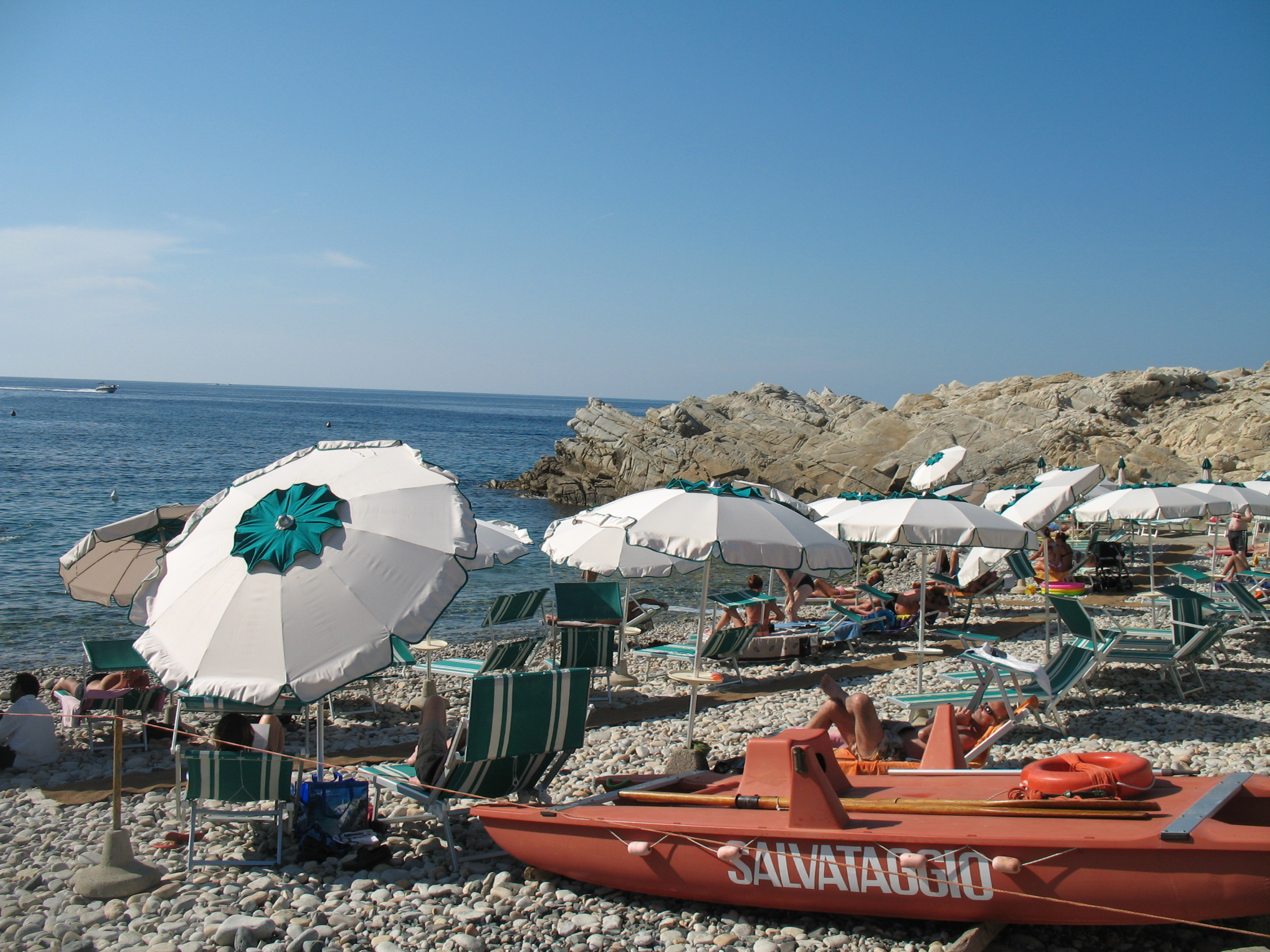
La spiaggia di Marciana Marina

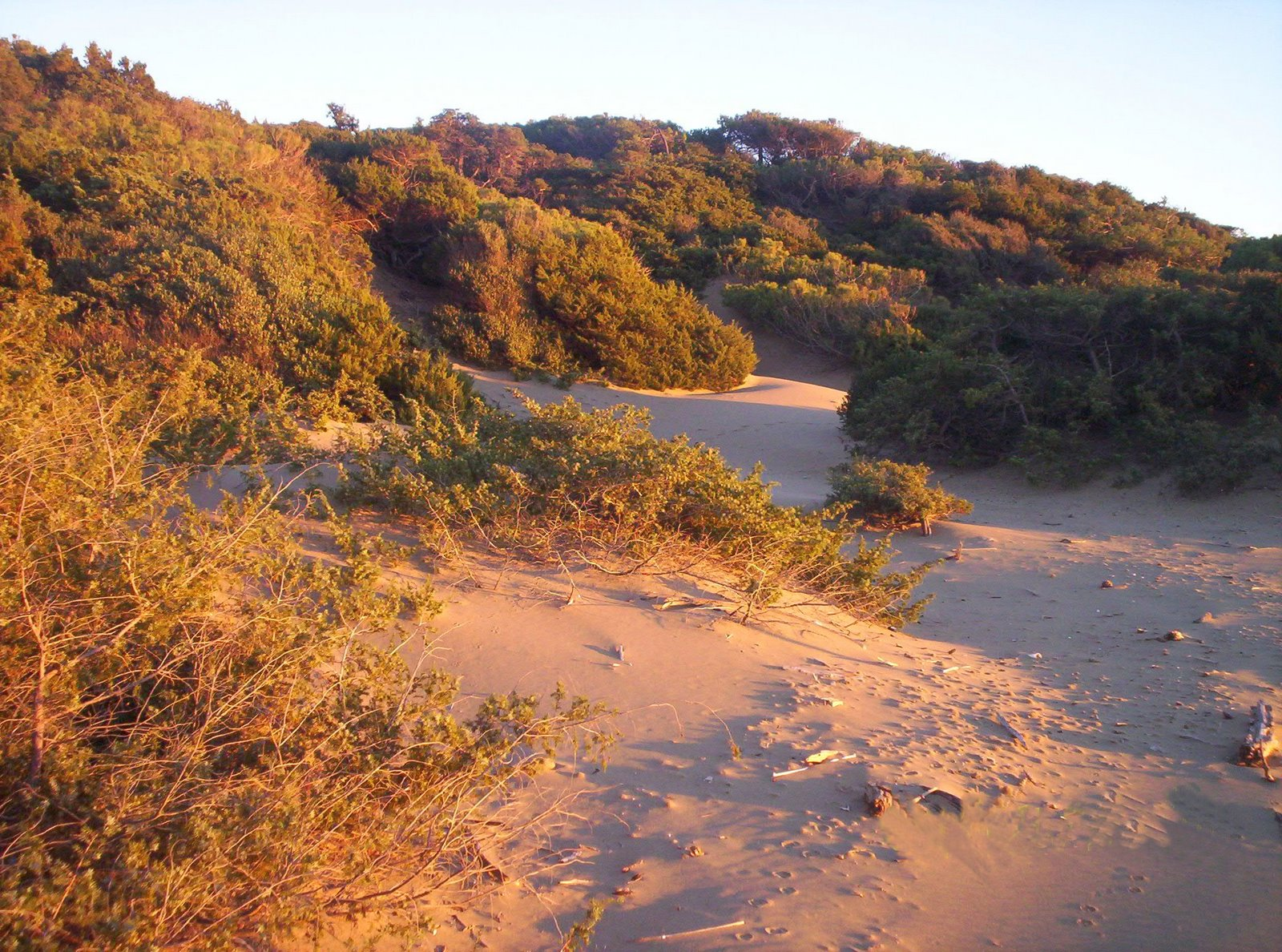
La spiaggia nel parco di Rimigliano a San Vincenzo

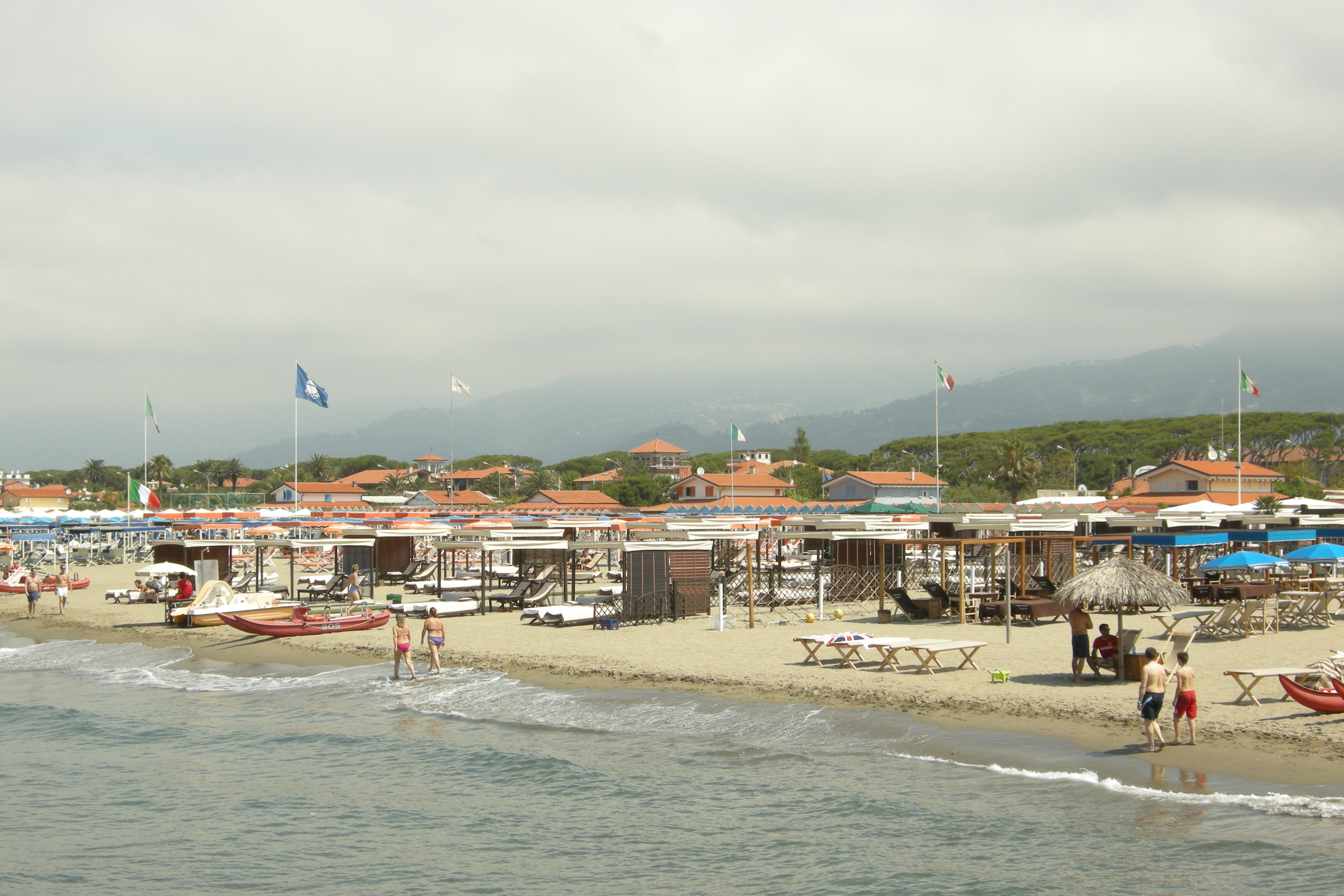
La spiaggia di Forte dei Marmi

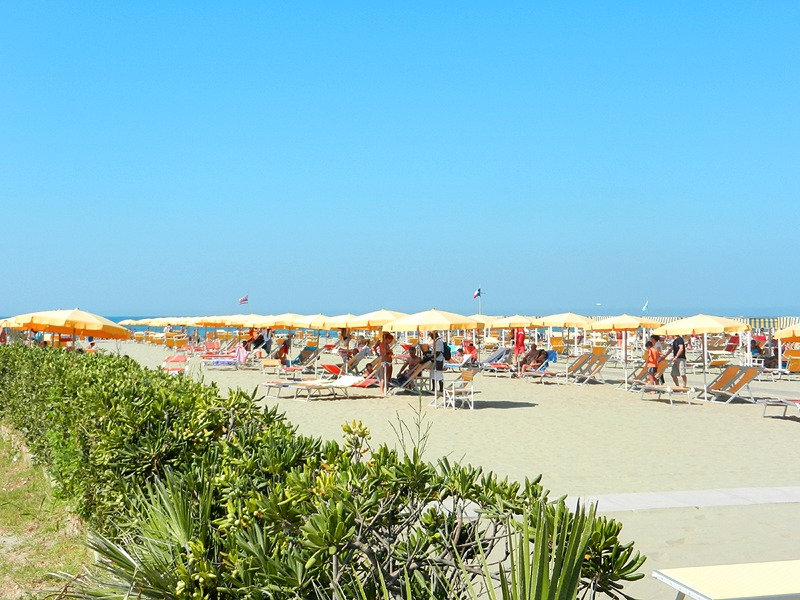
La spiaggia di Marina di Pietrasanta

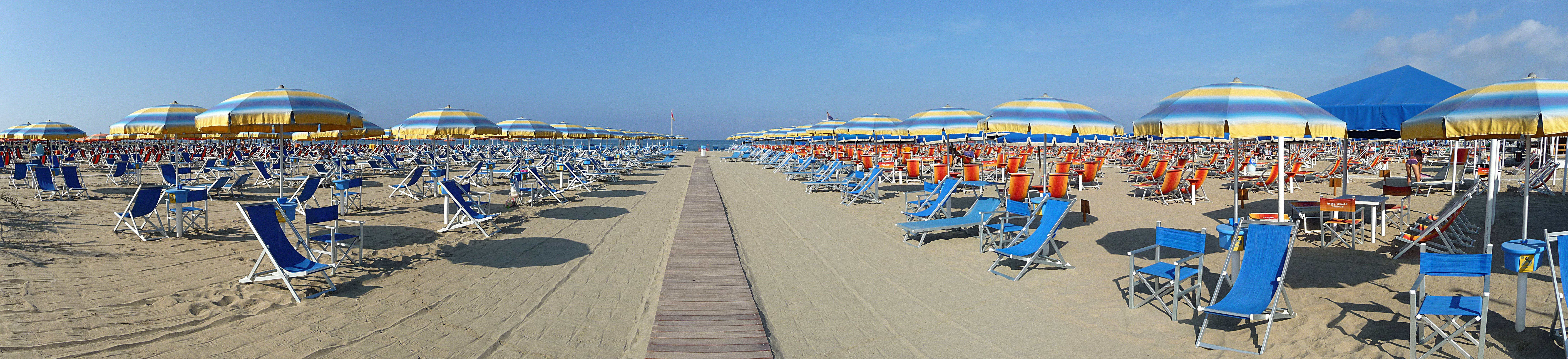
La spiaggia di Viareggio

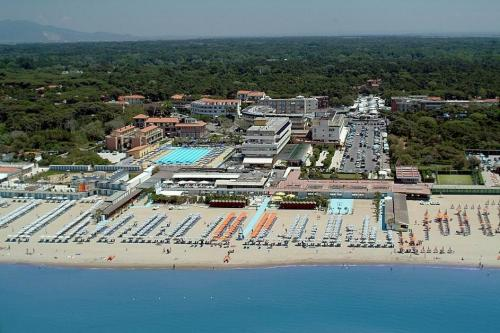
La spiaggia di Tirrenia a Pisa

| N. | Provincia     | Spiaggia |
| -- | ------------- | --- |
| 41 | Massa-Carrara | Carrara: - Marina di Carrara Centro |
| 42 | Massa-Carrara | Massa: - Ronchi Levante - Campeggi/Ricortola/Marina Ponente/Dx Brugiano - Sx Brugiano/Marina Centro/Dx Frigido/Sx Frigido - Ronchi Ponente            |
| 43 | Lucca         | Forte dei Marmi: - Litorale centro/Capannina |
| 44 | Lucca         | Pietrasanta: - Tonfano - Le Focette |
| 45 | Lucca         | Camaiore: - Lido Arlecchino |
| 46 | Lucca         | Viareggio: - Marina di Torre del Lago Puccini/Marina di Levante/ Marina di Ponente                                                                    |
| 47 | Pisa          | Pisa: - Calambrone/Tirrenia - Marina di Pisa |
| 48 | Livorno       | Livorno: - Cala del Miramale - Rogiolo - Del sale/Roma - Tre Ponti - Rex - Cala Quercianella                                                          |
| 49 | Livorno       | Rosignano Marittimo: - Castiglioncello - Vada |
| 50 | Livorno       | Cecina: - Le Gorette - Marina di Cecina |
| 51 | Livorno       | Bibbona: - Marina di Bibbona centro/sud |
| 52 | Livorno       | Castagneto Carducci - Marina di Castagneto Carducci                                                                                                   |
| 53 | Livorno       | San Vincenzo: - Rimigliano - Spiaggia Centro - Principessa - Spiaggia della Conchiglia                                                                |
| 54 | Livorno       | Piombino: - Parco naturale della Sterpaia |
| 55 | Livorno       | Marciana Marina: - La Fenicia |
| 56 | Grosseto      | Follonica: - Litorale |
| 57 | Grosseto      | Castiglione della Pescaia: - Spiaggia Piandalma/ Casetta Civinini/Piastrone/Punta Ala - Rocchette/Roccamare/Riva del Sole/Capezzolo - Levante/Tombolo |
| 58 | Grosseto      | Grosseto: - Marina di Grosseto/Le Marze/Fiumara - Principina a Mare                                                                                   |
| 59 | Grosseto      | Monte Argentario: - Porto Santo Stefano (il Pozzarello, la Soda, Calapiccola, la Caletta, il Moletto, Feniglia) - Porto Ercole (Le Viste)             |

### Friuli-Venezia Giulia

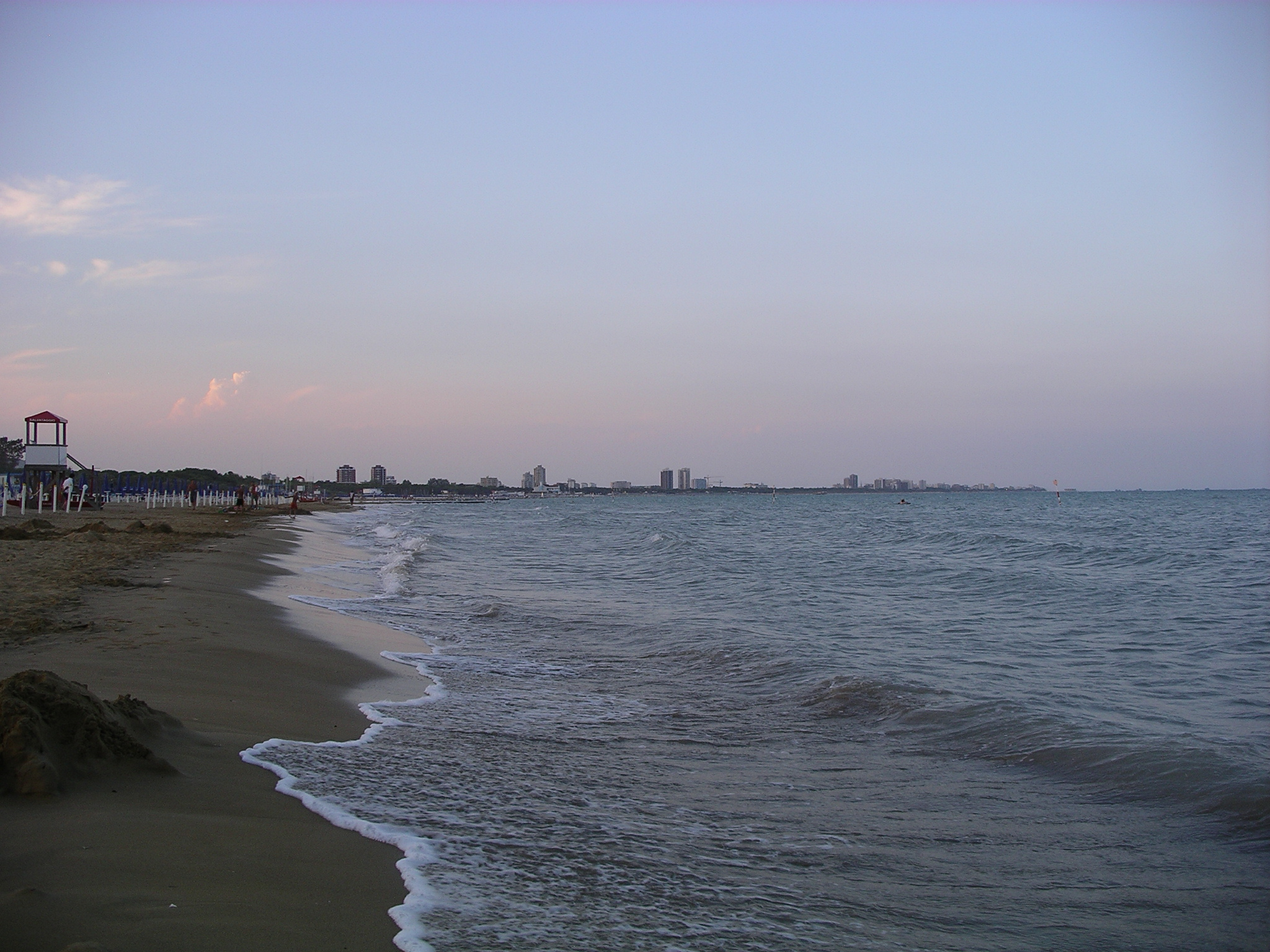
La spiaggia di Lignano Sabbiadoro

| N. | Provincia | Spiaggia                                              |
| -- | --------- | ----------------------------------------------------- |
| 60 | Gorizia   | Grado: - Spiaggia Principale - Costa Azzurra - Pineta |
| 61 | Udine     | Lignano Sabbiadoro: - Lido                            |

### Veneto

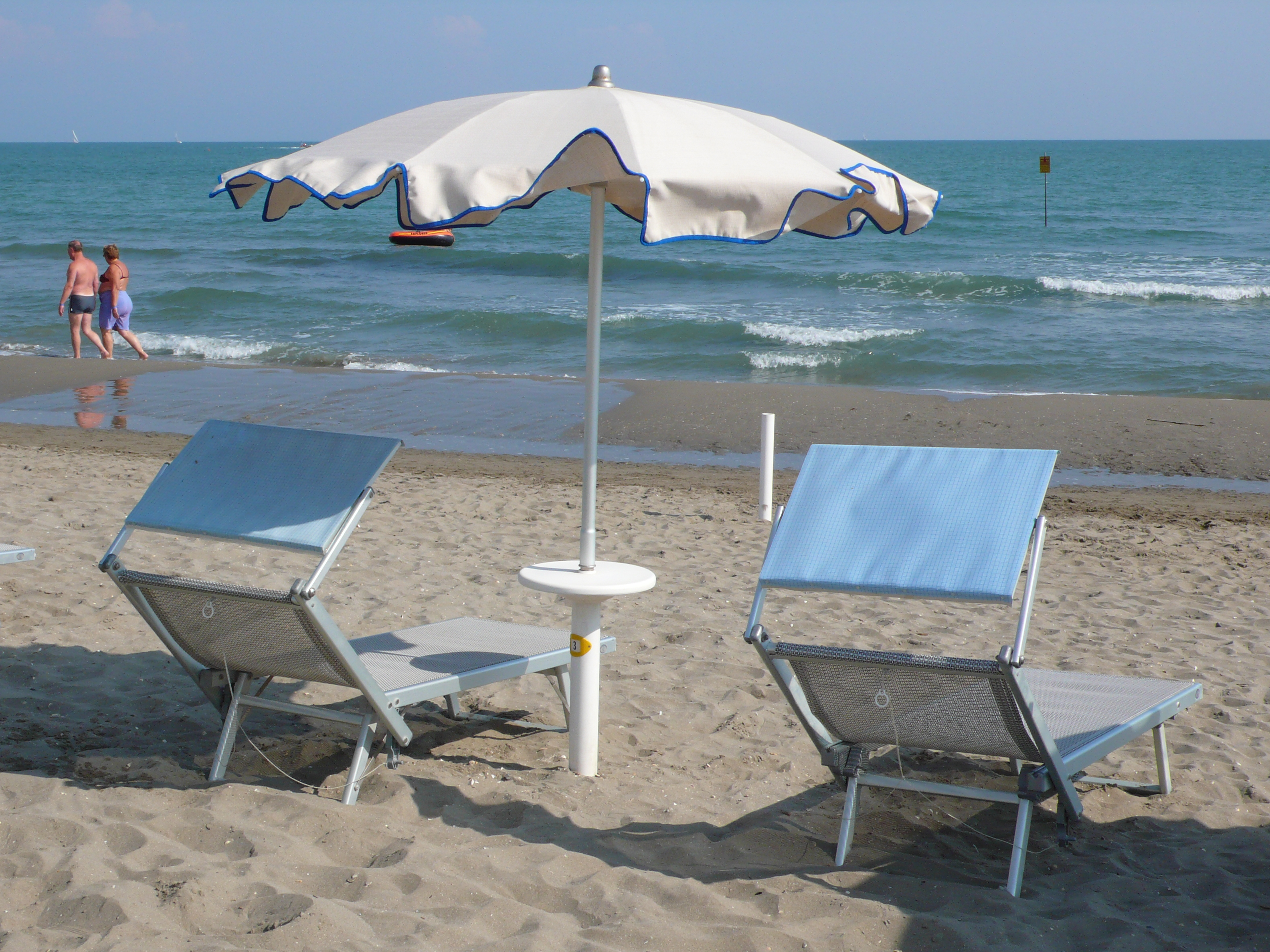
La spiaggia di Eraclea

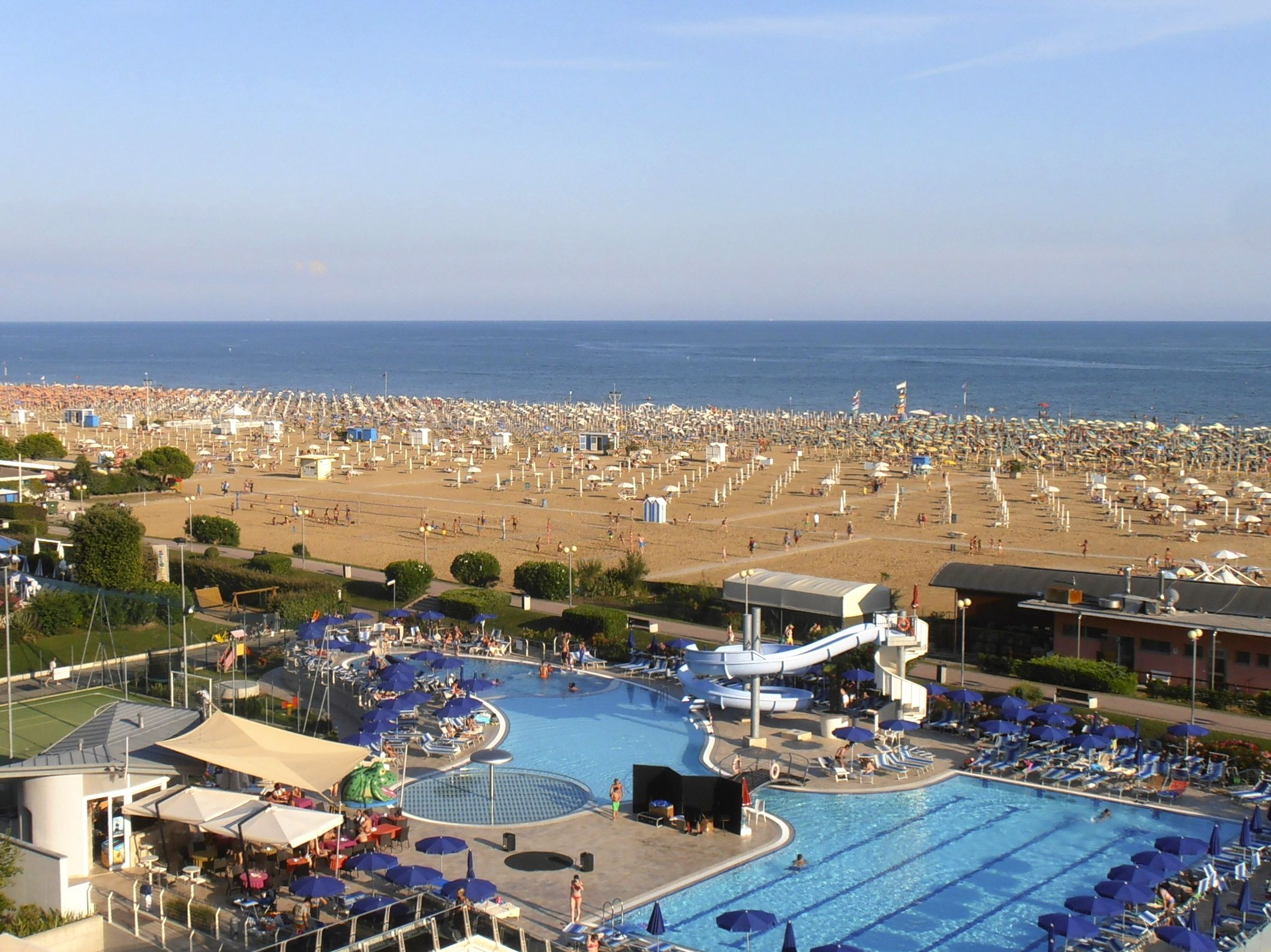
La spiaggia di Bibione a San Michele al Tagliamento

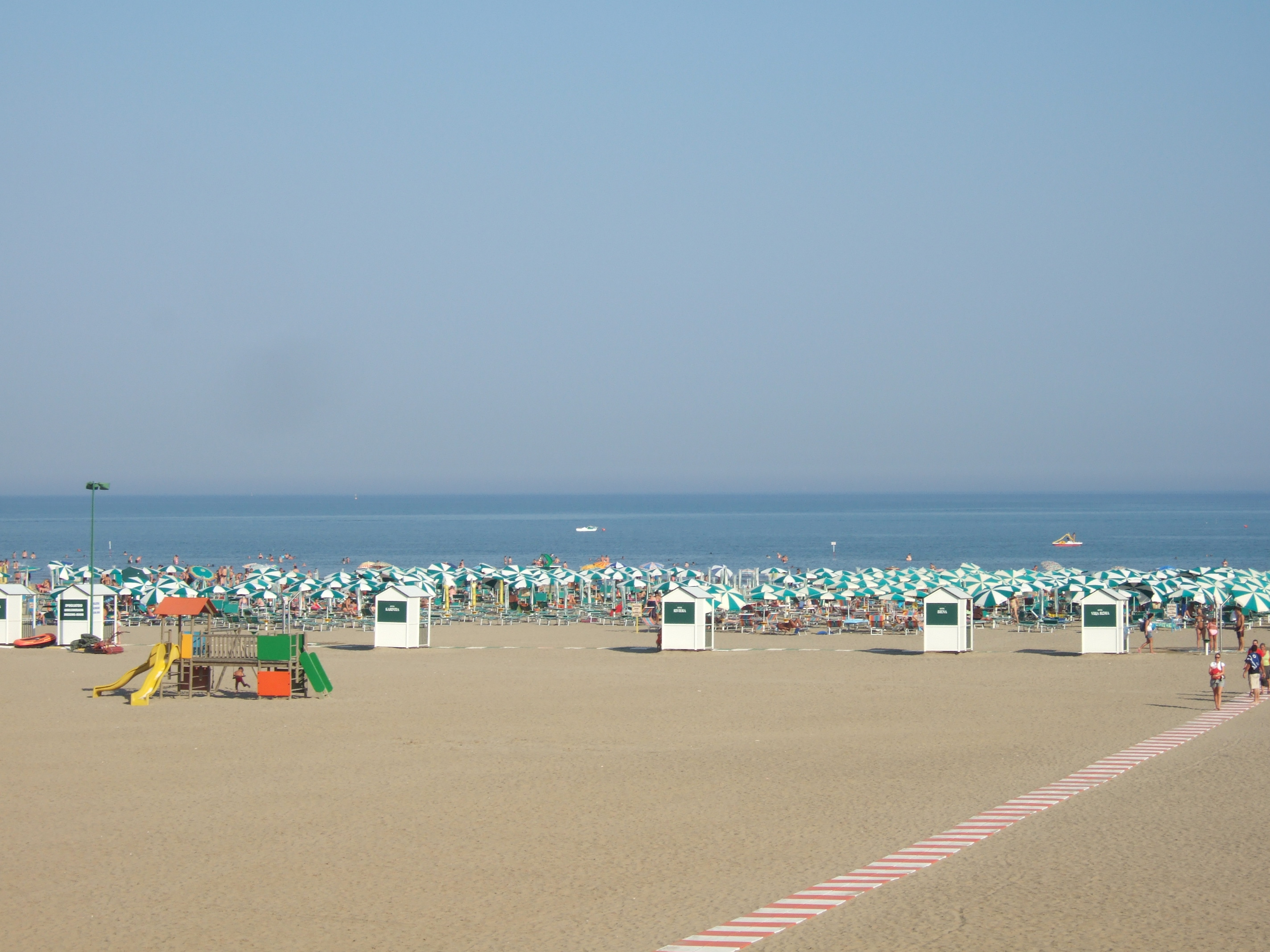
La spiaggia di Caorle

| N. | Provincia | Spiaggia                                                                    |
| -- | --------- | --------------------------------------------------------------------------- |
| 62 | Venezia   | San Michele al Tagliamento: - Bibione                                       |
| 63 | Venezia   | Caorle: - Brussa - Duna Verde - Levante - Ponente - Porto Santa Margherita  |
| 64 | Venezia   | Eraclea: - Eraclea Mare                                                     |
| 65 | Venezia   | Jesolo: - Lido                                                              |
| 66 | Venezia   | Cavallino Treporti: - Lido                                                  |
| 67 | Venezia   | Venezia: - Lido di Venezia                                                  |
| 68 | Venezia   | Chioggia: - Sottomarina                                                     |
| 69 | Rovigo    | Rosolina: - Rosolina Mare - Albarella Centro Sportivo - Albarella Capo Nord |

### Emilia-Romagna

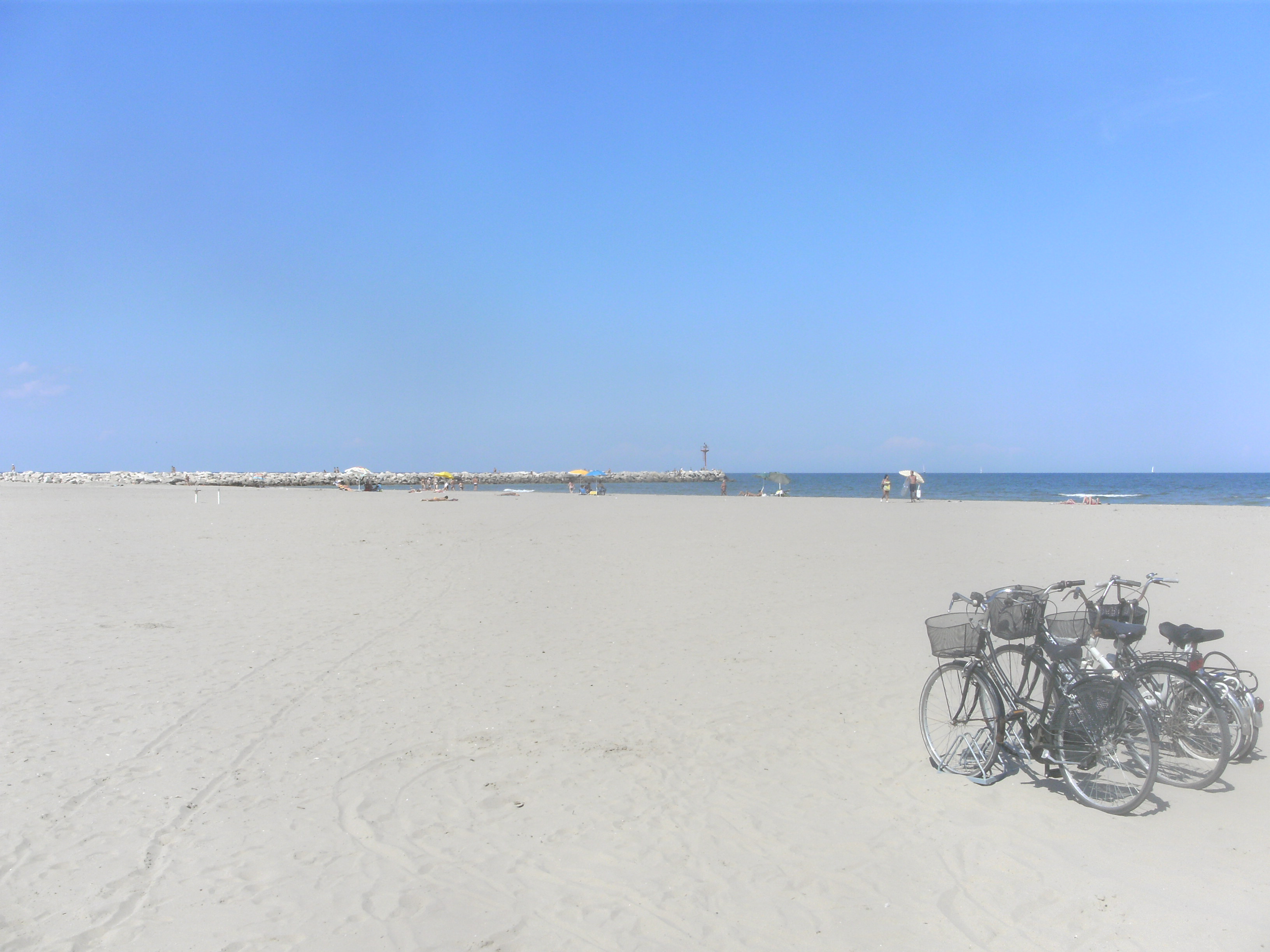
Lido degli Estensi a Comacchio

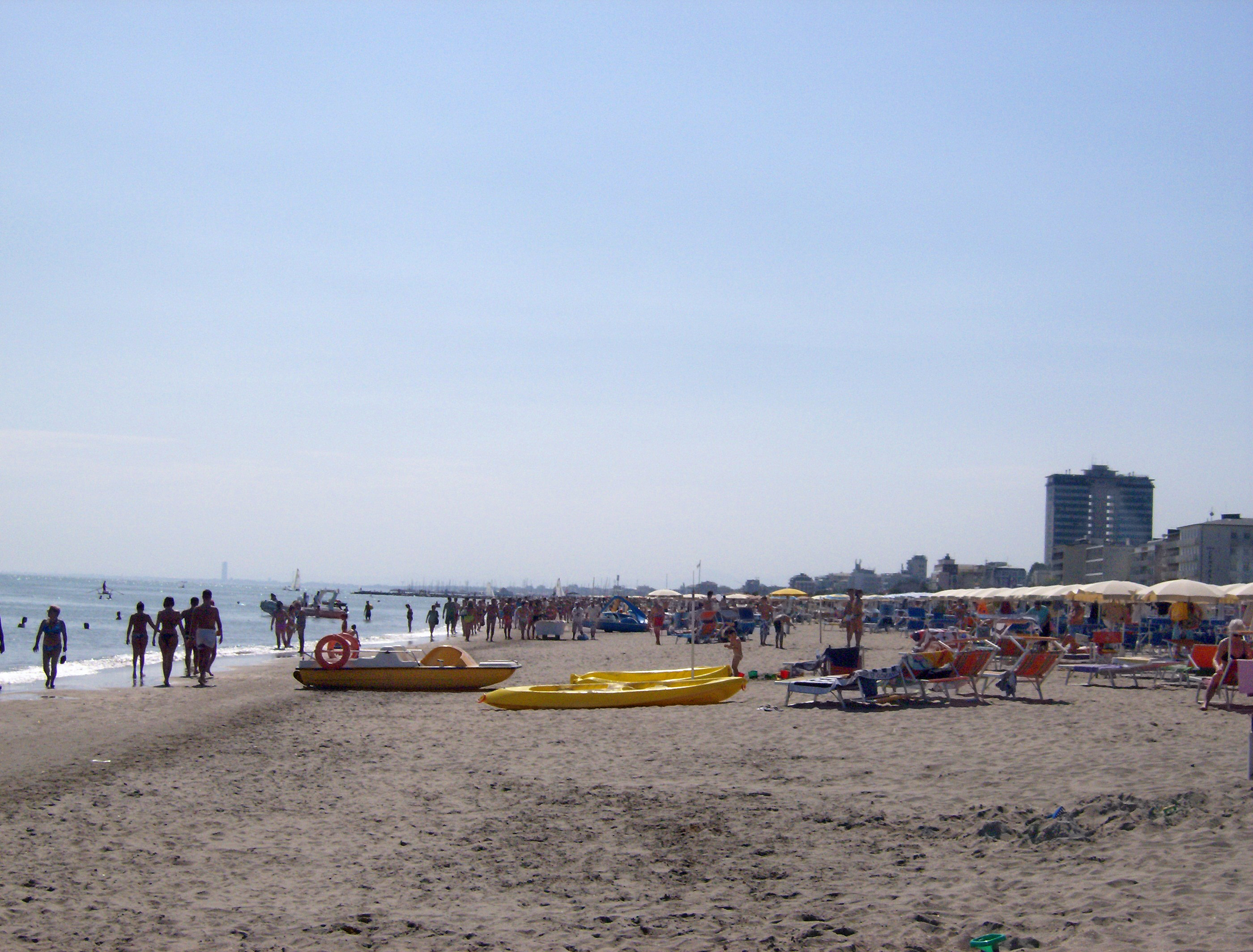
La spiaggia di Milano Marittima

| N. | Provincia    | Spiaggia |
| -- | ------------ | --- |
| 70 | Ferrara      | Comacchio: - Lido di Volano/Nazioni/Lido degli Scacchi/ Pomposa/Garibaldi - Lido di Spina - Lido degli Estensi                                             |
| 71 | Ravenna      | Ravenna: - Casal Borsetti - Lido di Dante/Lido di Classe - Lido di Savio - Marina di Ravenna/ Punta Marina Terme/Lido Adriano - Marina Romea/Porto Corsini |
| 72 | Ravenna      | Cervia: - Milano Marittima/Pinarella |
| 73 | Forlì-Cesena | Cesenatico: - Zadina - Levante (Valverde, Villamarina) - Ponente                                                                                           |
| 74 | Rimini       | Bellaria-Igea Marina: - Igea Marina |
| 75 | Rimini       | Misano Adriatico: - Punto Dieci/Porto Verde - Rio Alberello                                                                                                |

### Marche

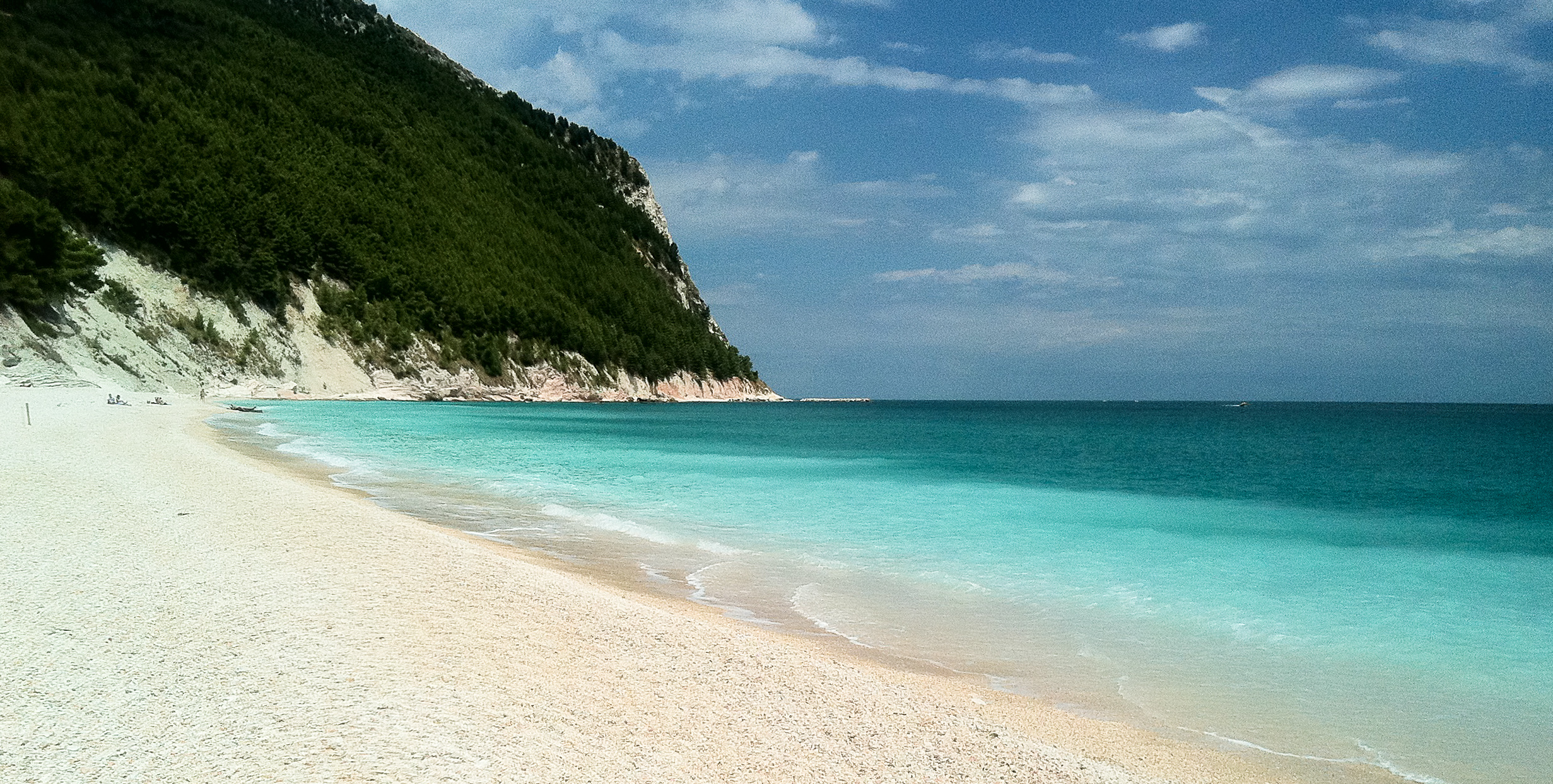
La spiaggia di Sirolo

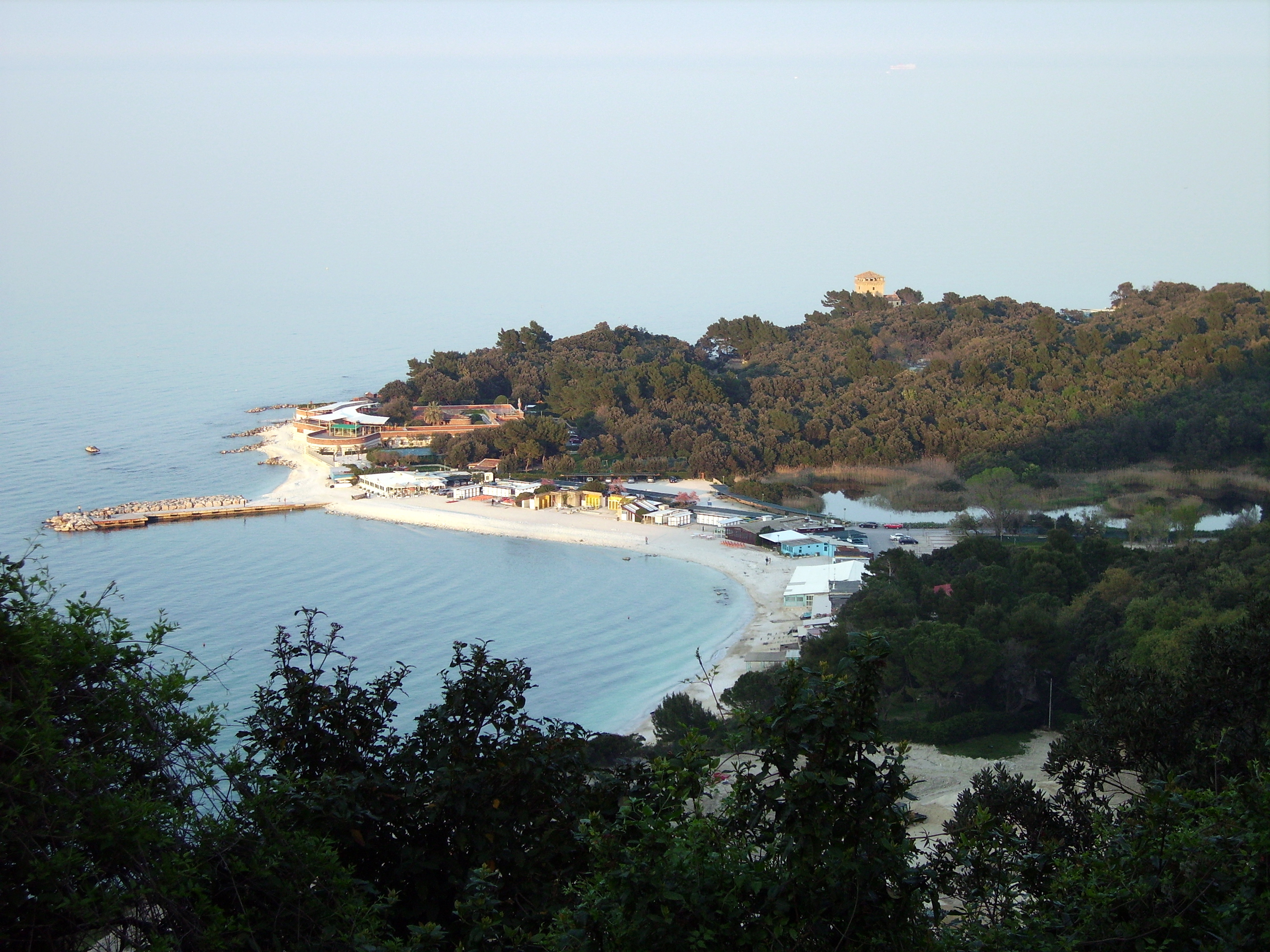
La spiaggia di Portonovo ad Ancona

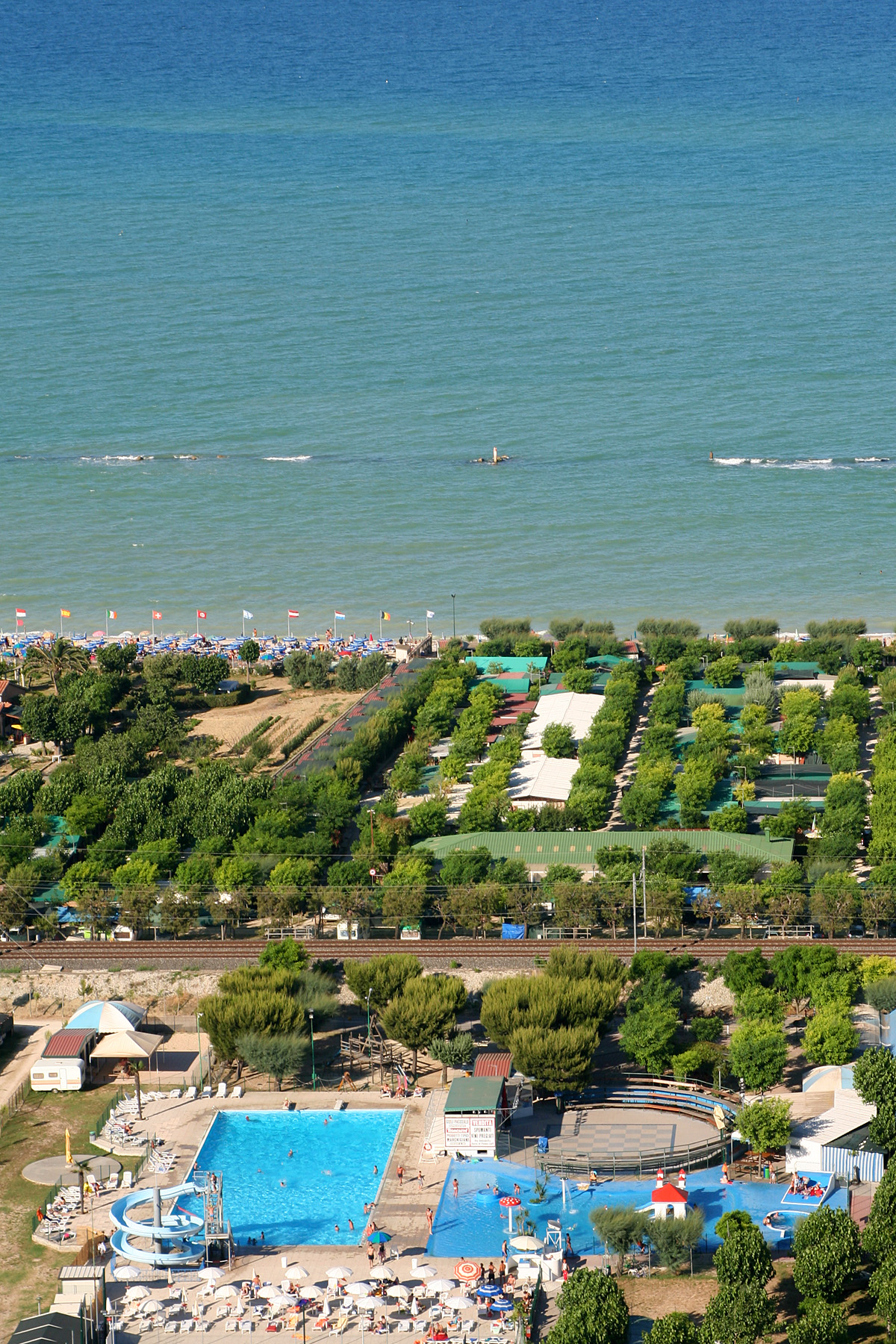
Uno scorcio della spiaggia di Grottammare

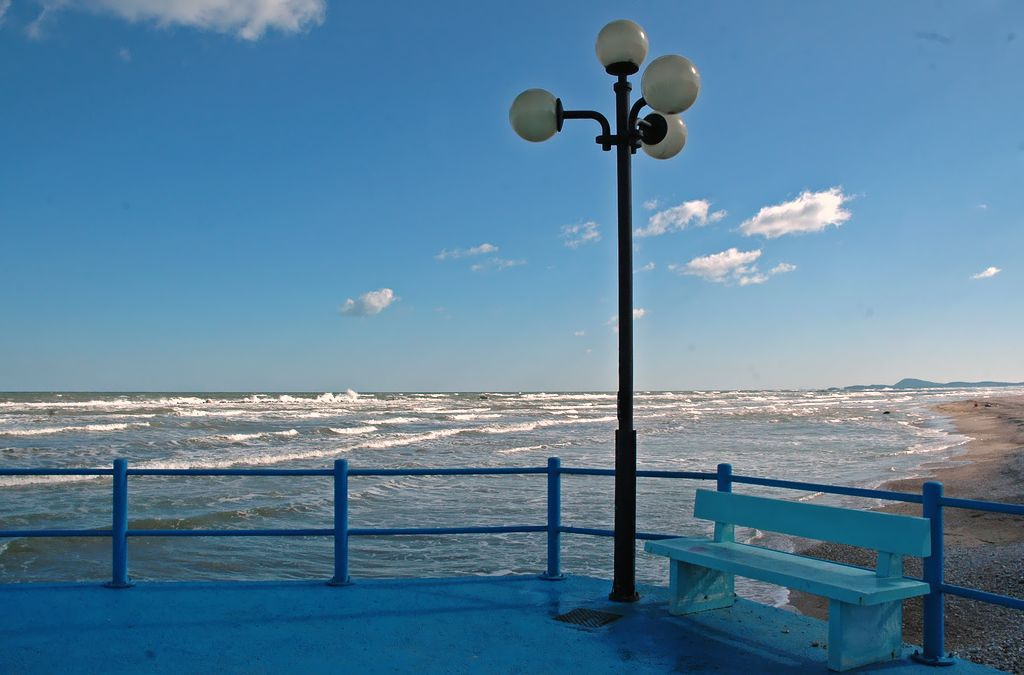
Uno scorcio del molo e della spiaggia di Marotta a Mondolfo

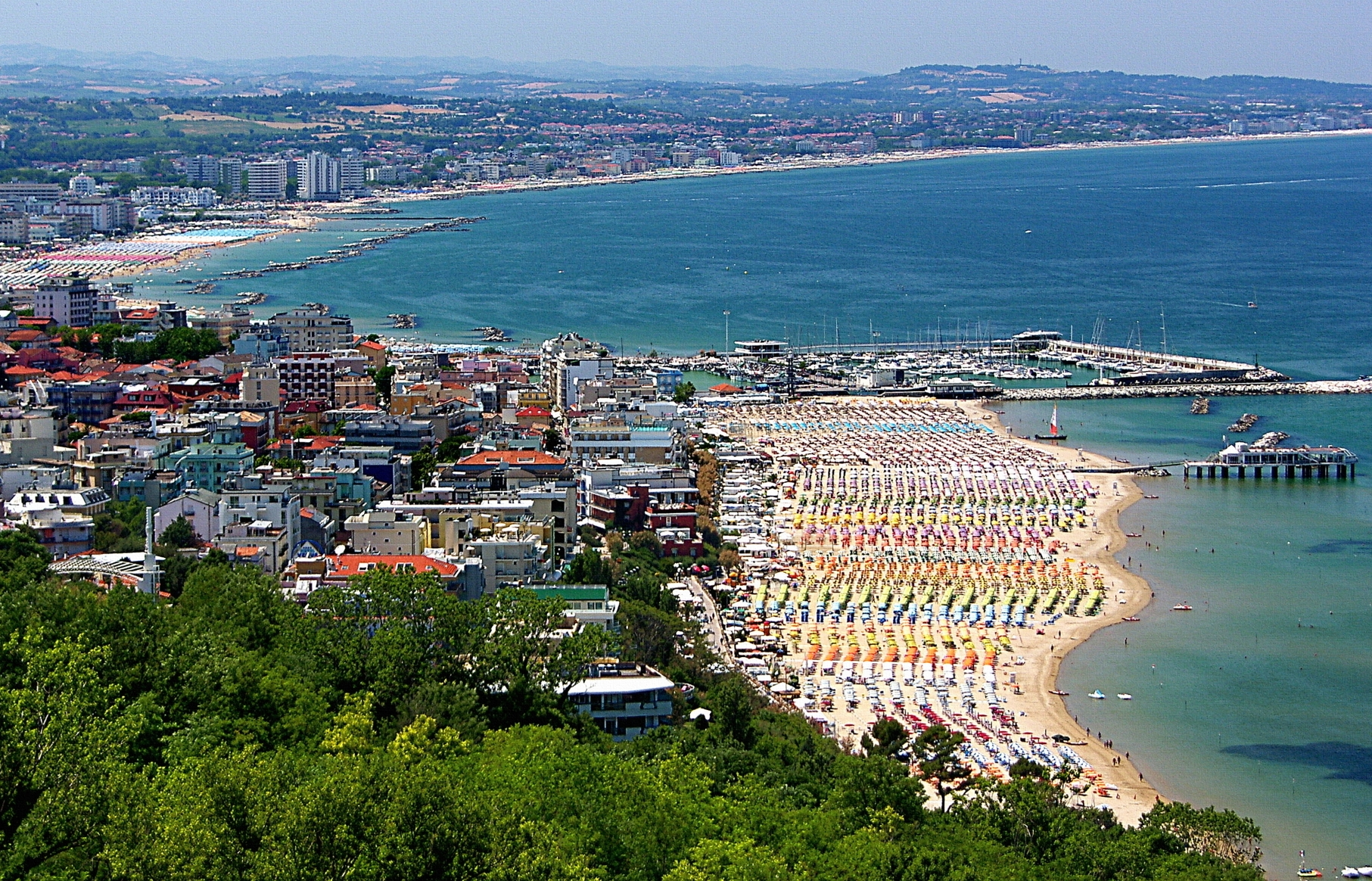
La spiaggia di Gabicce Mare

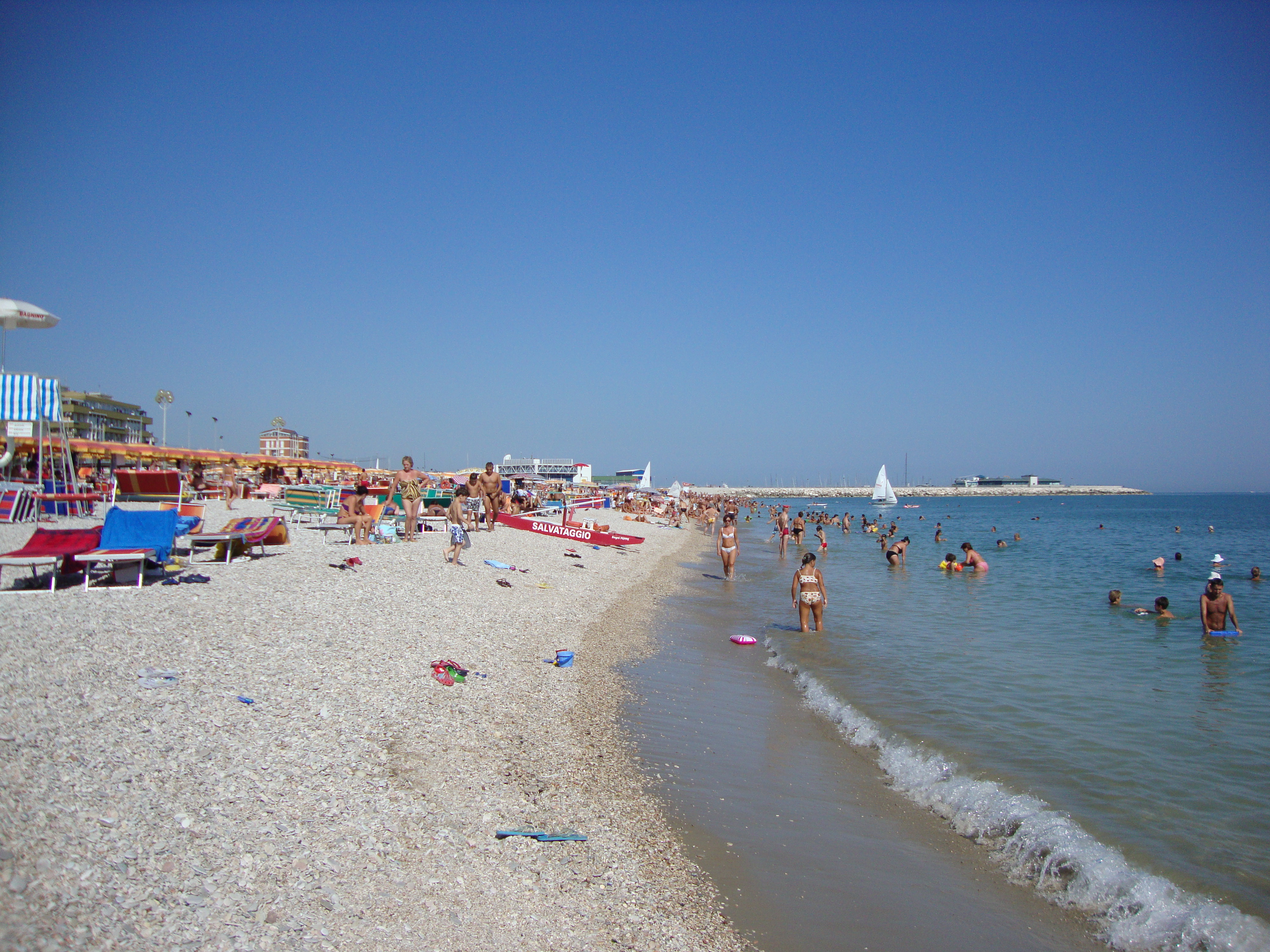
La spiaggia di Fano

| N. | Provincia       | Spiaggia                                                |
| -- | --------------- | ------------------------------------------------------- |
| 76 | Pesaro e Urbino | Gabicce Mare: - Lido                                    |
| 77 | Pesaro e Urbino | Pesaro: - Ponente/Levante/Sottomonte                    |
| 78 | Pesaro e Urbino | Fano: - Nord - Sassonia Nord - Torrette                 |
| 79 | Pesaro e Urbino | Mondolfo: - Marotta                                     |
| 80 | Ancona          | Senigallia: - Spiaggia di Levante - Spiaggia di Ponente |
| 81 | Ancona          | Ancona: - Portonovo                                     |
| 82 | Ancona          | Sirolo: - Sassi Neri/San Michele - Urbani               |
| 83 | Ancona          | Numana: - Numana Bassa/Marcelli Nord - Numana Alta      |
| 84 | Macerata        | Potenza Picena: - Porto Potenza Picena                  |
| 85 | Macerata        | Civitanova Marche: - Lungomare Sud - Lungomare Nord     |
| 86 | Fermo           | Porto Sant'Elpidio: - Lungomare                         |
| 87 | Fermo           | Fermo: - Lido di Fermo Casabianca -Marina Palmense      |
| 88 | Fermo           | Porto San Giorgio: - Litorale                           |
| 89 | Fermo           | Pedaso: - Lungomare dei Cantautori                      |
| 90 | Ascoli Piceno   | Cupra Marittima: - Lido                                 |
| 91 | Ascoli Piceno   | Grottammare: - Spiaggia Nord - Spiaggia Sud             |
| 92 | Ascoli Piceno   | San Benedetto del Tronto: - Riviera delle Palme         |

### Abruzzo

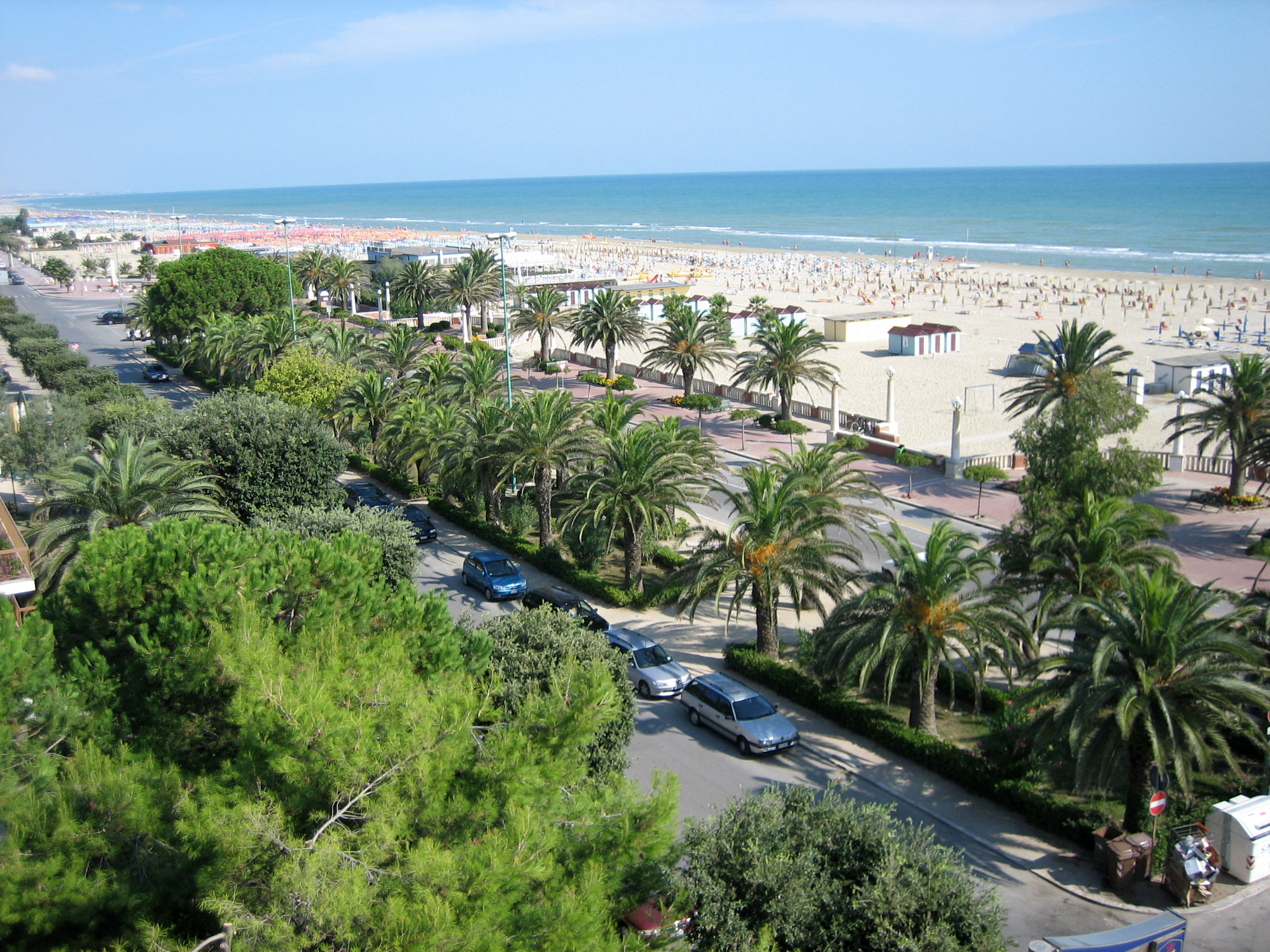
La spiaggia di Giulianova

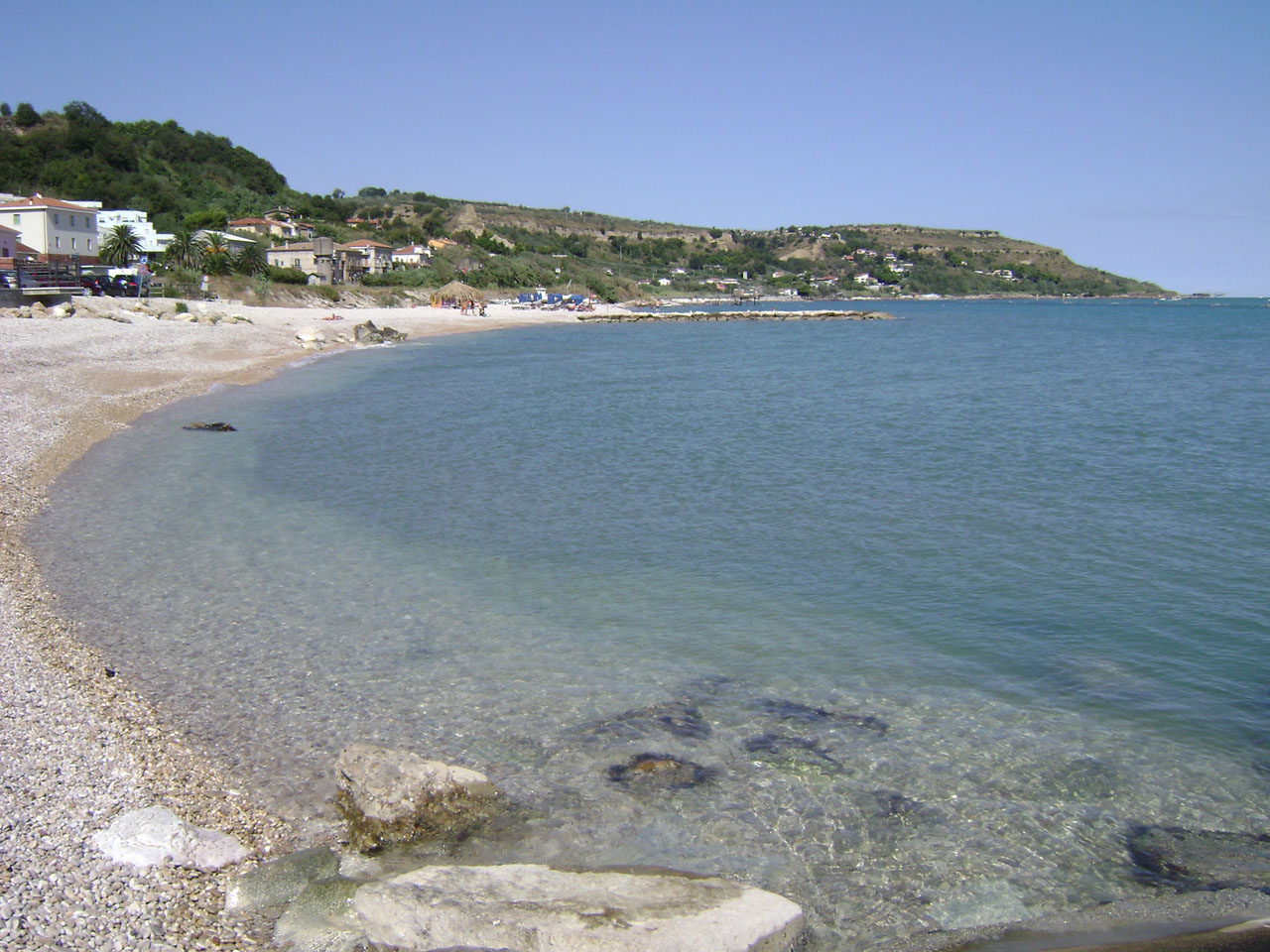
La spiaggia di Fossacesia

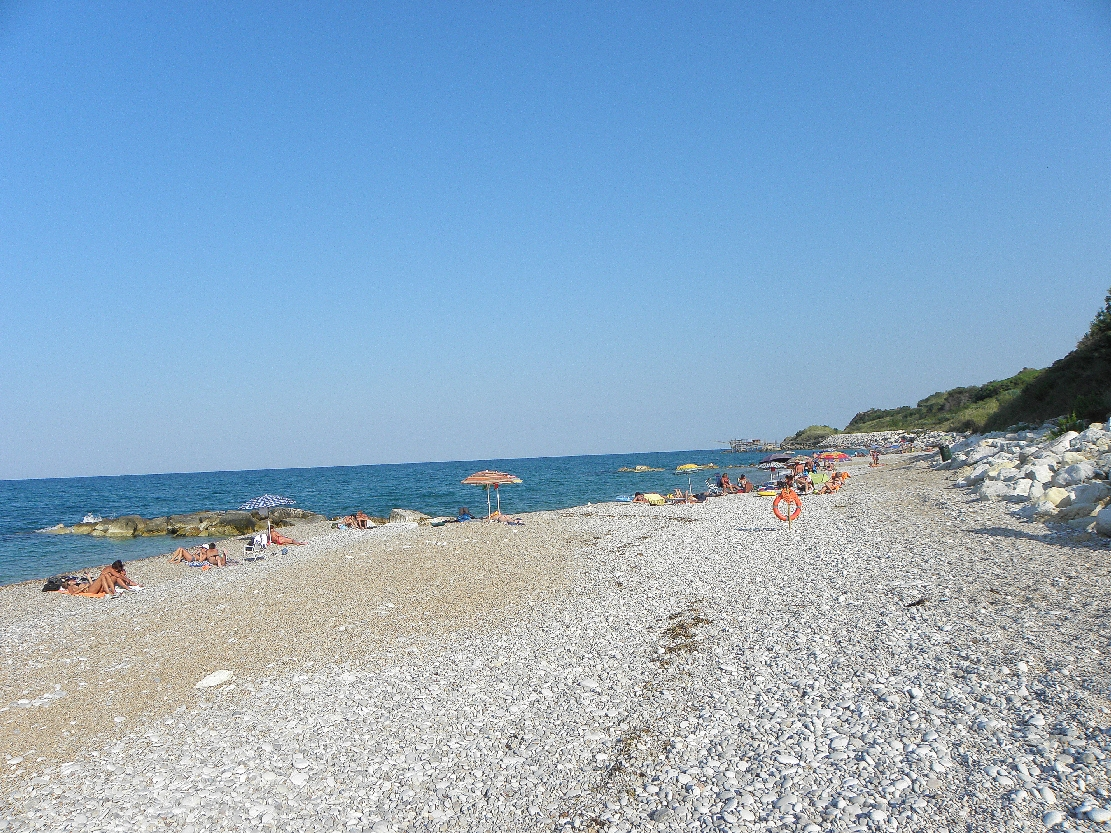
La spiaggia di Rocca San Giovanni

| N.  | Provincia | Spiaggia |
| --- | --------- | --- |
| 93  | Teramo    | Tortoreto: - Spiaggia del Sole |
| 94  | Teramo    | Giulianova: - Lungomare Spalato-Rodi - Lungomare Zara                                                                              |
| 95  | Teramo    | Roseto degli Abruzzi: - Lungomare Sud / Lungomare Nord / Lungomare Centrale                                                        |
| 96  | Teramo    | Pineto: - Lungomare dei Pini/ Pineta Catucci - S.Maria a Valle Nord - S.Maria a Valle Sud - Torre di Cerrano Corfù- - Villa Fumosa |
| 97  | Teramo    | Silvi: - Lungomare Centrale |
| 98  | Chieti    | Fossacesia: - Fossacesia Marina |
| 99  | Chieti    | Vasto: - Punta Penna - Vignola |
| 100 | Chieti    | San Salvo: - San Salvo Marina |

### Molise

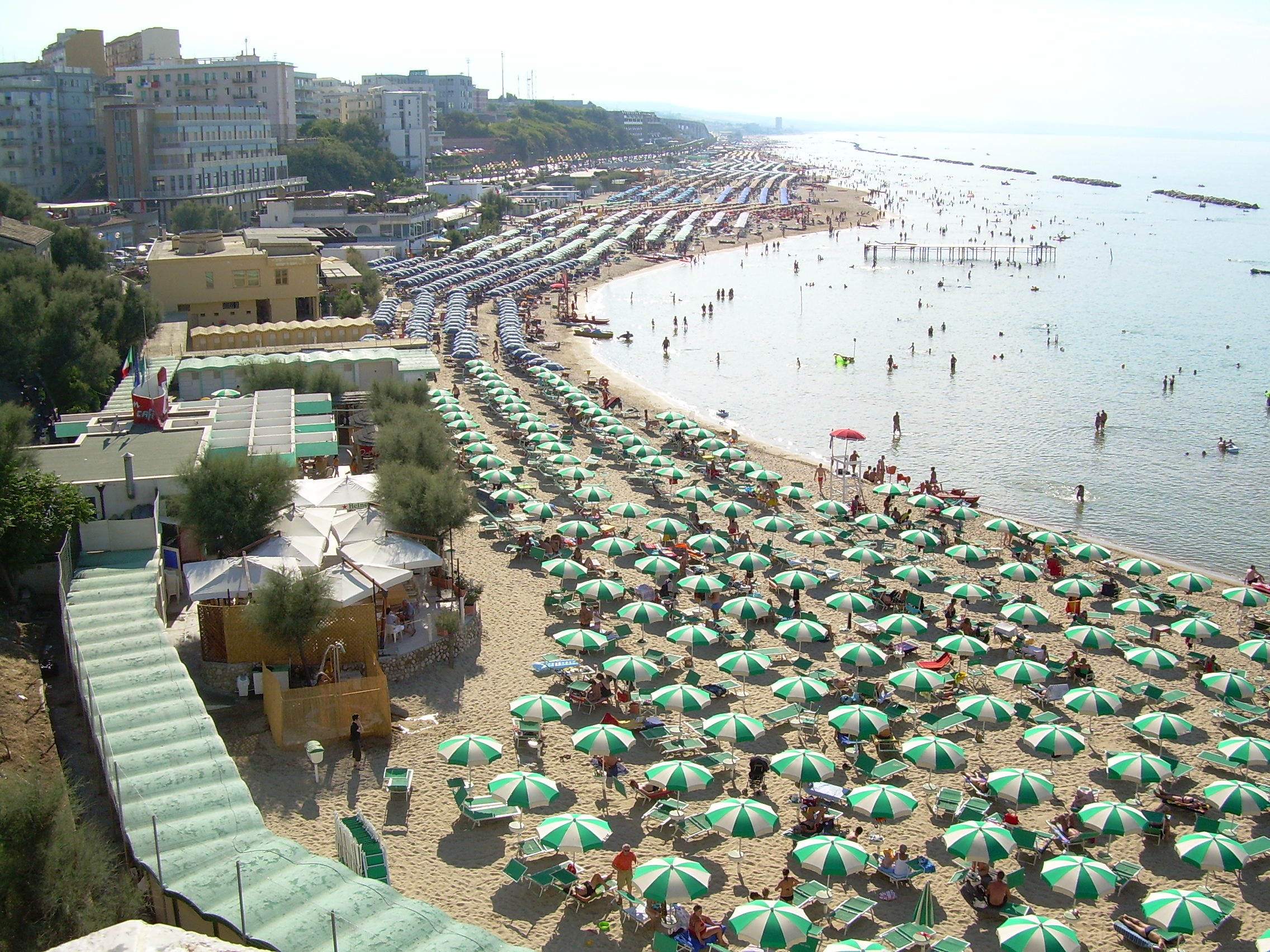
La spiaggia di Termoli

| N.  | Provincia  | Spiaggia                                 |
| --- | ---------- | ---------------------------------------- |
| 101 | Campobasso | Termoli: - Lungomare Nord (Sant'Antonio) |
| 102 | Campobasso | Campomarino: - Lido                      |

### Lazio

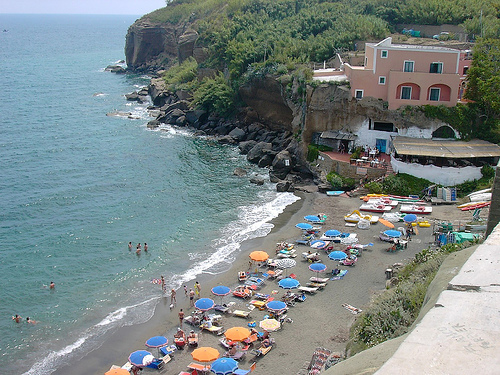
La spiaggia di Cala Nave a Ventotene

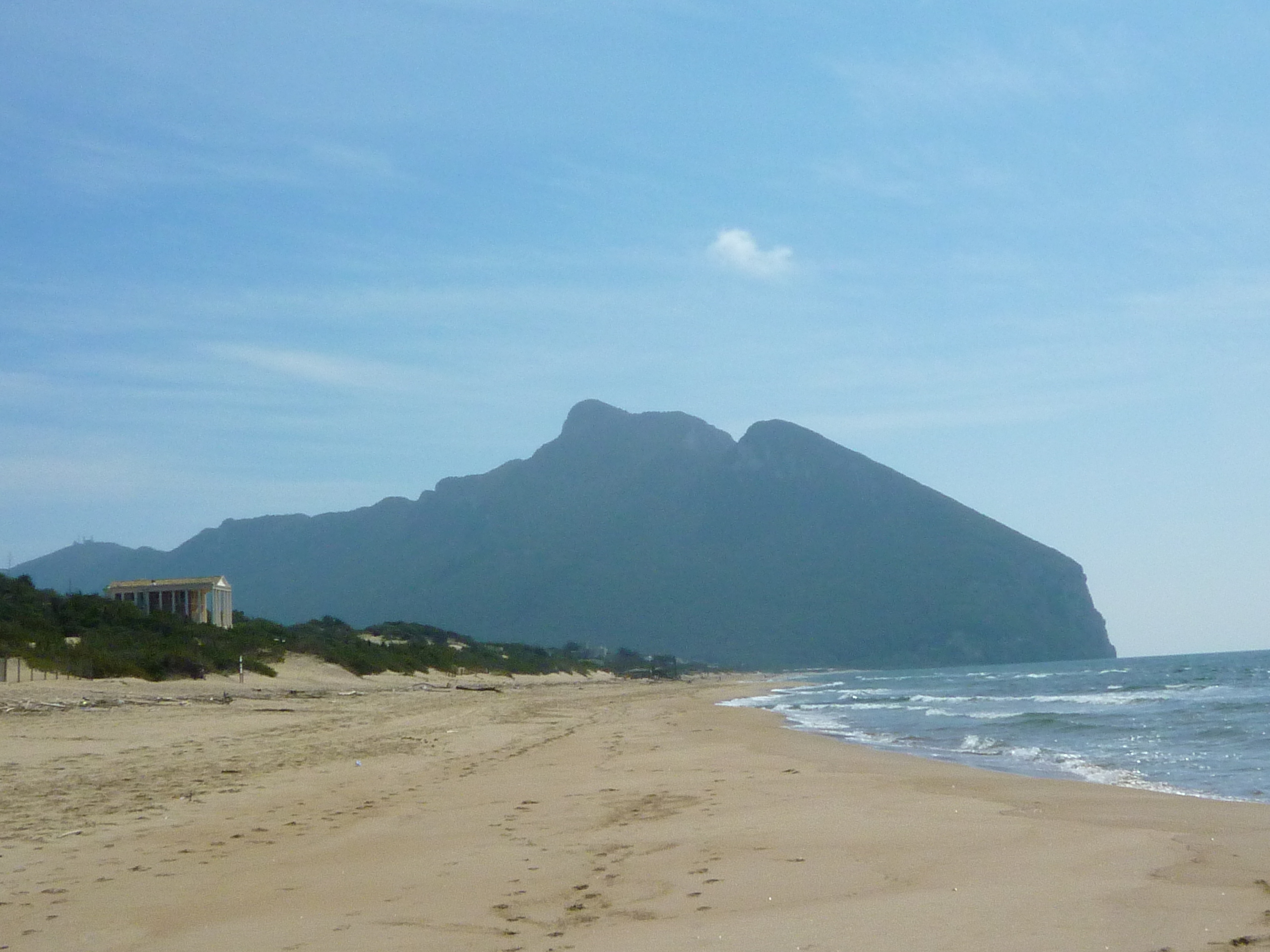
La spiaggia di Sabaudia con vista del monte Circeo

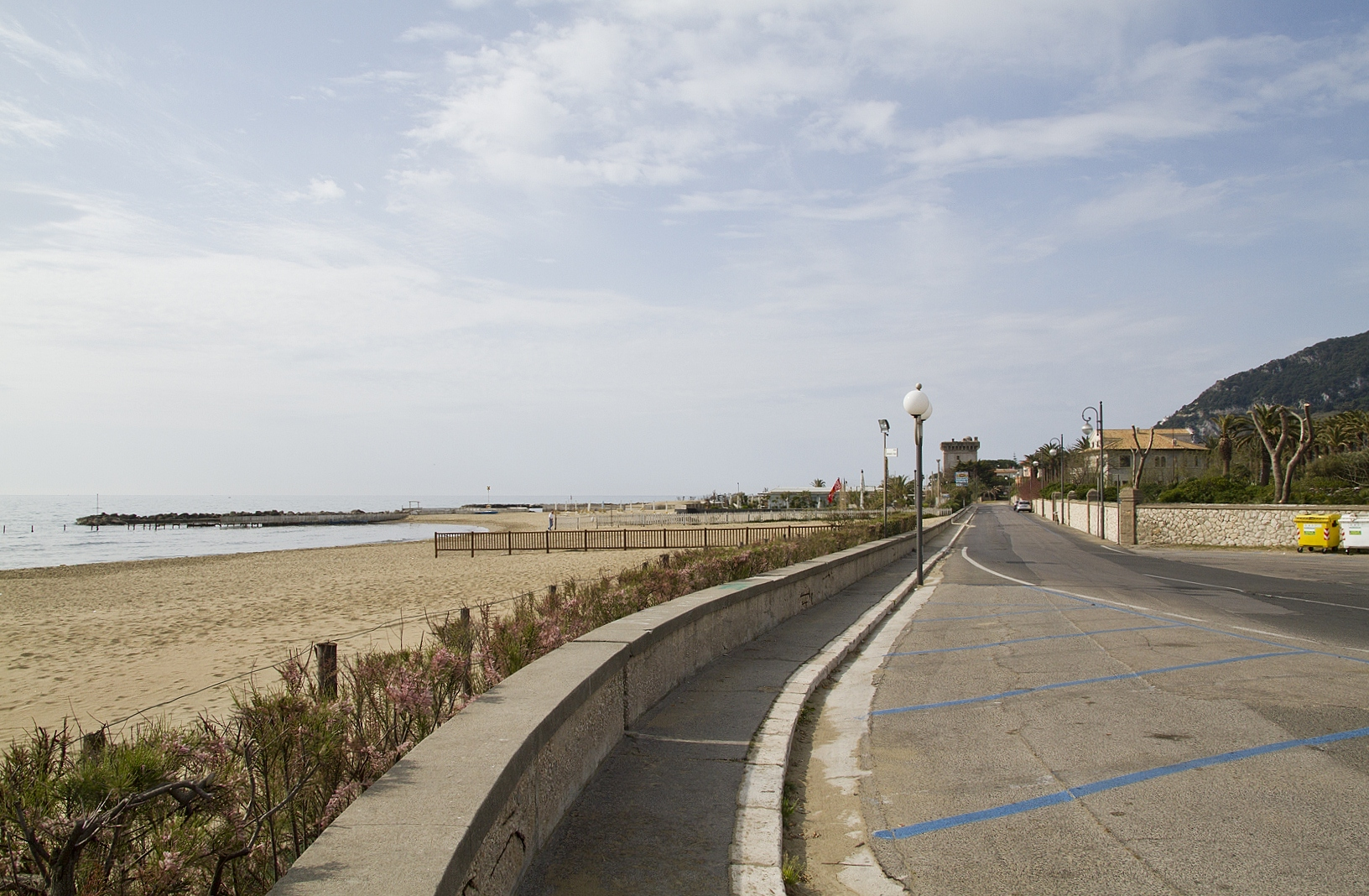
Il litorale di San Felice Circeo

| N.  | Provincia | Spiaggia |
| --- | --------- | --- |
| 103 | Roma      | Anzio: - Riviera Levante - Ponente/Colonia/Bella Rossa/Lido dei Gigli/Lido dei Pini/Lido di Lavinio/Mare Chiaro/Tor Caldara |
| 104 | Latina    | Latina: - Latina Mare |
| 105 | Latina    | Sabaudia: - Lungomare |
| 106 | Latina    | San Felice Circeo: - Litorale                                                                                               |
| 107 | Latina    | Terracina: - Levante - Ponente                                                                                              |
| 108 | Latina    | Sperlonga: - Ponente - Lagolungo - Bazzano - Levante                                                                        |
| 109 | Latina    | Gaeta: - Arenauta - Ariana - Sant'Agostino - Serapo                                                                         |
| 110 | Latina    | Ventotene: - Cala Nave |

### Campania

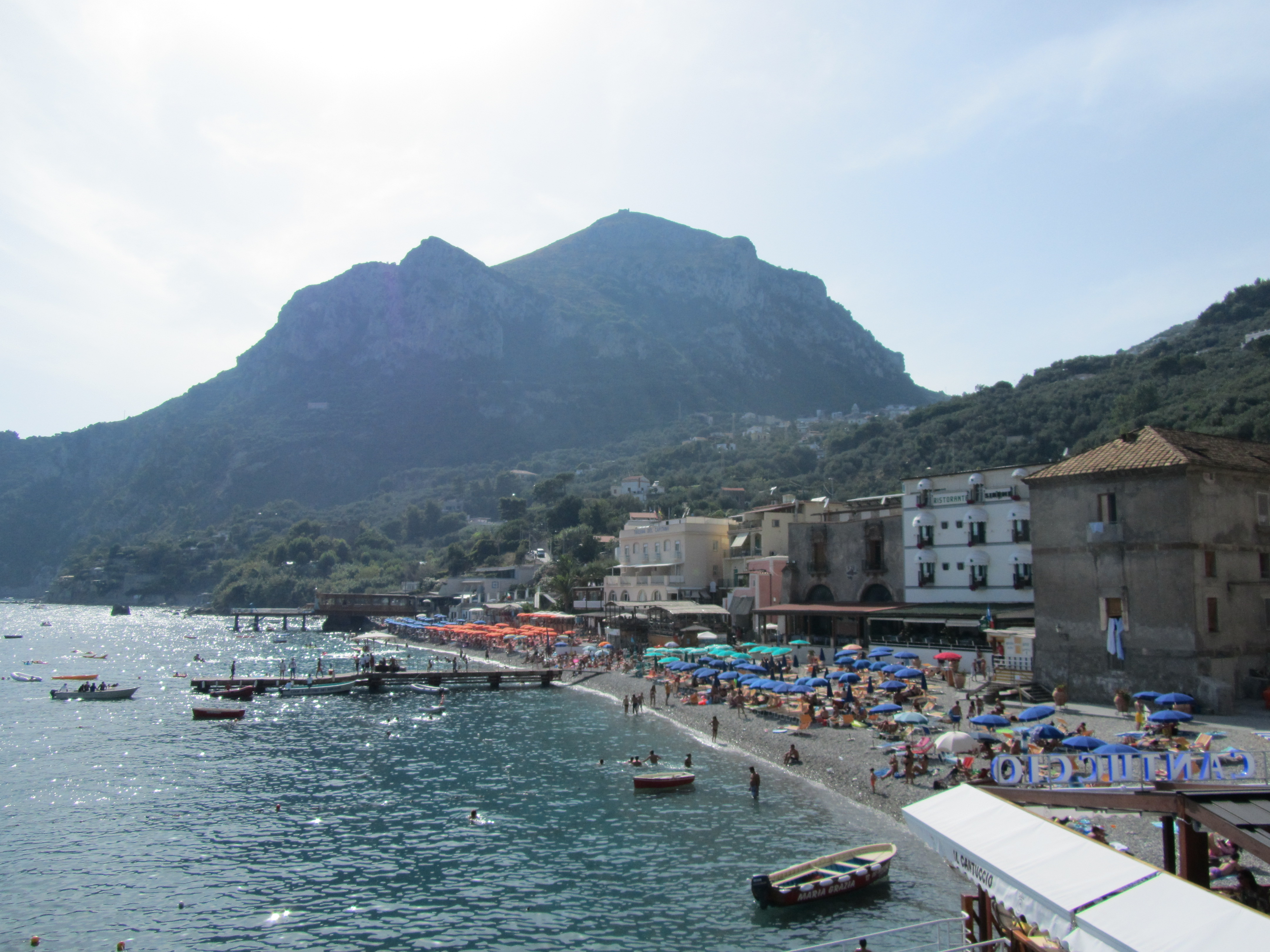
La spiaggia di marina del cantone a Massa Lubrense

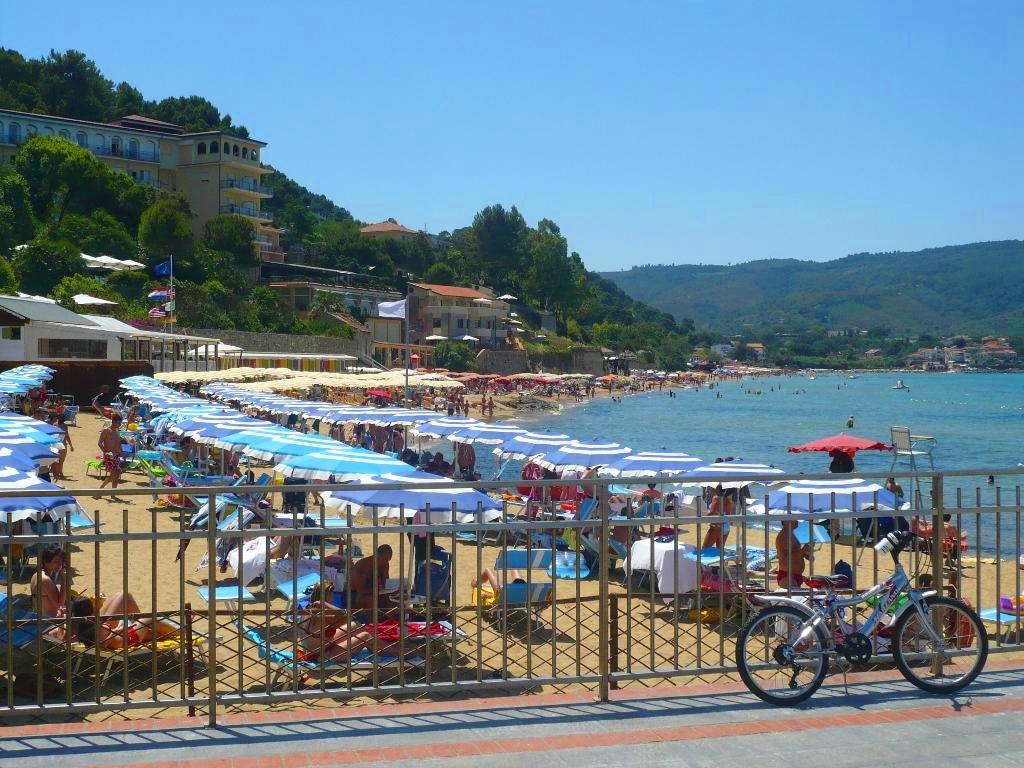
La spiaggia Pozzillo a Castellabate

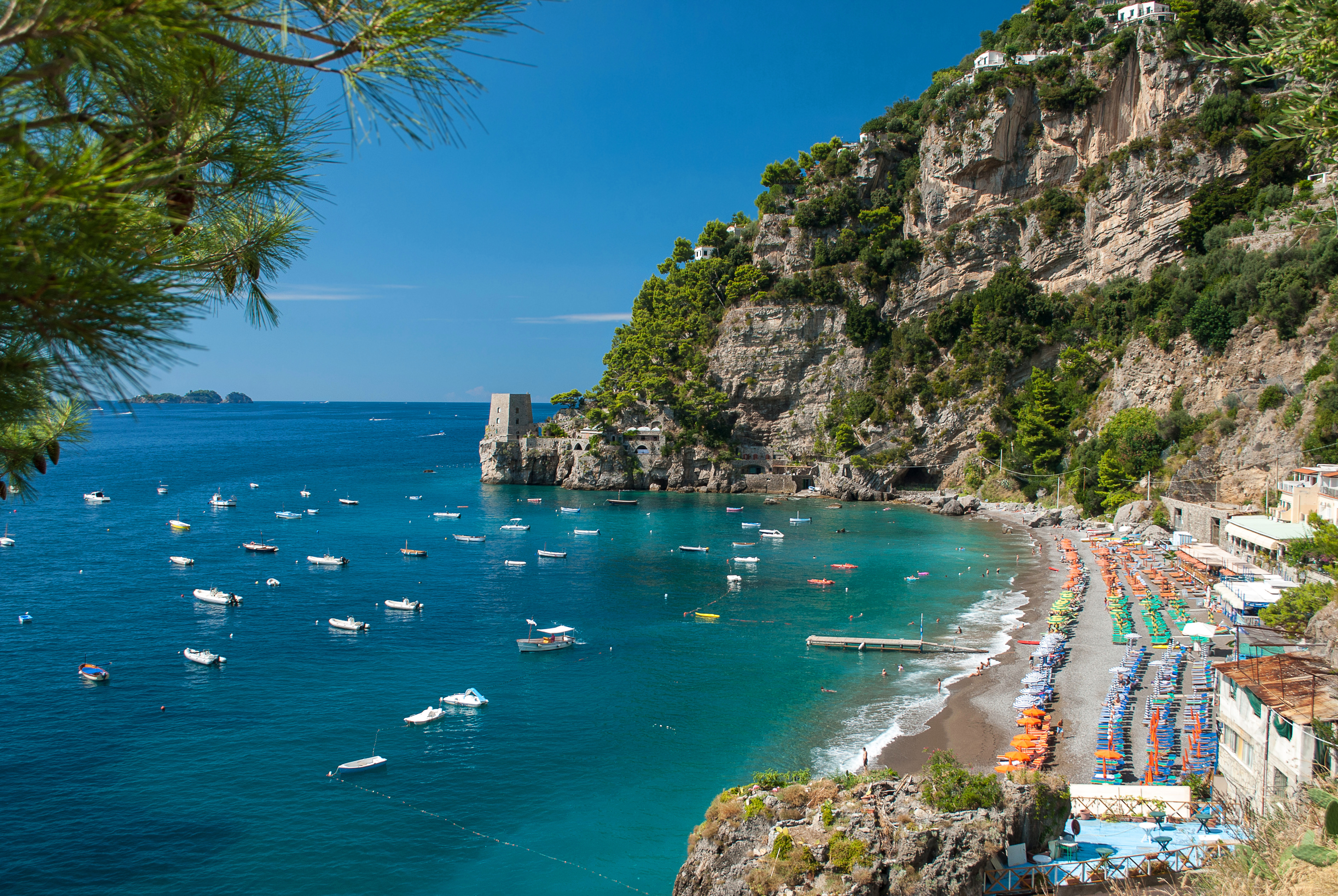
La spiaggia Fornillo a Positano

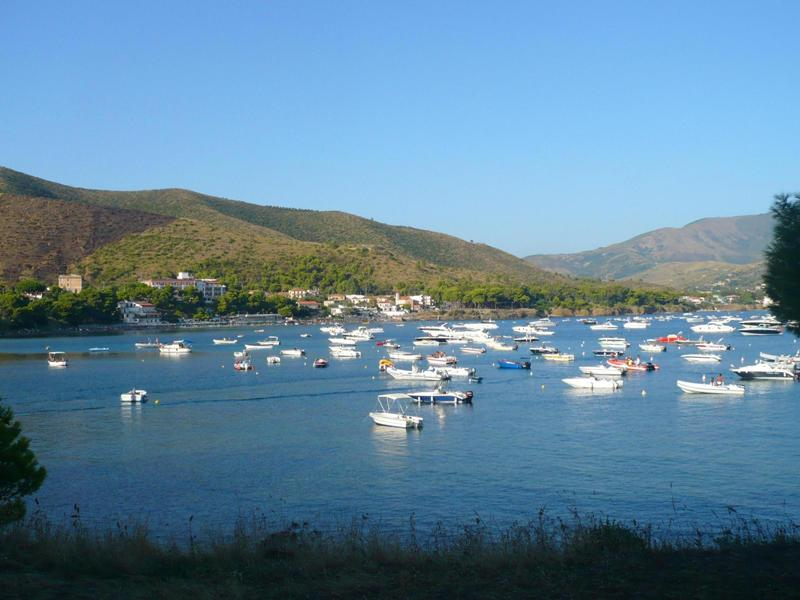
La baia di Ogliastro Marina a Castellabate

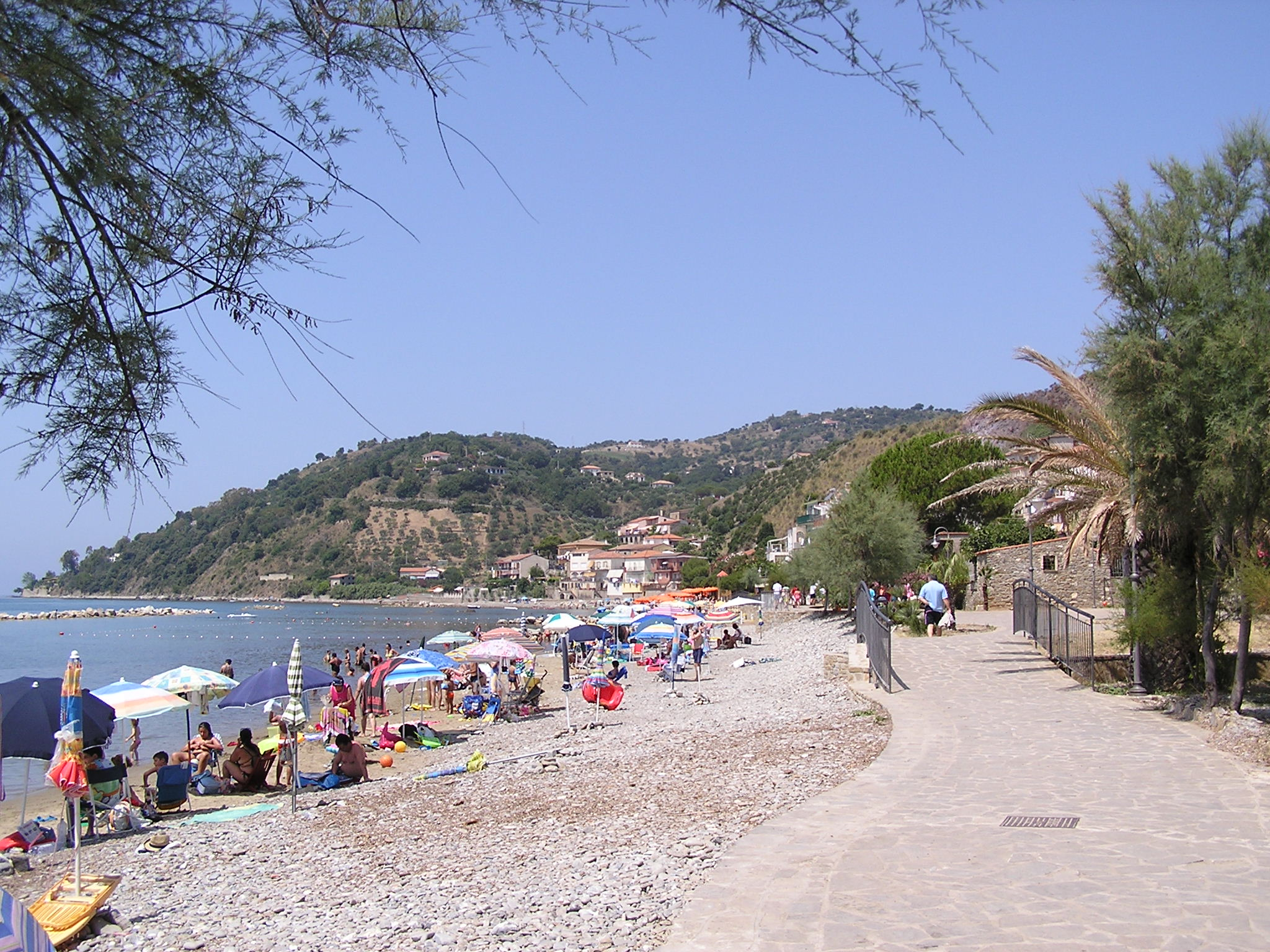
Il Litorale di Pioppi a Pollica

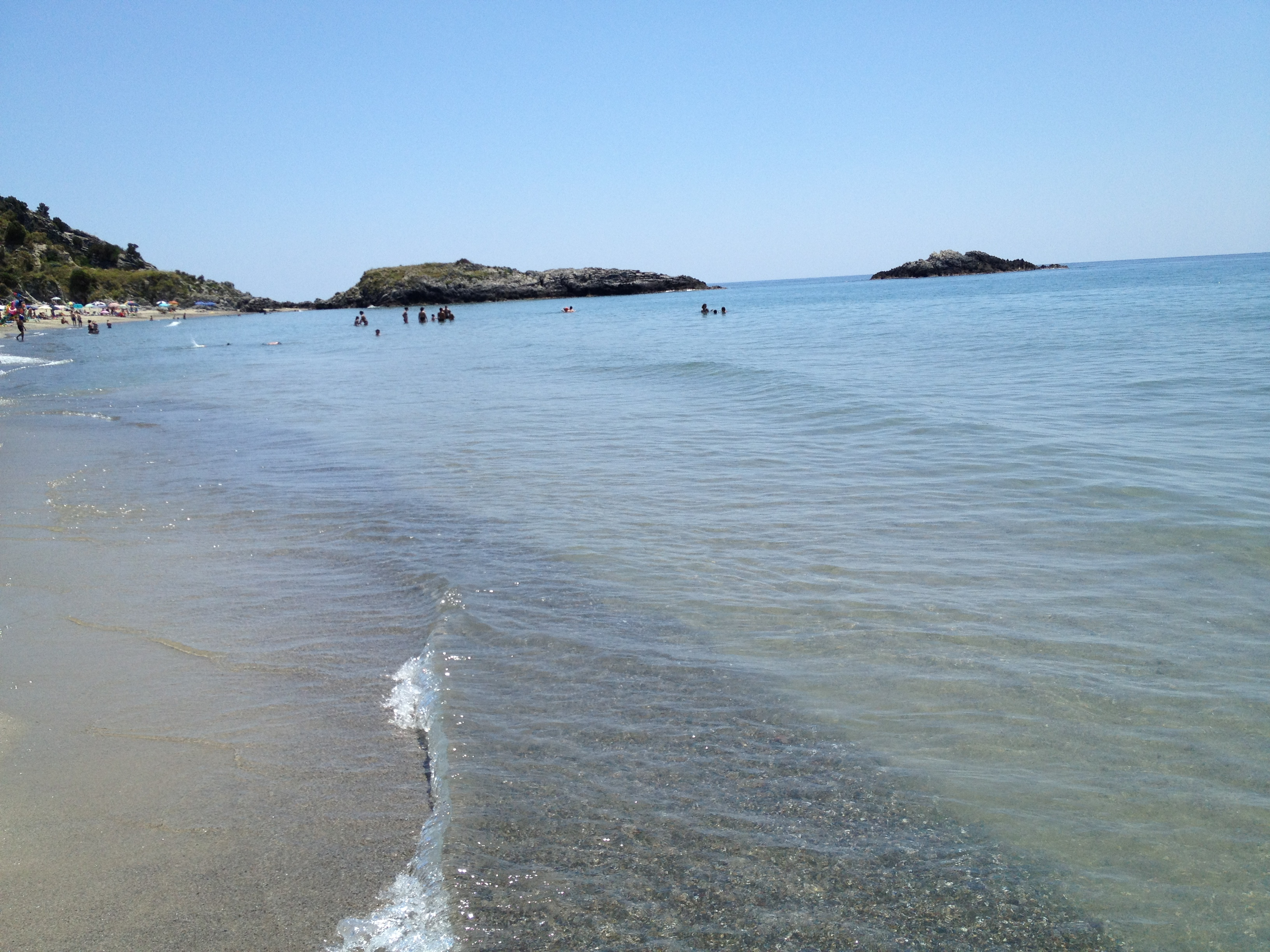
La spiaggia di Ascea

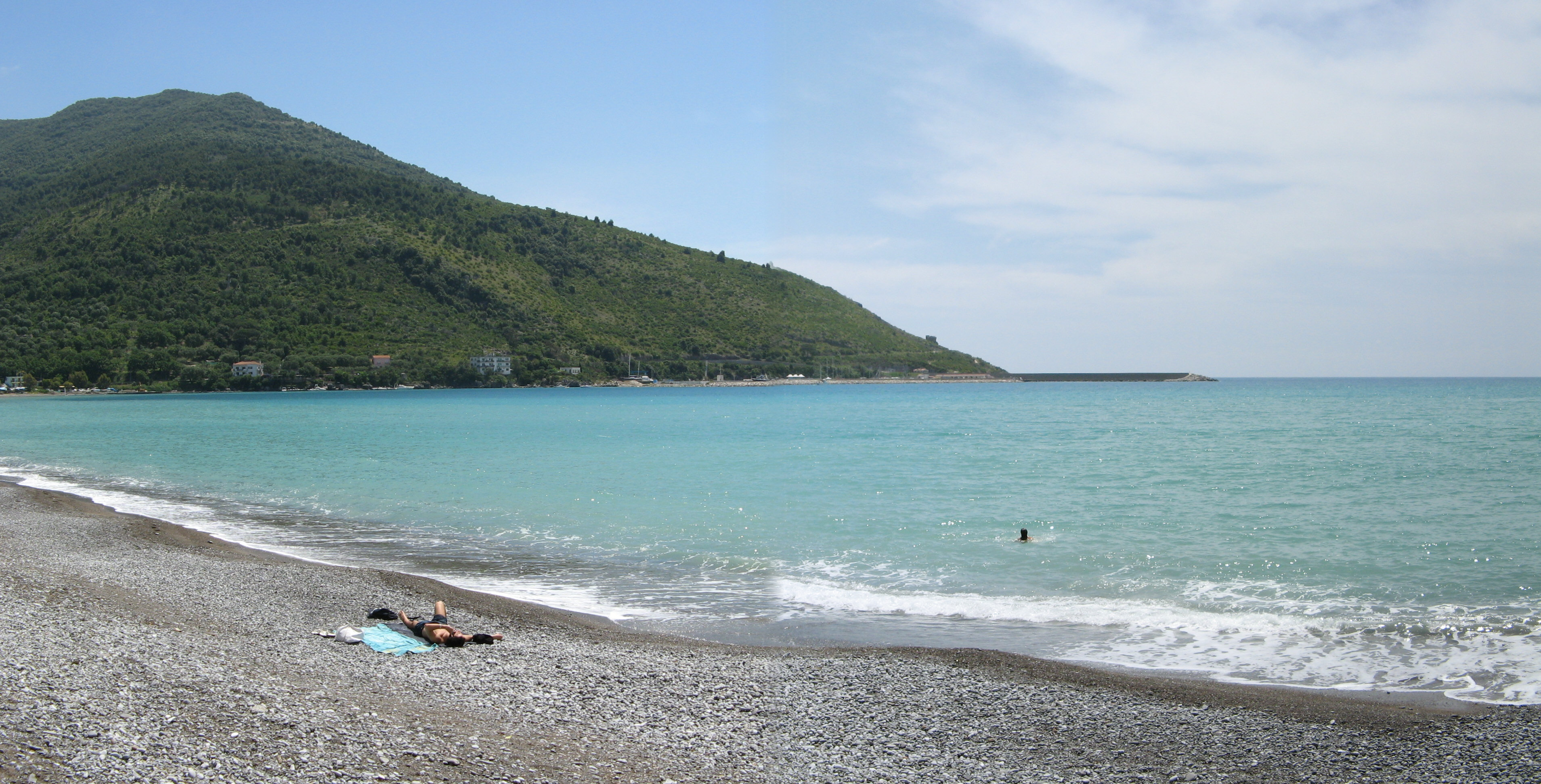
Una spiaggia a Sapri

| N.  | Provincia | Spiaggia |
| --- | --------- | --- |
| 111 | Napoli    | Massa Lubrense: - Baia delle Sirene - Marina del Cantone - Marina di Puolo - Recommone                      |
| 112 | Napoli    | Anacapri: - Faro di Punta Carena - Gradola/Grotta Azzurra                                                   |
| 113 | Salerno   | Positano: - Spiaggia Arienzo - Spiaggia Fornillo - Spiaggia Grande                                          |
| 114 | Salerno   | Capaccio: - Varolato/La Laura/Casina d'Amato - Licinella - Torre di Paestum/Foce Acqua dei Ranci            |
| 115 | Salerno   | Agropoli: - Torre San Marco - Trentova - Spiaggia Libera Porto - Lungomare San Marco                        |
| 116 | Salerno   | Castellabate: - Lago Tresino - Marina Piccola - Pozzillo/San Marco - Punta Inferno - Baia Ogliastro         |
| 117 | Salerno   | Montecorice: - San Nicola - Baia Arena - Spiaggia Agnone - Spiaggia Capitello                               |
| 118 | Salerno   | San Mauro Cilento: - Mezzatorre                                                                             |
| 119 | Salerno   | Pollica: - Acciaroli - Pioppi                                                                               |
| 120 | Salerno   | Casal Velino: - Lungomare/Isola - Dominella/Torre                                                           |
| 121 | Salerno   | Ascea: - Piana di Velia - Torre del Telegrafo - Marina di Ascea                                             |
| 122 | Salerno   | Pisciotta: - Sud (Ficaiola, Torraca, Gabella) - Nord (Pietracciaio, Fosso della Marina, Marina Acquabianca) |
| 123 | Salerno   | Centola: - Marinella - Palinuro (Le Saline, Le Dune, Porto)                                                 |
| 124 | Salerno   | Vibonati: - Torre Villammare - Santa Maria Le Piane - Oliveto                                               |
| 125 | Salerno   | Sapri: - Cammarelle - Lungomare di Sapri - San Giorgio                                                      |

### Basilicata

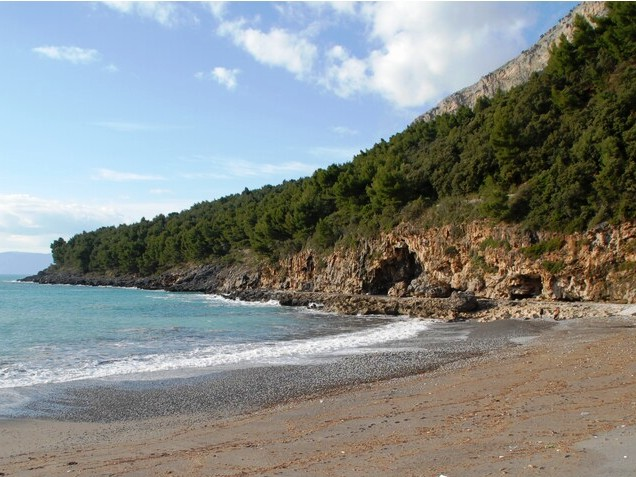
Le grotte di Fiumicello a Maratea

| N.  | Provincia | Spiaggia                                       |
| --- | --------- | ---------------------------------------------- |
| 126 | Potenza   | Maratea: - Acquafredda - Castrocucco - Macarro |
| 127 | Matera    | Policoro: - nord - sud                         |

### Puglia
| N.  | Provincia             | Spiaggia |
| --- | --------------------- | --- |
| 128 | Barletta-Andria-Trani | Margherita di Savoia: - Centro Urbano - Canna Fesca                                                                     |
| 129 | Bari                  | Polignano a Mare: - Cala San Vito - Cala Paura - San Giovanni - Cala Fetente - Cala Ripagnola                           |
| 130 | Brindisi              | Fasano: - Egnazia Case Bianche - Savelletri - Torre Canne                                                               |
| 131 | Brindisi              | Ostuni: - Creta Rossa - Lido Fontanelle -Pilone - Lido Morelli                                                          |
| 132 | Brindisi              | Carovigno: - Punta Penna Grossa/Torre Guaceto                                                                           |

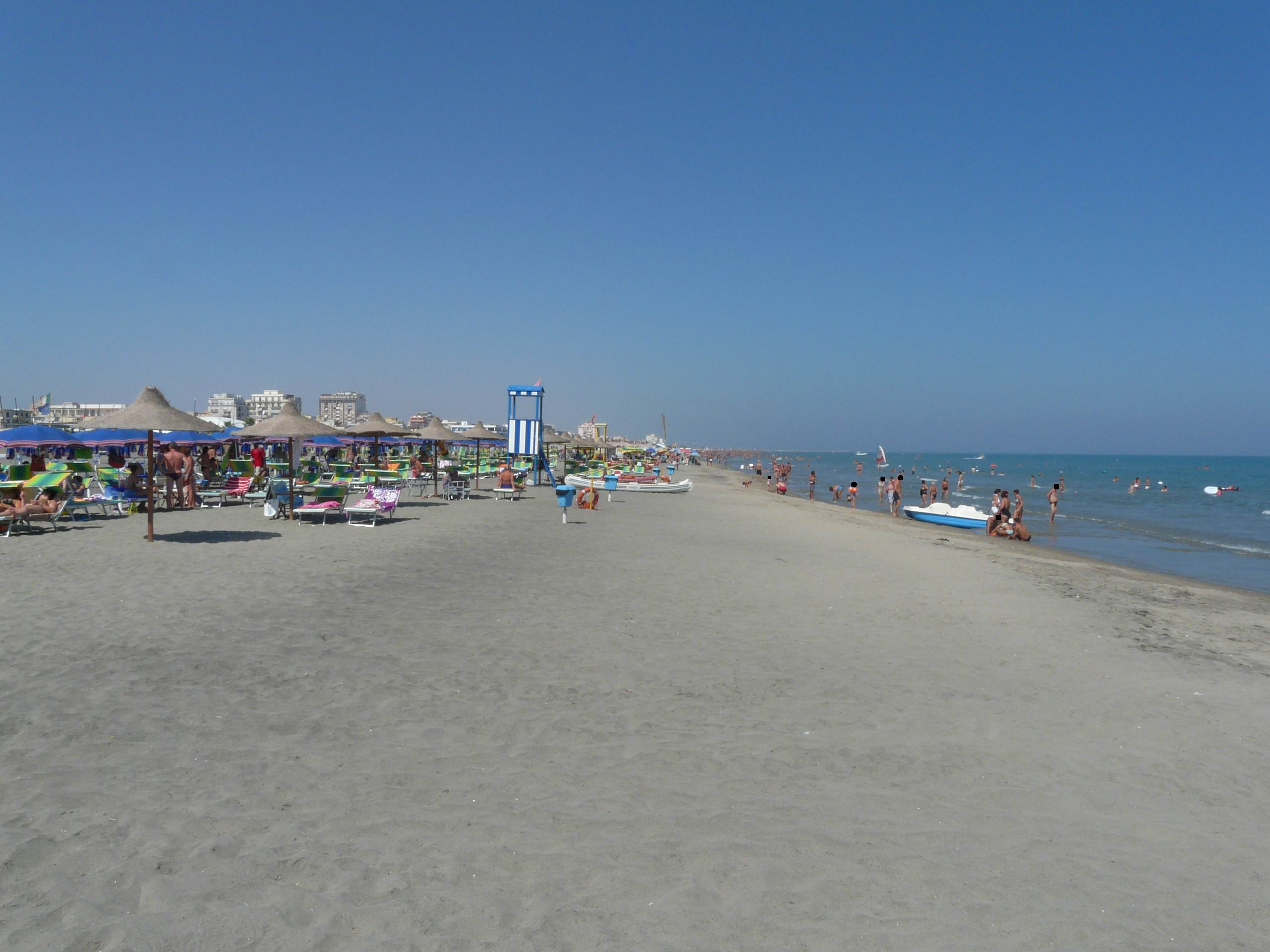
La spiaggia di Margherita di Savoia

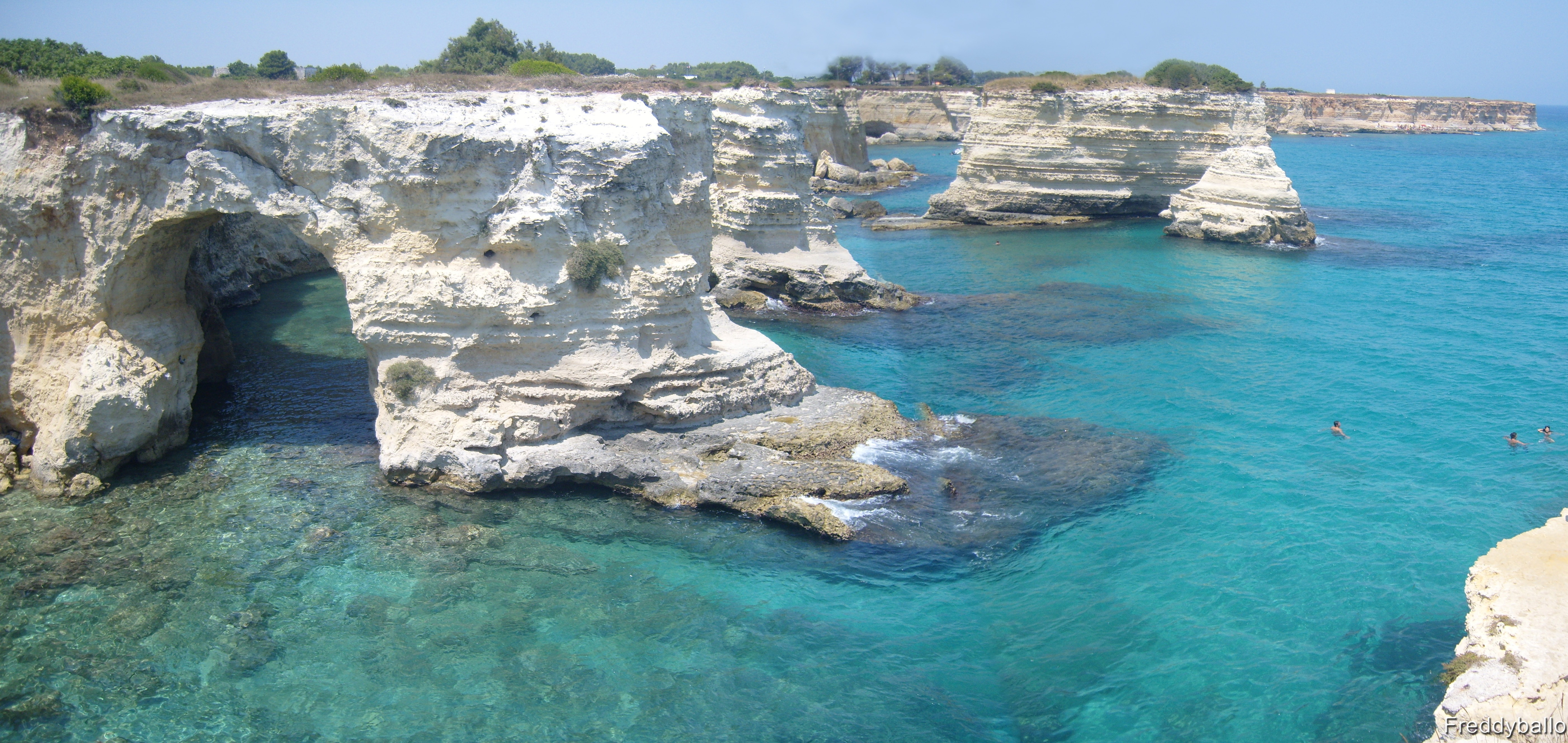
Torre Sant'Andrea a Melendugno

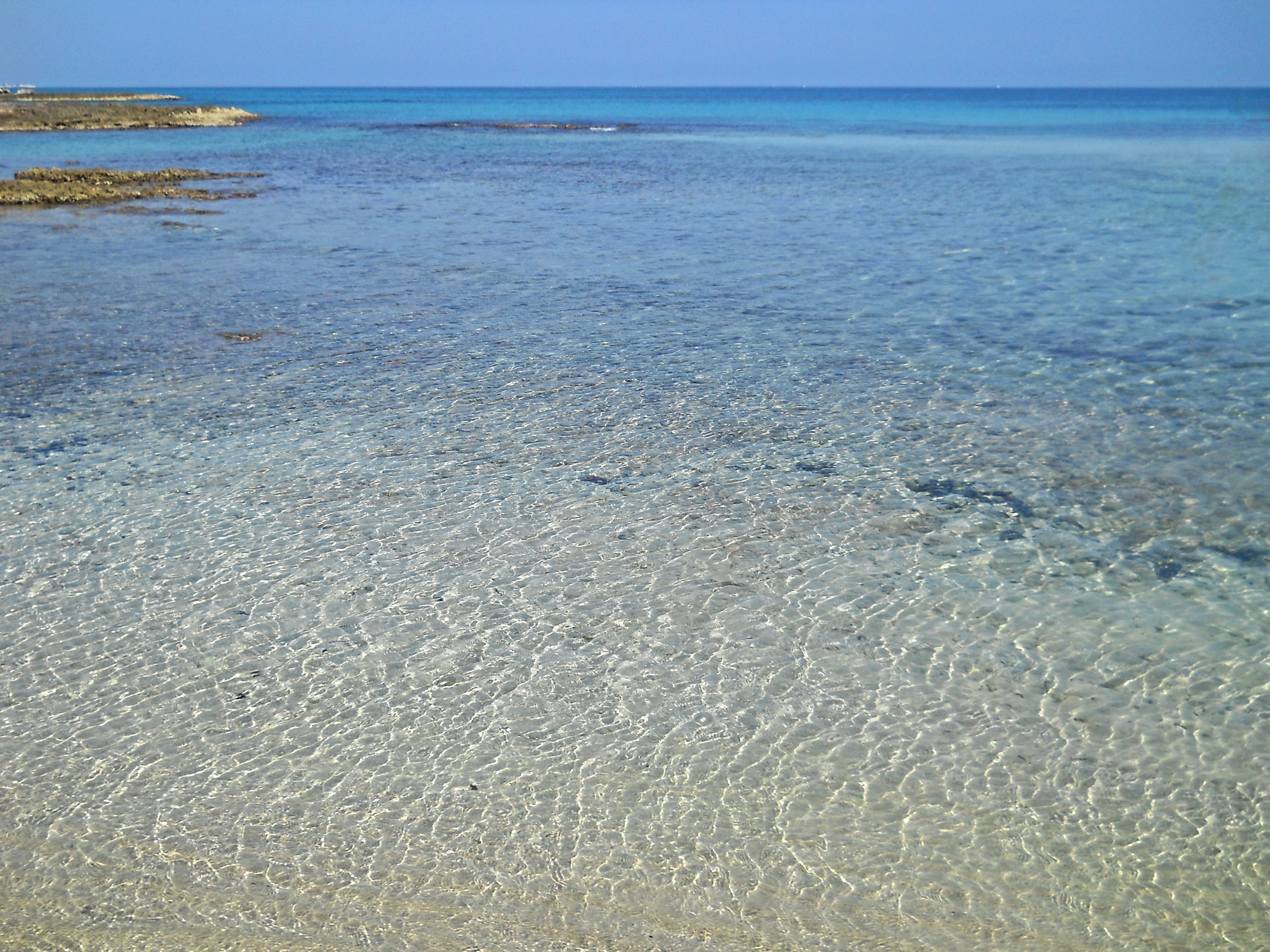
Torre Guaceto a Carovigno

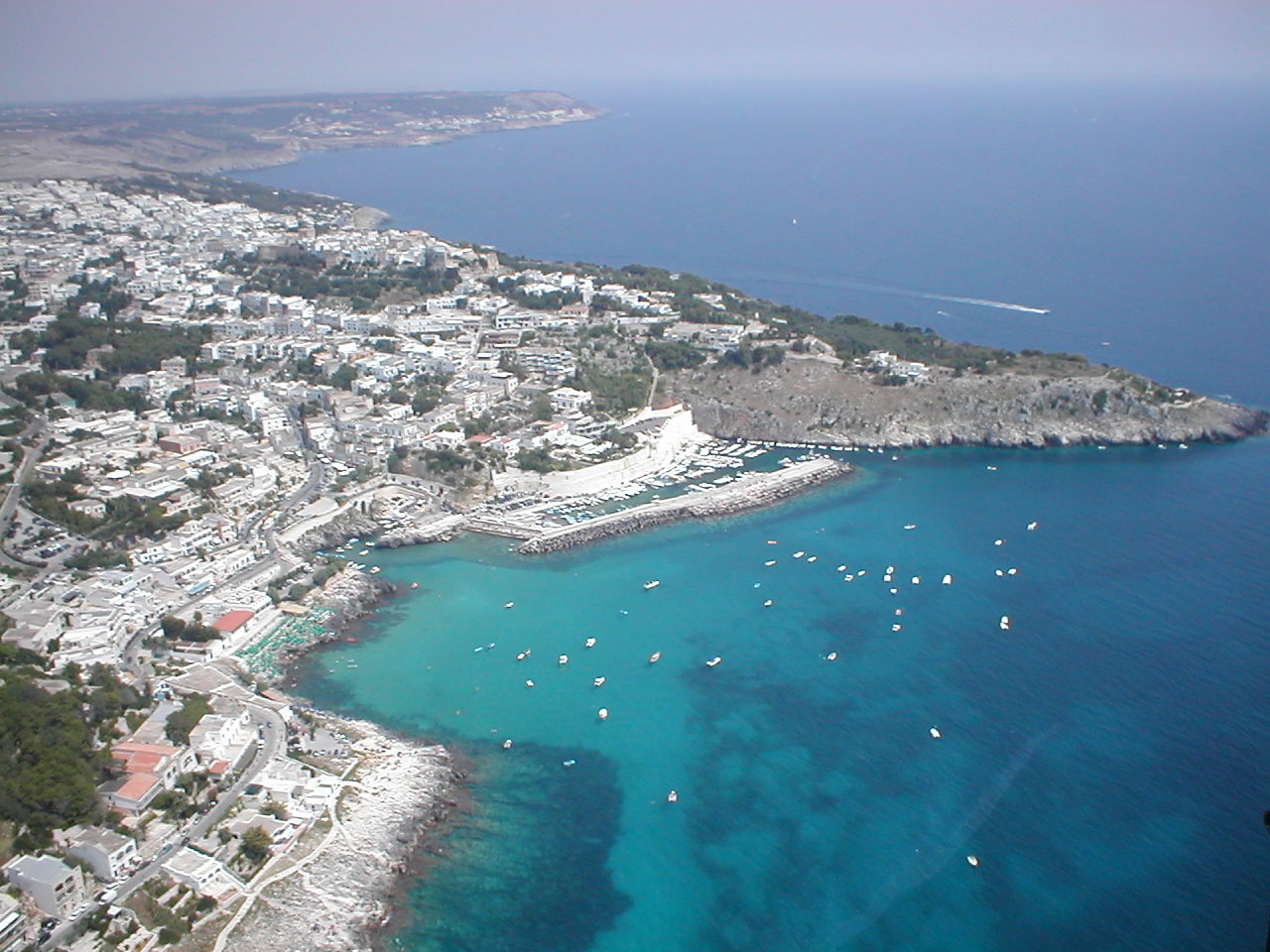
La spiaggia di Castro

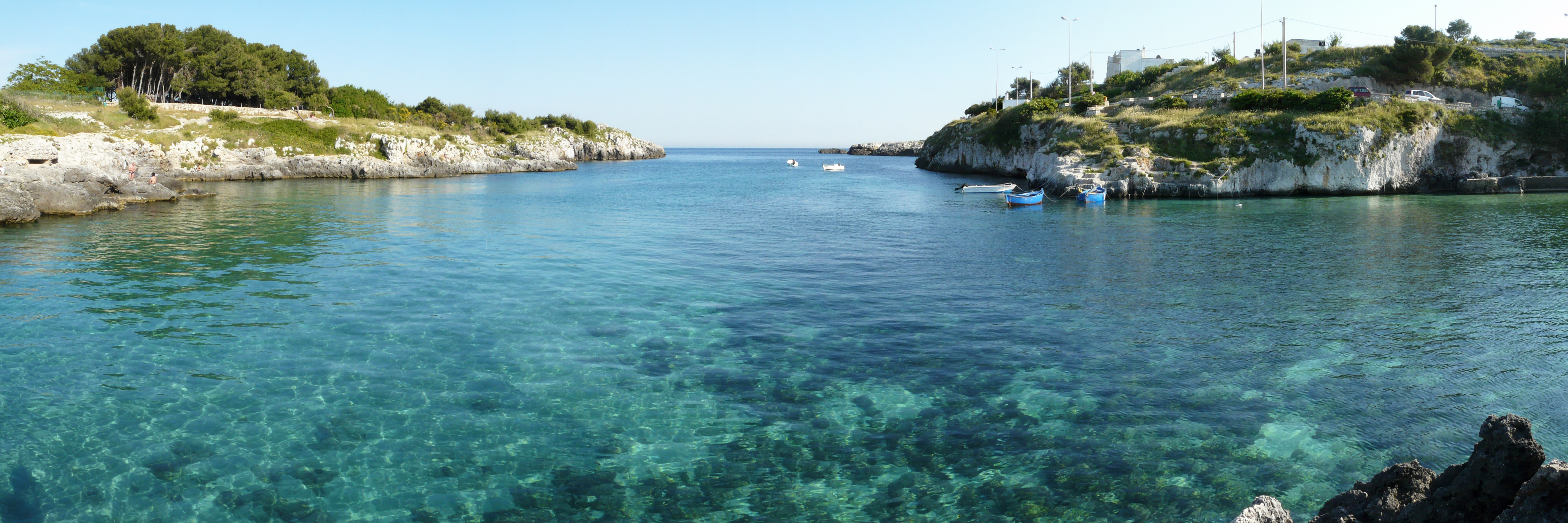
Porto Badisco ad Otranto

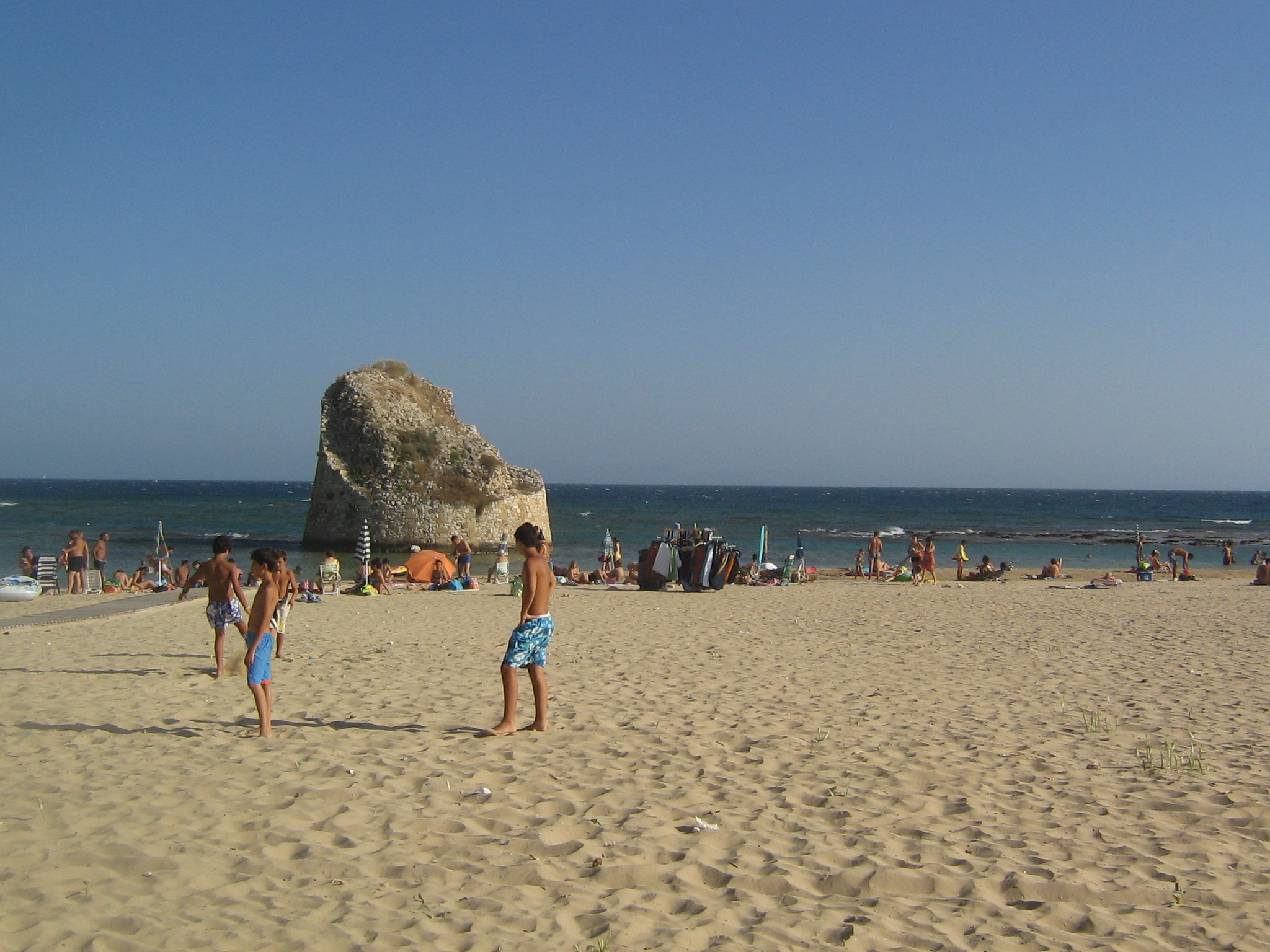
La spiaggia di Torre Pali a Salve

| 133 | Taranto               | Castellaneta: - Punta Penna Grossa/Riva dei Tessali/Pineta Giovinazzi/Castellaneta Marina/Bosco della Marina            |
| 134 | Taranto               | Ginosa: - Marina di Ginosa                                                                                              |
| 135 | Lecce                 | Melendugno: - Roca - San Foca Nord/Centro/Torre Specchia - Torre Sant'Andrea - Torre dell'Orso                          |
| 136 | Lecce                 | Otranto: - Alimini/Baia dei Turchi/Santo Stefano - Castellana/Porto Craulo - Madonna dell’Altomare/Idro - Porto Badisco |
| 137 | Lecce                 | Castro: - La sorgente - Zinzulusa                                                                                       |
| 138 | Lecce                 | Salve: - Marina di Pescoluse/Posto Vecchio/Torre Pali                                                                   |

### Calabria

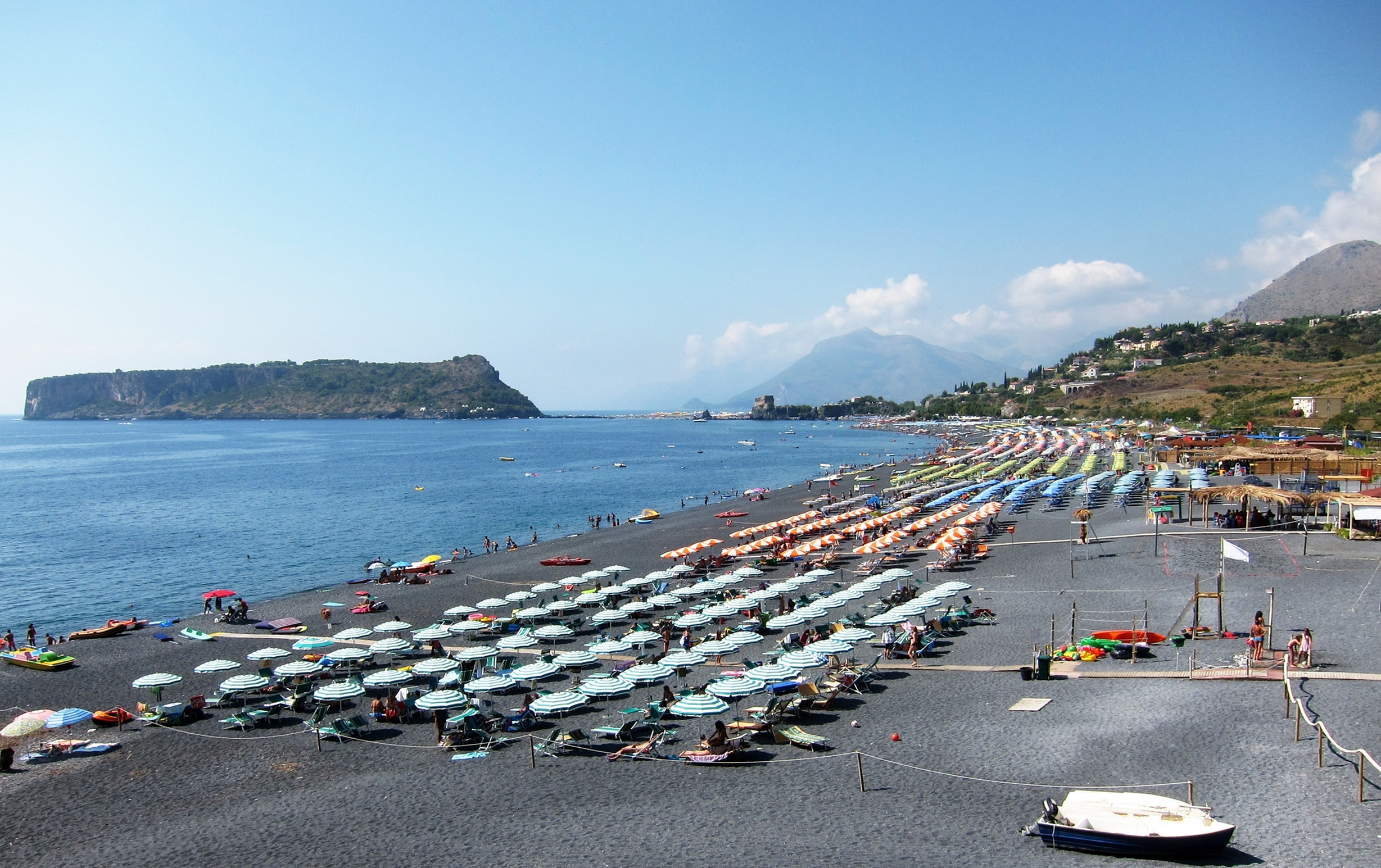
La spiaggia di Praia a Mare

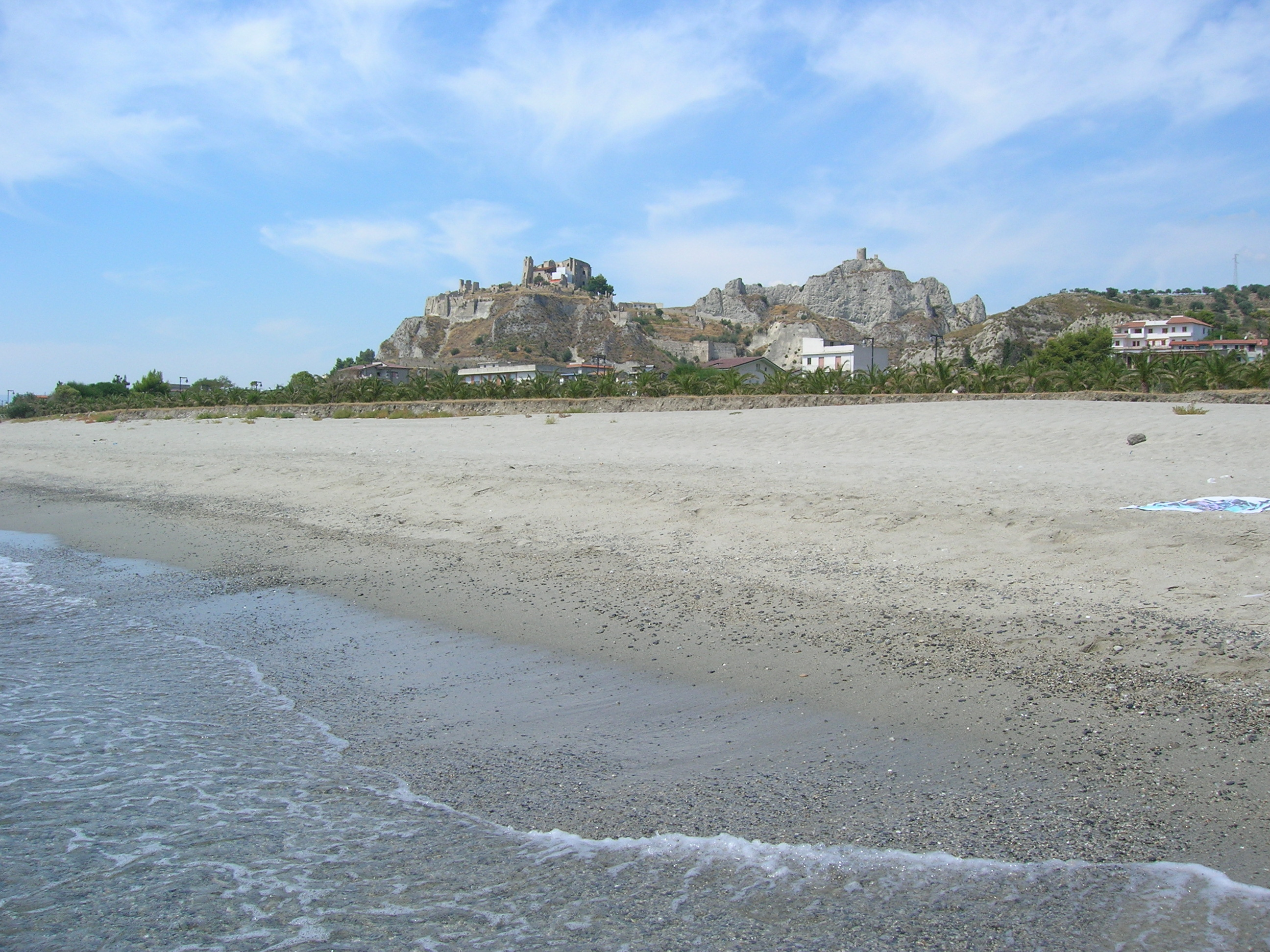
La spiaggia di Roccella Ionica

| N.  | Provincia       | Spiaggia                                                                                  |
| --- | --------------- | ----------------------------------------------------------------------------------------- |
| 139 | Cosenza         | Praia a Mare: - Camping Internazionale/ Punta Fiuzzi                                      |
| 140 | Cosenza         | Roseto Capo Spulico: - Lungomare                                                          |
| 141 | Cosenza         | Trebisacce: - Lungomare Sud (Riviera dei Saraceni/Viale Magna Grecia/Riviera delle Palme) |
| 142 | Crotone         | Cirò Marina: - Cervana/Madonna di mare - Punta Alice                                      |
| 143 | Crotone         | Melissa: - Litorale Torre Melissa                                                         |
| 144 | Catanzaro       | Soverato: - Lido                                                                          |
| 145 | Reggio Calabria | Roccella Ionica: - Lido                                                                   |

### Sicilia

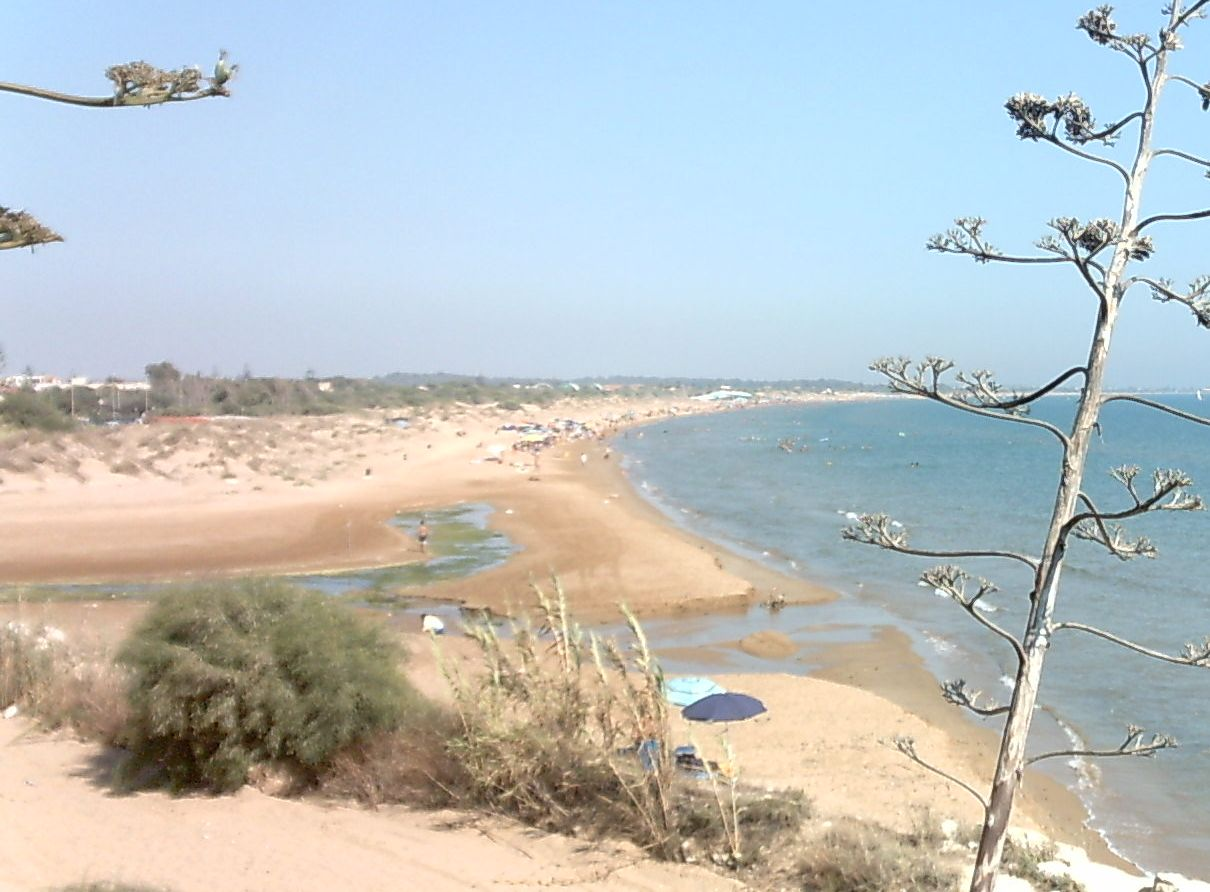
La spiaggia di Santa Maria del Focallo ad Ispica

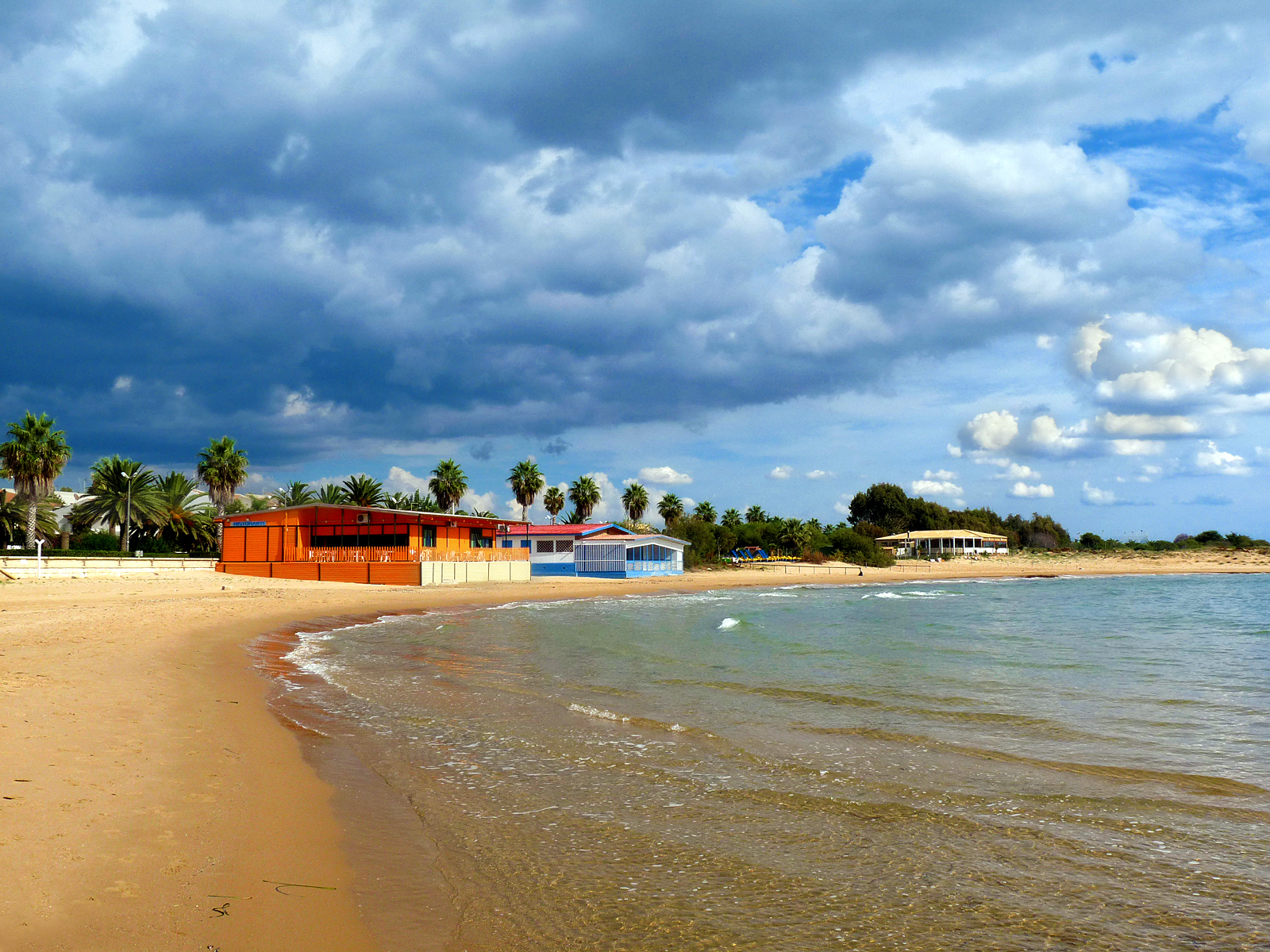
La spiaggia di Marina di Ragusa

| N.  | Provincia | Spiaggia                                                                                         |
| --- | --------- | ------------------------------------------------------------------------------------------------ |
| 146 | Messina   | Santa Teresa di Riva: - Lungomare                                                                |
| 147 | Messina   | Tusa: - Spiaggia Lampare - Spiaggia Marina                                                       |
| 148 | Messina   | Lipari: - Stromboli (Ficogrande) - Lipari (Acquacalda, Canneto) - Vulcano (acque termali, Gelso) |
| 149 | Ragusa    | Ispica: - Santa Maria del Focallo - Ciriga I tratto - Ciriga II tratto - Ciriga III tratto       |
| 150 | Ragusa    | Pozzallo: - Raganzino - Pietre Nere                                                              |
| 151 | Ragusa    | Ragusa: - Marina di Ragusa                                                                       |
| 152 | Agrigento | Menfi: - Porto Palo Cipollazzo - Lido Fiori Bertolino                                            |

### Sardegna

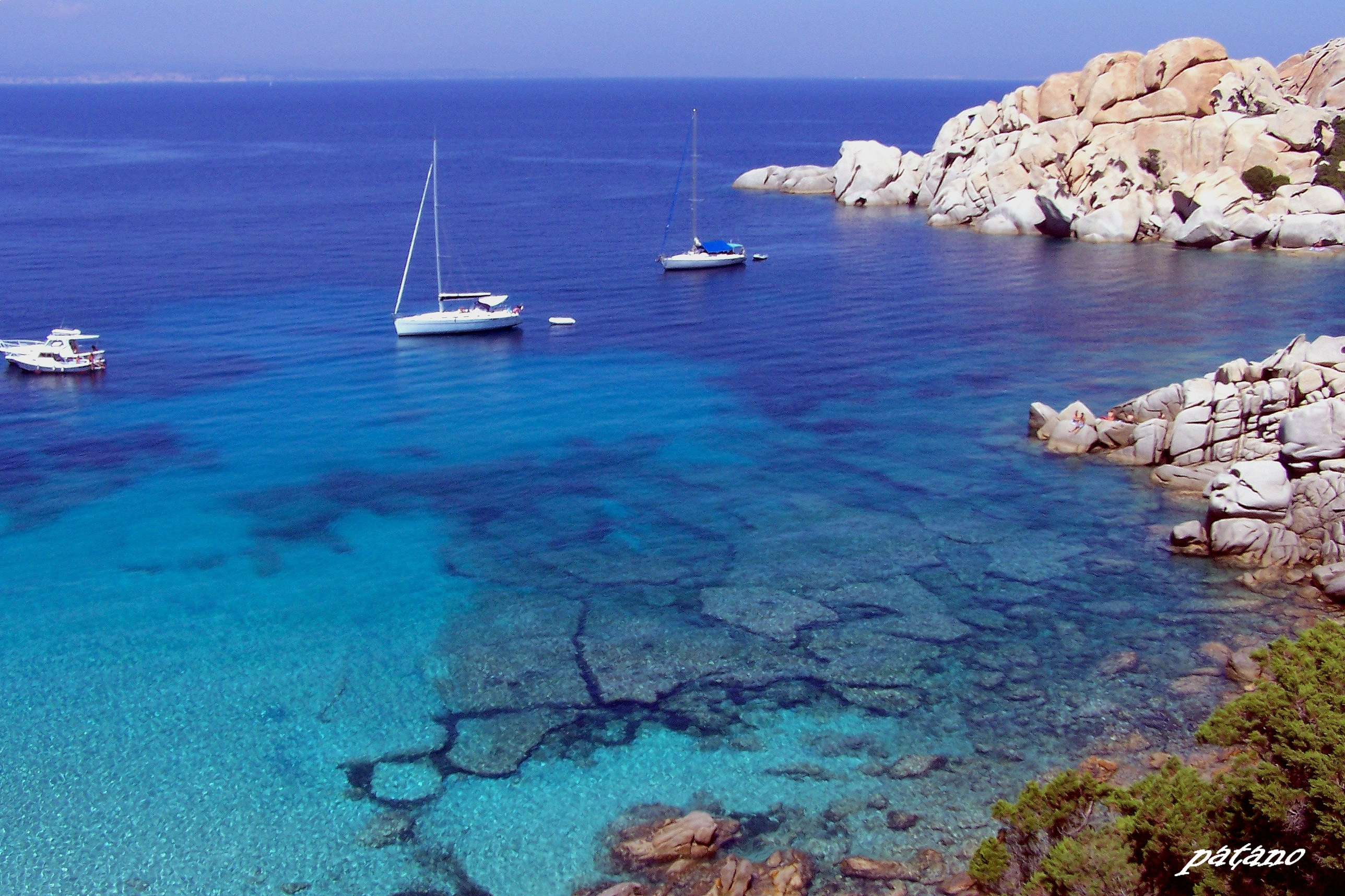
Capo Testa a Santa Teresa di Gallura

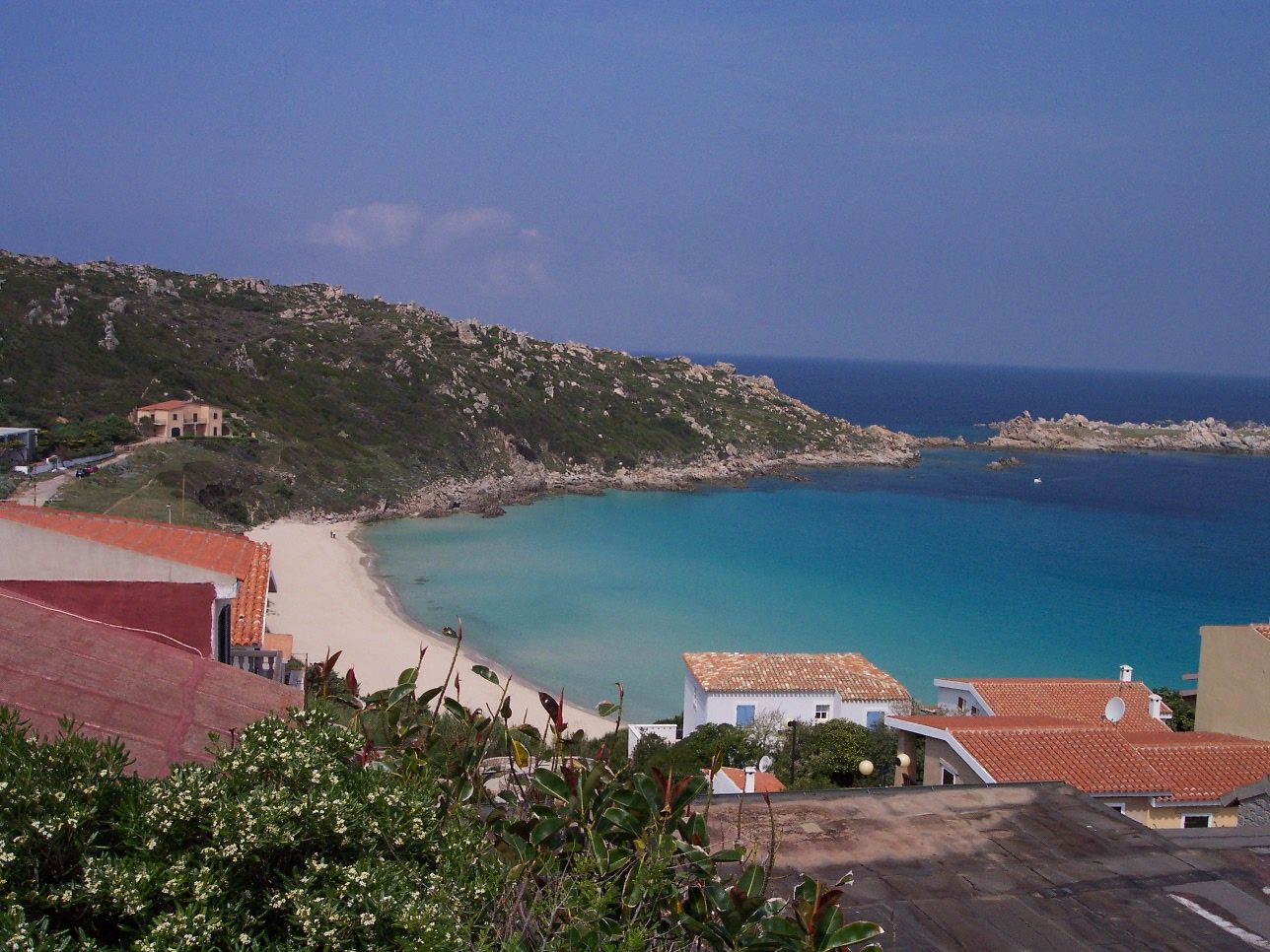
La spiaggia di Rena Bianca a Santa Teresa di Gallura

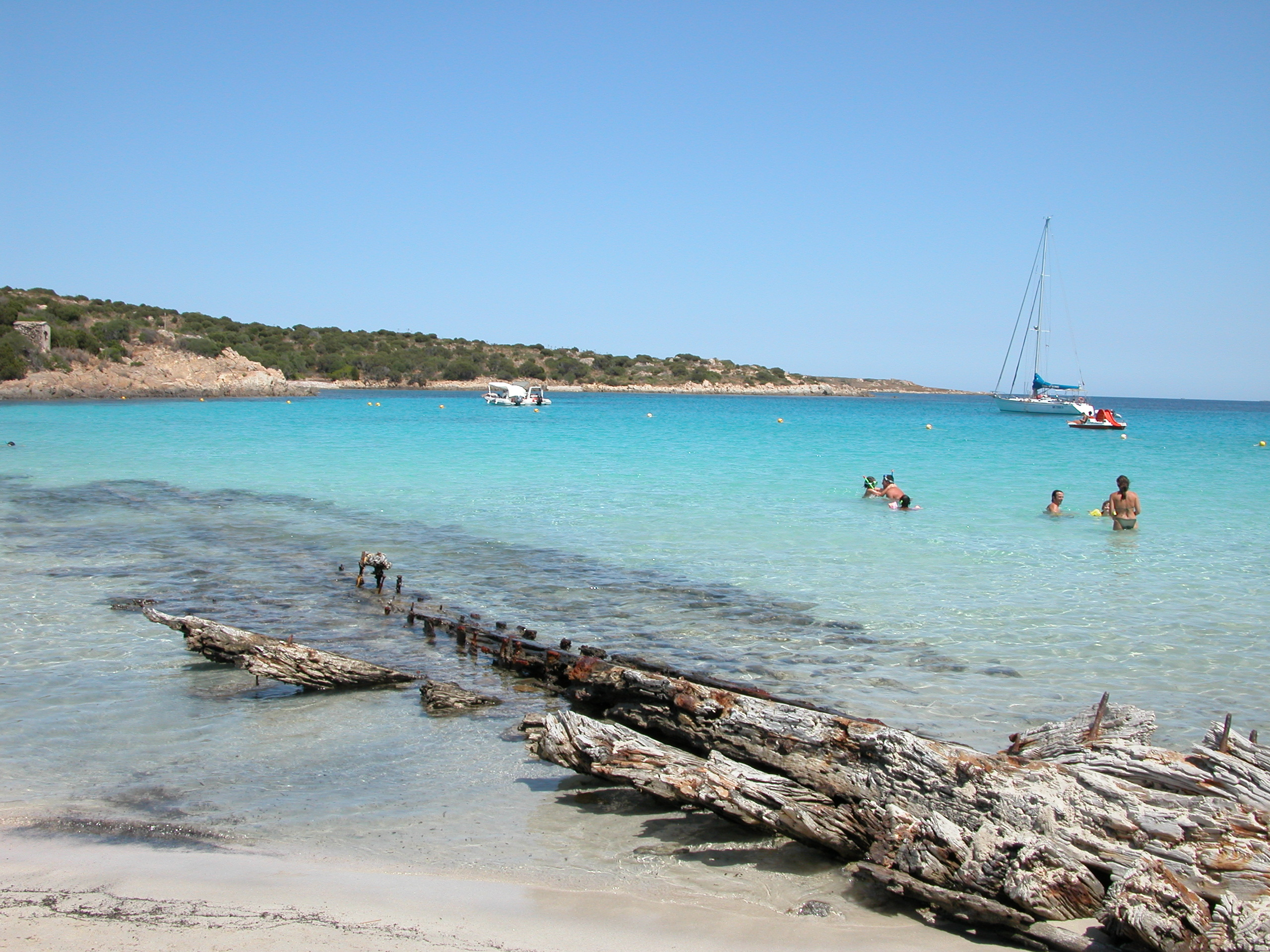
La spiaggia del relitto alla Maddalena

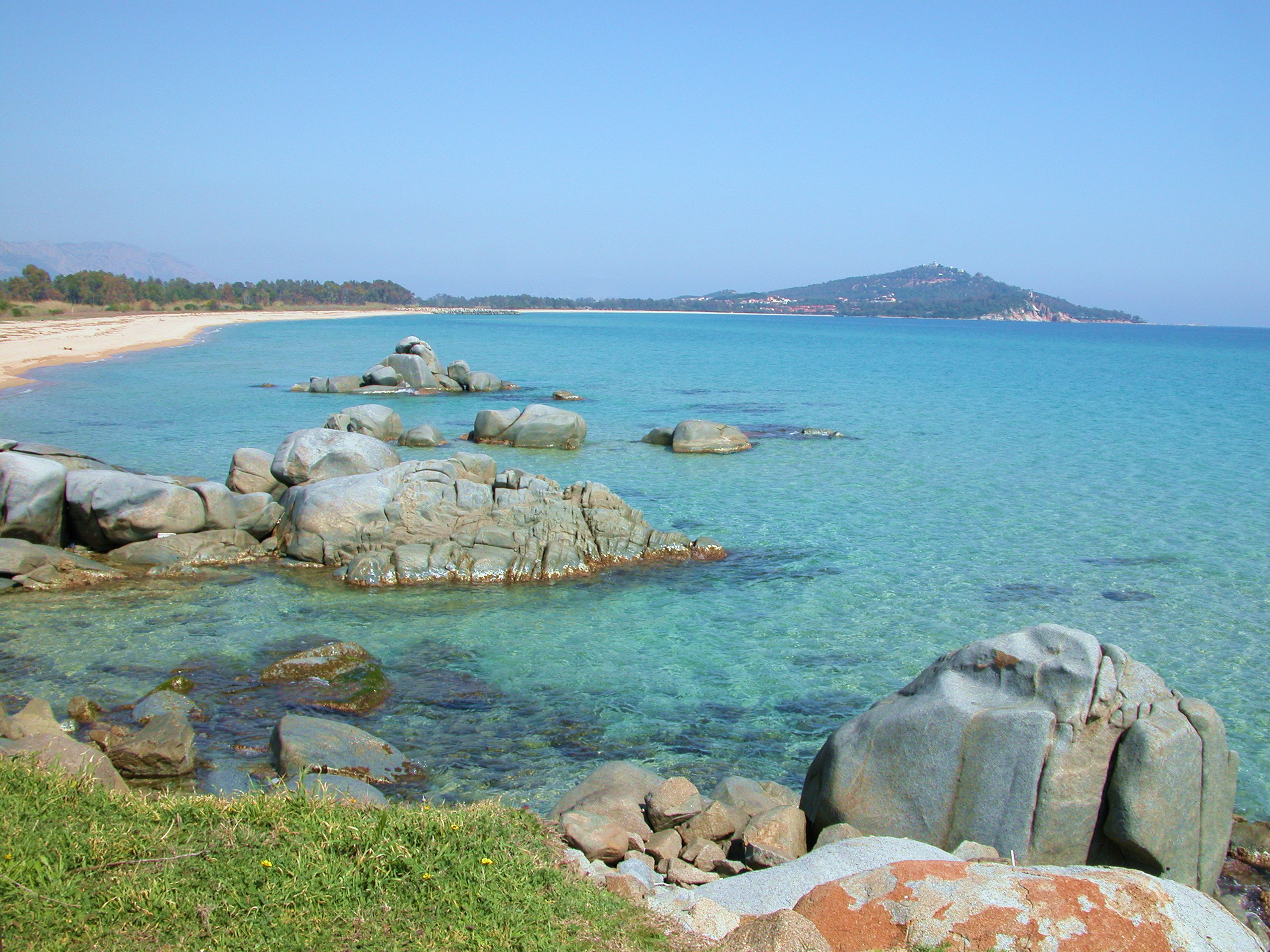
Lido di Orrì a Tortolì

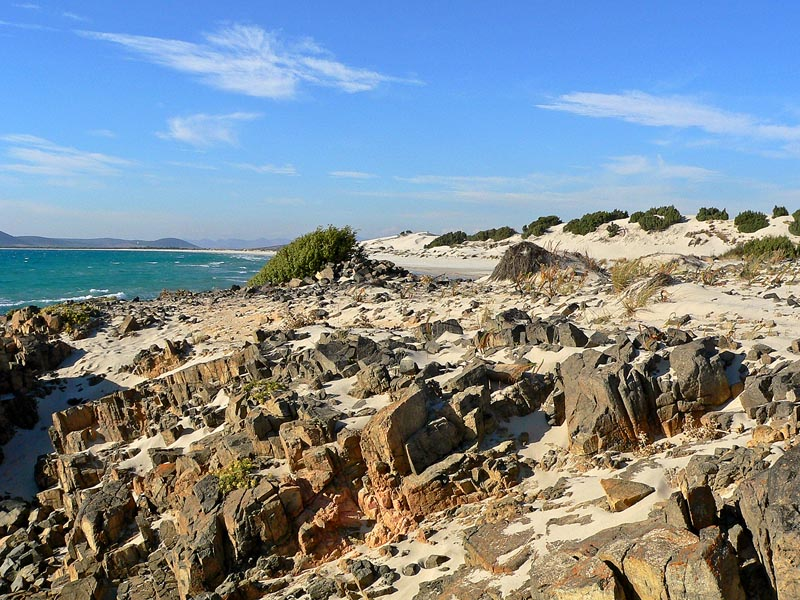
La spiaggia delle Sabbie Bianche a Teulada

| N.  | Provincia | Spiaggia |
| --- | --------- | --- |
| 153 | Sassari   | Badesi: - Li Junchi - Li Mindi/Lu Stangioni - Pirrotto Li Frati/Baia delle Mimose                                                           |
| 154 | Sassari   | Santa Teresa di Gallura: - Rena Ponente (Loc. Capo Testa) - Rena Bianca - Zia Culumba (Loc. Capo Testa, Rena di Levante)                    |
| 155 | Sassari   | La Maddalena: - Bassatrinità - Monti d'Arena - Teggie - Spalmatore - Portolungo - Caprera (Due Mari) - Caprera/Relitto - Porto Lungo        |
| 156 | Sassari   | Palau: - Palau Vecchio - Fronte Stagno Saline - L'Isolotto - L'Isuledda (Porto Pollo) - La Sciumara - Foce Fiume Liscia                     |
| 157 | Sassari   | Castelsardo: - Madonnina/Stella Maris - Sacro Cuore/Ampurias                                                                                |
| 158 | Sassari   | Sorso: - Marina di Sorso (IV/V Pettine) - Spiaggia della Marina                                                                             |
| 159 | Sassari   | Sassari: - Porto Ferro - Porto Palmas |
| 160 | Oristano  | Oristano: - Torregrande |
| 161 | Nuoro     | Tortolì: - Lido di Cea - Lido di Orri (I e II Spiaggia) - Muxi (II Golfetto) - Orrì Foxilioni - Ponente (Nota la Capannina) - Porto Frailis |
| 162 | Cagliari  | Quartu Sant'Elena: - Mare Pintau - Poetto                                                                                                   |
| 163 | Cagliari  | Teulada: - PortoTramatzu - Sabbie Bianche - Tuerredda                                                                                       |